# Iran
Iran (persisch ايران, DMG Īrān, [ʔiːˈɾɒːn] ⓘ, amtlich Islamische Republik Iran; auch der Iran; historisch als Exonym bis 1935 und teils darüber hinaus auch Persien) ist ein Land in Vorderasien. Das Land wird im Norden vom Kaspischen Meer und im Süden durch den Persischen Golf begrenzt.
Mit rund 90 Millionen Einwohnern (Stand 2024) und einer Fläche von etwa 1,65 Millionen Quadratkilometern zählt der Staat Iran zu den 20 bevölkerungsreichsten und größten Staaten der Erde. Hauptstadt, größte Stadt und wirtschaftliches und kulturelles Zentrum ist Teheran mit 8,7 Millionen Einwohnern, weitere Städte mit mehr als 1,5 Millionen Einwohnern sind Maschhad, Isfahan, Karadsch, Schiras und Täbris.
Bereits in der Antike bildete das Perserreich eine bedeutende Zivilisation und spielte politisch und kulturell die Rolle einer Großmacht, deren Einfluss von Nordindien bis Ägypten und Kleinasien reichte, zeitweise den ganzen Nahen Osten umfasste und in Konkurrenz zu Griechenland und Rom stand. In diesem Zusammenhang sind drei jeweils mit einer Reichsbildung verbundene Phasen feststellbar: die des im 6. Jahrhundert v. Chr. entstehenden altpersischen Achämenidenreiches, des Partherreiches nach der hellenistischen Herrschaft und des neupersischen Sassanidenreiches, das bis zur arabischen Eroberung (Mitte 7. Jahrhundert n. Chr.) und der damit einsetzenden Islamisierung Irans bestand. Nach dem Mongolensturm im 13. Jahrhundert einten die Safawiden das Land um 1500 und legten damit die Grundlagen für den bis heute bestehenden Staat, dessen Dynastien und Herrschaftssysteme mehrmals wechselten bis hin zur Pahlavi-Dynastie und der Islamischen Republik im 20. und 21. Jahrhundert.
Iran war im Unterschied zu den meisten Nachbarländern nie von europäischen Mächten kolonisiert, doch setzte Großbritannien Anfang des 20. Jahrhunderts die Ausbeutung iranischer Erdölvorkommen durch die britisch dominierte Anglo-Iranian Oil Company durch. Die Verstaatlichung der Ölindustrie durch die iranische Regierung führte 1953 zur Einmischung der Vereinigten Staaten von Amerika. Nach dem von der CIA betriebenen Sturz des Premierministers Mossadegh wurde sie rückgängig gemacht, und die Öleinnahmen gingen von da zur Hälfte an den Iran, zur anderen Hälfte an ein Konsortium hauptsächlich amerikanischer und britischer Firmen. Mit militärischer und finanzieller Unterstützung der USA errichtete Schah Mohammad Reza Pahlavi in Zeiten des aufkommenden Ost-West-Konflikts eine amerikafreundliche Diktatur, die bis zur Revolution von 1979 Bestand hatte. In dieser Phase entwickelten sich enge wirtschaftliche Beziehungen mit westlichen Ländern, und Iran wurde der zweitwichtigste Handelspartner der Bundesrepublik Deutschland außerhalb Europas.
Seit der Durchsetzung streng konservativer islamistischer Kräfte in der Revolution von 1979 (daher „Islamische Revolution“) wird Iran von einem schiitischen „obersten Führer“, zunächst dem Ajatollah Ruhollah Chomeini, seit 1989 von Ali Chamenei, wiederum autoritär geführt. Durch das Regime kommt es regelmäßig zu schwerwiegenden Verletzungen der Menschenrechte. Es kontrolliert nahezu jeden Aspekt des täglichen Lebens im Hinblick auf religiöse und ideologische Konformität und gilt daher als einer von wenigen derzeit existierenden Staaten als totalitäres System.
Seit dem Regimewechsel 1979 haben sich die guten Beziehungen Irans zu westlichen Staaten in eine offene Feindschaft gewandelt, die vor allem bezüglich der ehemals befreundeten USA und Israel auch in der Staatsideologie verankert wurde. Vertieft haben sich in den letzten Jahren die Beziehungen zu Russland und China; mit beiden bestehen unter anderem Militärkooperationen, und Iran unterstützt Russland im Ukrainekrieg. Heute ist Iran in Vorderasien eine Regionalmacht und führt mit der sogenannten Achse des Widerstands eine inoffizielle Militärkoalition an, zu der Hamas, Hisbollah und Huthi gehören. Mit dieser kämpft sie in mehreren Kriegen gegen andere Regionalmächte wie Israel und Saudi-Arabien, etwa im israelisch-iranischen Krieg, dem Krieg im Jemen und dem Krieg in Israel und Gaza.
Durch seine Bodenschätze, vor allem die größten Erdgas- und die viertgrößten Erdölvorkommen der Welt hat Iran großen Einfluss auf die Versorgung der Welt mit fossilen Energieträgern. Abgesehen davon befindet sich die iranische Wirtschaft, bedingt durch Ineffizienz, Korruption und westliche Sanktionen, heute in einer tiefen Krise.

## Geographie

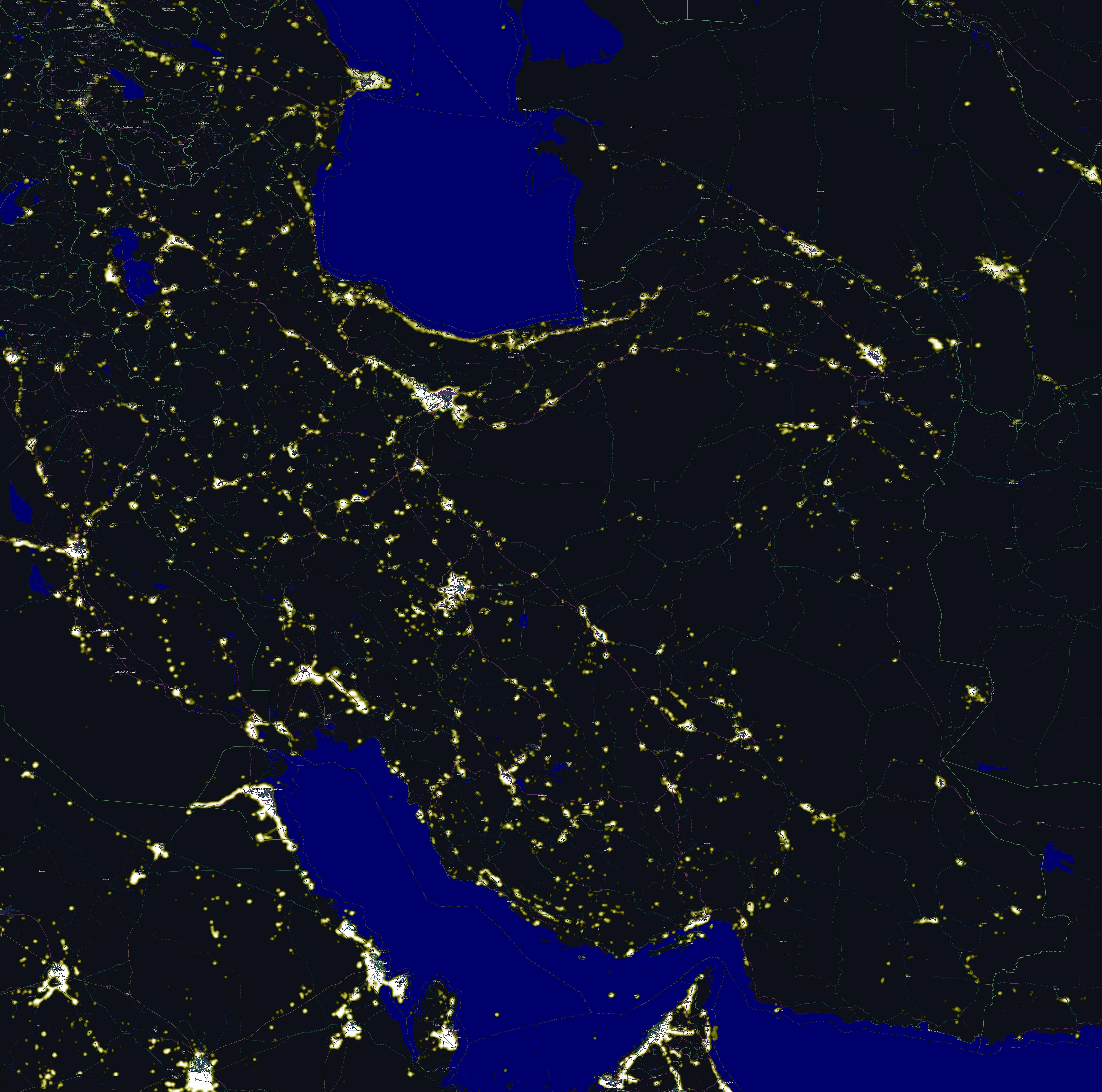
Iran bei Nacht

Iran besteht großteils aus hohem Gebirge und trockenen wüstenhaften Becken. Seine Lage zwischen dem Kaspischen Meer und der Straße von Hormus am Persischen Golf macht das Land zu einem Gebiet von hoher geostrategischer Bedeutung. Es grenzt an sieben Staaten: im Westen und Nordwesten an den Irak (Grenzlänge 1609 Kilometer), die Türkei (511 Kilometer), Aserbaidschan (800 Kilometer) und Armenien (48 Kilometer), im Nordosten und Osten an Turkmenistan (1205 Kilometer) sowie im Osten und Südosten an Afghanistan (945 Kilometer) und Pakistan (978 Kilometer).
Der nördlichste Punkt Irans liegt auf 39° 47′ nördlicher Breite und befindet sich etwa auf demselben Breitengrad wie Mallorca. Der südlichste Punkt liegt auf 25° nördlicher Breite und befindet sich etwa auf demselben Breitengrad wie Doha in Katar. Der westlichste Punkt liegt auf 44° 02′ östlicher Länge und damit etwa auf selber Länge wie die irakische Hauptstadt Bagdad. Der östlichste Punkt liegt auf 63° 20′ östlicher Länge und damit ungefähr auf selber Länge wie Herat in Afghanistan.

### Relief (Oberflächenstruktur)

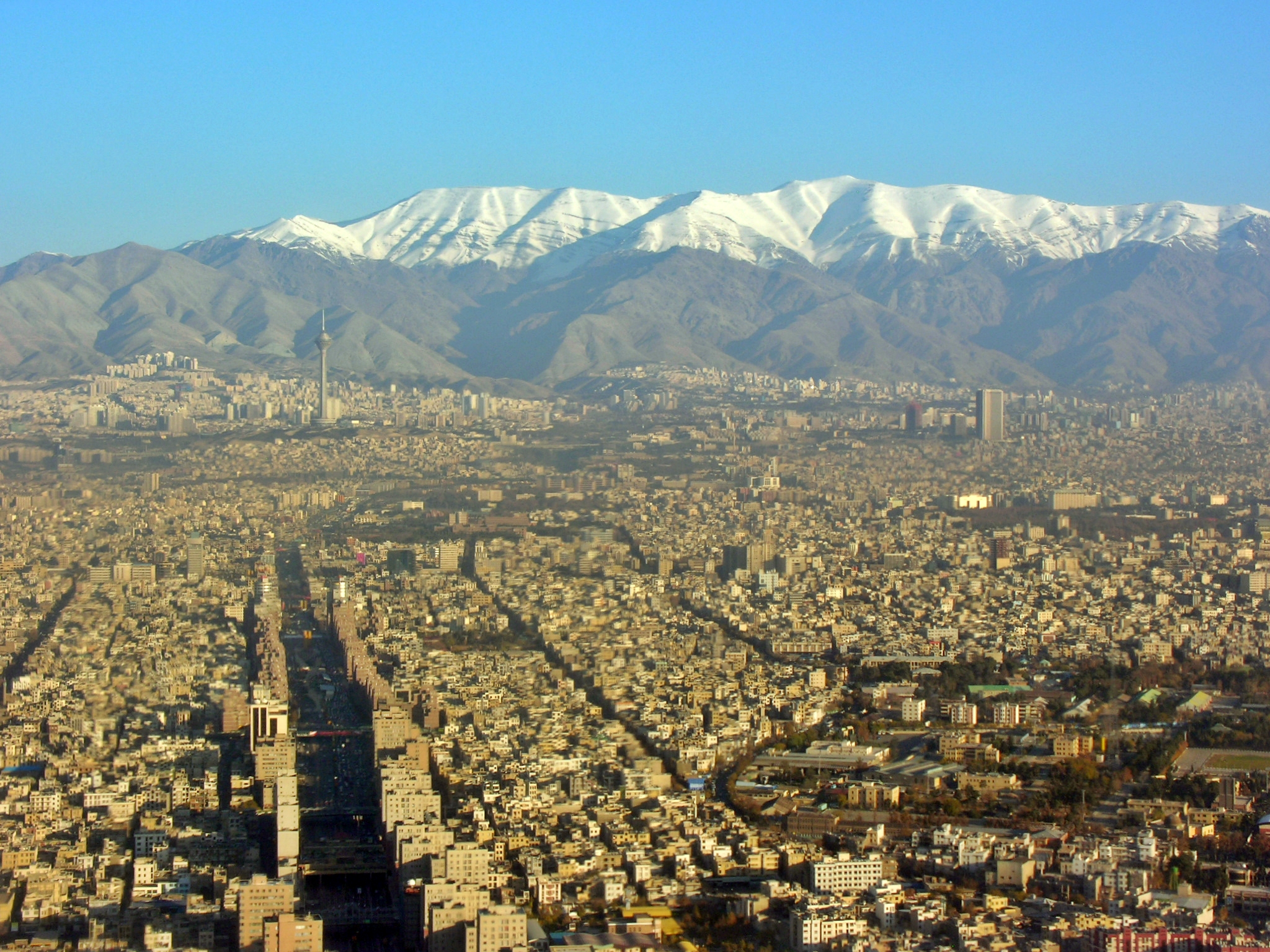
Blick über Teheran nach Norden ins Elburs-Gebirge, 2008

Etwa zwei Drittel des Territoriums Irans nimmt das Iranische Hochland ein, das seinerseits in eine Reihe verschiedener Becken zerfällt. Die Ausdehnung dieser Becken reicht von wenigen Quadratkilometer großen Bolsonen bis hin zu den riesigen Becken der Wüste Lut (130.000 km²) und der Wüste des Großen Kawir (200.000 km²). Die Becken liegen, je nach ihrer tektonischen Vorgeschichte, zwischen 200 m und 1500 m über dem Meeresspiegel. Die Becken sind voneinander durch Schwellen unterschiedlicher Höhe getrennt; einige setzen sich in Afghanistan und Pakistan fort.
Das Hochland wird im Westen, Südwesten und Süden vom Zagros-Gebirge und dem Kuhrud begrenzt. Diese gewaltigen Faltengebirge bestehen aus mehreren nebeneinander in nordwest-südöstlicher Richtung verlaufenden Gebirgsketten, zwischen denen steile Täler liegen. Seine höchsten Gipfel sind der Zard Kuh (4221 m) und der Kuh-e-Dinar (4432 m). Der Zagros hat eine maximale Breite von 250 km und eine Länge von 1800 km (Makran-Ketten eingeschlossen) und zählt zu den größten geschlossenen Faltengebirgsmassiven der Welt. Der Norden Irans (Nordiran) wird durch mehrere Gebirge geprägt. Im Nordwesten dominiert der armenisch-aserbaidschanische Gebirgsknoten mit dem großen Becken des Urmiasees. Daran schließt sich das 1200 km lange, vom Talysch-Gebirge bis an die turkmenische Grenze reichende Elburs-Kopet-Dag-System an. Hier befindet sich der mit 5670 m höchste Berg des Nahen Ostens, der gletscherbedeckte ruhende Vulkan Damawand, wie auch der 4840 m hohe Alam-Kuh. Der Kopet-Dag ist ein mächtiges Faltengebirge auf der Grenze zum heutigen Staat Turkmenistan. Die fast 6000 m Höhenunterschied vom Kaspischen Meer zum nur 60 km entfernten Damawand gehören zu den steilsten Anstiegen der Welt.
Es gibt nur wenige Tiefländer in Iran. Am südlichen Ufer des Kaspischen Meeres befindet sich ein 600 km langes, nur wenige Kilometer breites Küstentiefland. Östlich schließt sich die turkmenische Steppe an, westlich die Mugansteppe. Im Südwesten (Südwest-Iran, insbesondere die im Westen an den Irak und im Süden an den Persischen Golf grenzende Provinz Chuzestan bzw. die Region Chuzestan) gehört ein kleiner Teil des mesopotamischen Tieflandes zu Iran, von dort verläuft ein schmaler und flacher unfruchtbarer Küstensaum entlang des Persischen Golfes.

### Geologische Beschaffenheit

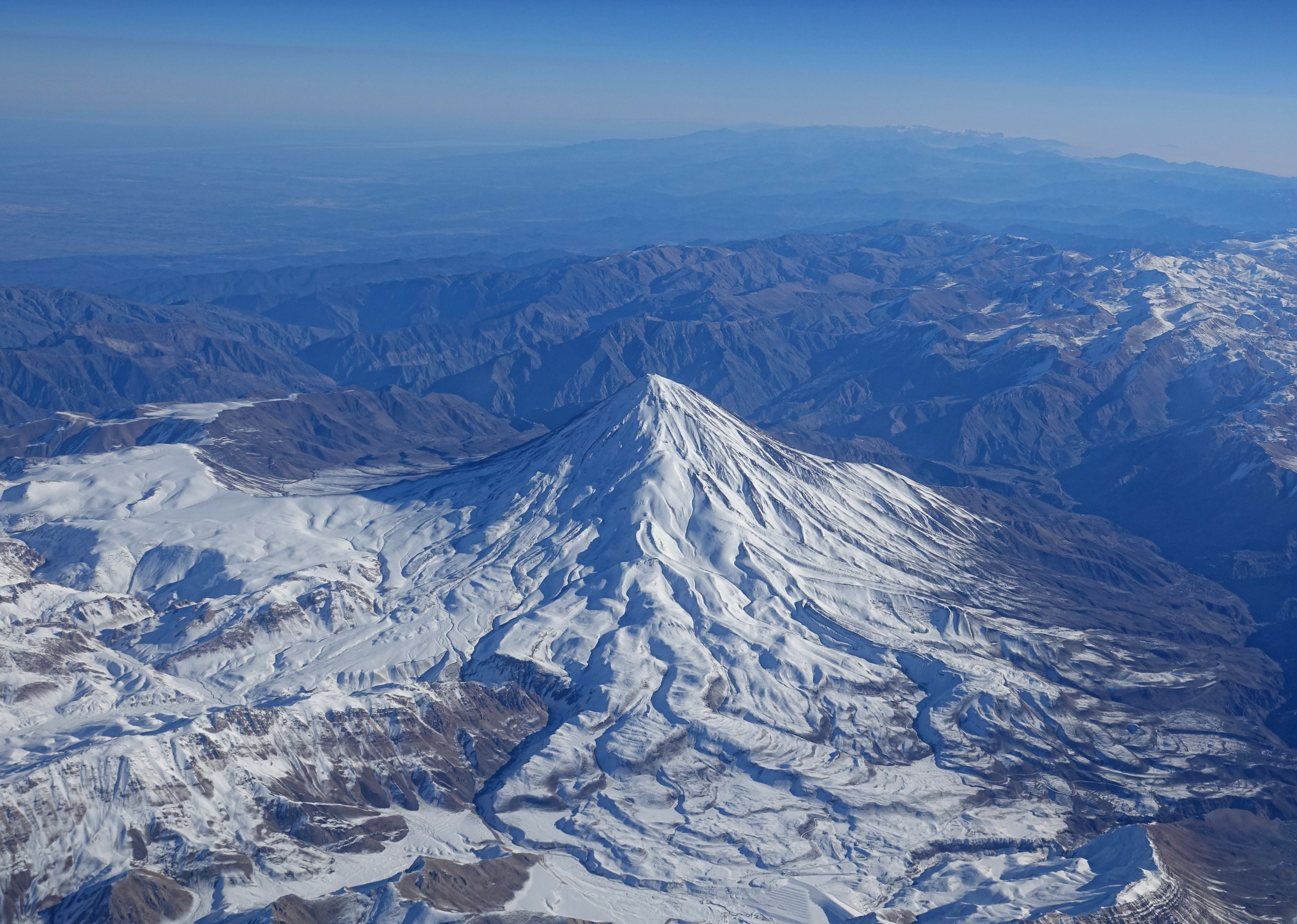
Schneebedeckter Damawand, 2018

Iran liegt auf dem Alpidischen Gebirgsgürtel, zu dem allen voran das Zagros-Gebirge zählt. Das iranische Hochland hingegen besteht aus einem präkambrischen Schild, der als Erweiterung des Arabischen Schildes gilt. Aus Sicht der Plattentektonik war das Gebiet des heutigen Iran einstmals Teil von Gondwanaland, das sich in der späten Kreidezeit in seine heutige Position bewegt hat. Die Kollision mit der arabischen Platte hat zu starker vulkanischer und seismischer Aktivität geführt, in deren Zuge die Gebirgsbildung stattfand. Dies erklärt, warum die Gebirge Irans teilweise starke Merkmale der präkambrischen Gebirge aufweisen, und warum es keine Gebirge gibt, die zwischen Präkambrium und Trias entstanden wären. Die Sedimente sind in Zentral-Iran (von Zandschan bis Isfahan reichendes Zentralplateau, ein Wüsten- und Steppengebiet, an dessen Rändern wichtige Siedlungen liegen) im Schnitt 3000 bis 4000 Meter dick, terrestrischen Ursprunges und homogen. Diese Sedimente lagern teils direkt auf dem präkambrischen Gestein, teils auf im Trias erodierten Landflächen.
Die fortwährende Gebirgsbildung führt dazu, dass sich häufig Erdbeben in Iran ereignen. Speziell die 1600 km lange und 250 km breite Zagros-Verwerfungslinie ist seismisch extrem aktiv. Hier kommt es im Durchschnitt einmal jährlich zu stärkeren Erdbeben, die jedoch in der Regel keine katastrophischen Ausmaße annehmen. Die von Starkbeben häufig betroffenen Gebiete liegen entlang des „Iranischen Halbmondes“, eine Region entlang der Nord- und Ostgrenzen des Landes, von West-Aserbaidschan bis Makran. Hier befinden sich zahlreiche kleinere Störungen und Verwerfungen, die teils geologisch jung sind und sich durch unregelmäßig auftretende Beben auszeichnen. Perioden mit hoher Bebenzahl wechseln sich ab mit langen Ruhephasen. Die ohnehin schwierige Vorhersage von Erdbeben ist dadurch nicht möglich.
Als gefährdetste Gegend des Landes gilt die Region um Täbris, in der es bereits mehrmals besonders schwere Beben gab, letztmals im Jahr 2012. Es gibt Anzeichen, dass sich die Bebenaktivität zwischen Nordwesten und Osten abwechselt und dass momentan der Nordwesten eine Phase relativer Ruhe hat, dafür die Bebenaktivität im Osten ihren Höhepunkt erlebt. Die letzten verheerenden Beben mit Tausenden Todesopfern ereigneten sich in Tabas (1978), Rascht (1990) und Bam (2003).

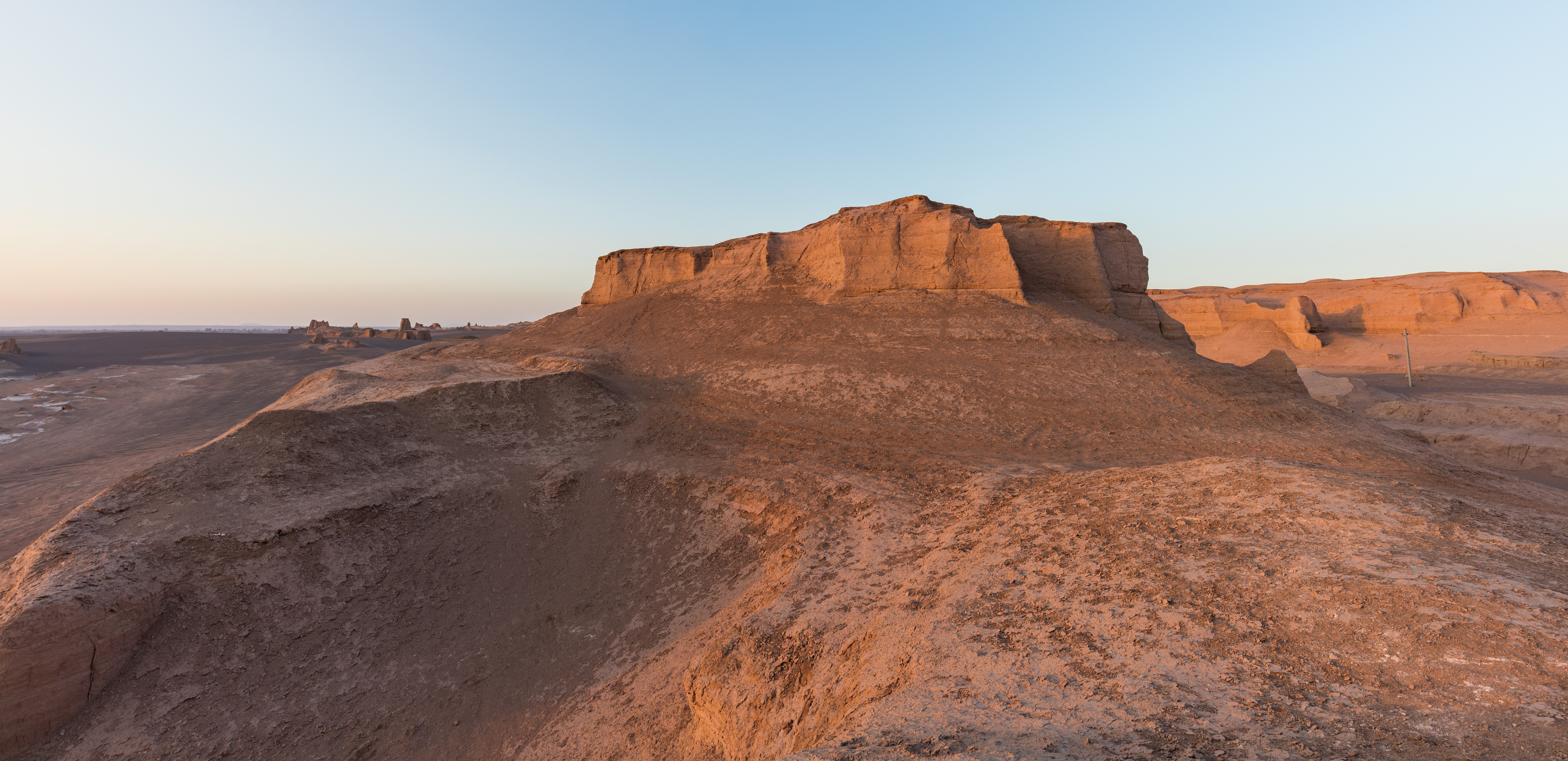
Wüste Dascht-e Lut, 2016

### Böden
Auf dem Hochland Irans dominieren Kies- und Steinwüsten mit sterilen Wüstenböden, Sanddünen und saline Böden. In den Endbecken finden sich meist Salz- oder Gipskrusten, weitflächig findet man Serir- oder Hammada-Oberflächen, bei denen das Feinmaterial aufgrund der Vegetationsfreiheit ausgeweht wird. Der Humusanteil dieser Böden liegt meist unter 0,5 %.
Zwischen den Bergketten vereinigen sich mehrere Bodentypen zu Catenen, die Talböden haben meist Füllmaterial aus Schwemmböden und braunen Steppenböden, dadurch erlauben sie landwirtschaftliche Nutzung. Im kaspischen Tiefland dominieren Schwemmböden, braune Wald- und Steppenböden, Regosole und Lithosole; in der Turkmenischen Steppe kommen Lössböden vor.

### Gewässer
Im Norden grenzt Iran auf einer Länge von 756 Kilometern an das Kaspische Meer, den größten See der Erde, gleichzeitig ein Endsee. Im Süden und Südwesten hat das Land eine 2045 Kilometer lange Küste zum Golf von Oman und zum Persischen Golf, die voneinander durch die Straße von Hormus getrennt sind. In dieser für den Transport von Erdöl wichtigen Meerenge bei Bandar Abbas liegen nahe der iranischen Küste die Insel Qeschm und die namensgebende kleine Insel Hormus. Die Entfernung vom iranischen Festland zur Arabischen Halbinsel (Oman und Vereinigte Arabische Emirate) beträgt hier kaum 50 Kilometer.
Es gibt etwa 1300 kurze, meist geradlinig verlaufende Flüsse, die die Nordflanken der Gebirge Talysch und Elburs entwässern und in das Kaspische Meer münden. Die größten sind Sefid Rud, Tschalus, Gorgan und Atrak. Die wichtigsten Flüsse, die aus dem Zagros in Richtung des persischen Golfes fließen, sind Karun, Karche, Dez und Schatt al-Arab. Sie führen im Frühling am meisten Wasser und können an ihren Unterläufen verheerende Überschwemmungen verursachen. Im Sommer ist die Wasserführung am niedrigsten mit nur einem Zehntel jener des Frühlings.
Zwei Drittel des Territoriums werden nicht in Richtung eines Meeres entwässert. In den ariden Becken des iranischen Hochlandes führt kaum ein Fluss ganzjährig Wasser, wie der Zayandeh Rud. Nach Niederschlägen fließt das Wasser durch Flüsse oder Bäche aus dem Gebirge und versickert dort meist in Schotterfeldern, seltener mündet es in Seen, die dann häufig salzhaltig sind. Zu solchen Seen gehören der Urmiasee, der Hamun-See, der Bachtegansee und der Maharlu-See.
Die Schotter-, Kalk- und Sandsteinschichten im Untergrund bergen häufig Grundwasser. Deshalb gibt es in den gebirgigen Landesteilen zahlreiche Quellen, teils artesische Quellen. Die Menschen machen sich bereits seit 800 v. Chr. mittels Qanaten das Grundwasser nutzbar. Früher wurden alle menschlichen Siedlungen im ariden Gebiet mithilfe von Qanaten mit Wasser versorgt. Seit den 1950er Jahren werden verstärkt Brunnen und Dämme gebaut, wobei das Absinken des See- und Grundwasserspiegels, die Erschöpfung von Wasservorräten und die Aufsedimentierung von Staubecken die Hauptprobleme für die Wasserversorgung der Zukunft darstellen. Im Fokus von Umweltschützern ist vor allem der stark salzhaltige Urmiasee, der zeitweise Pelikanen und Flamingos als Lebensraum dient, jedoch von fortschreitender Austrocknung bedroht wird. Die iranische Regierung hatte 2015 deshalb 900 Mio. $ für die Rettung des Sees freigegeben.

### Klima

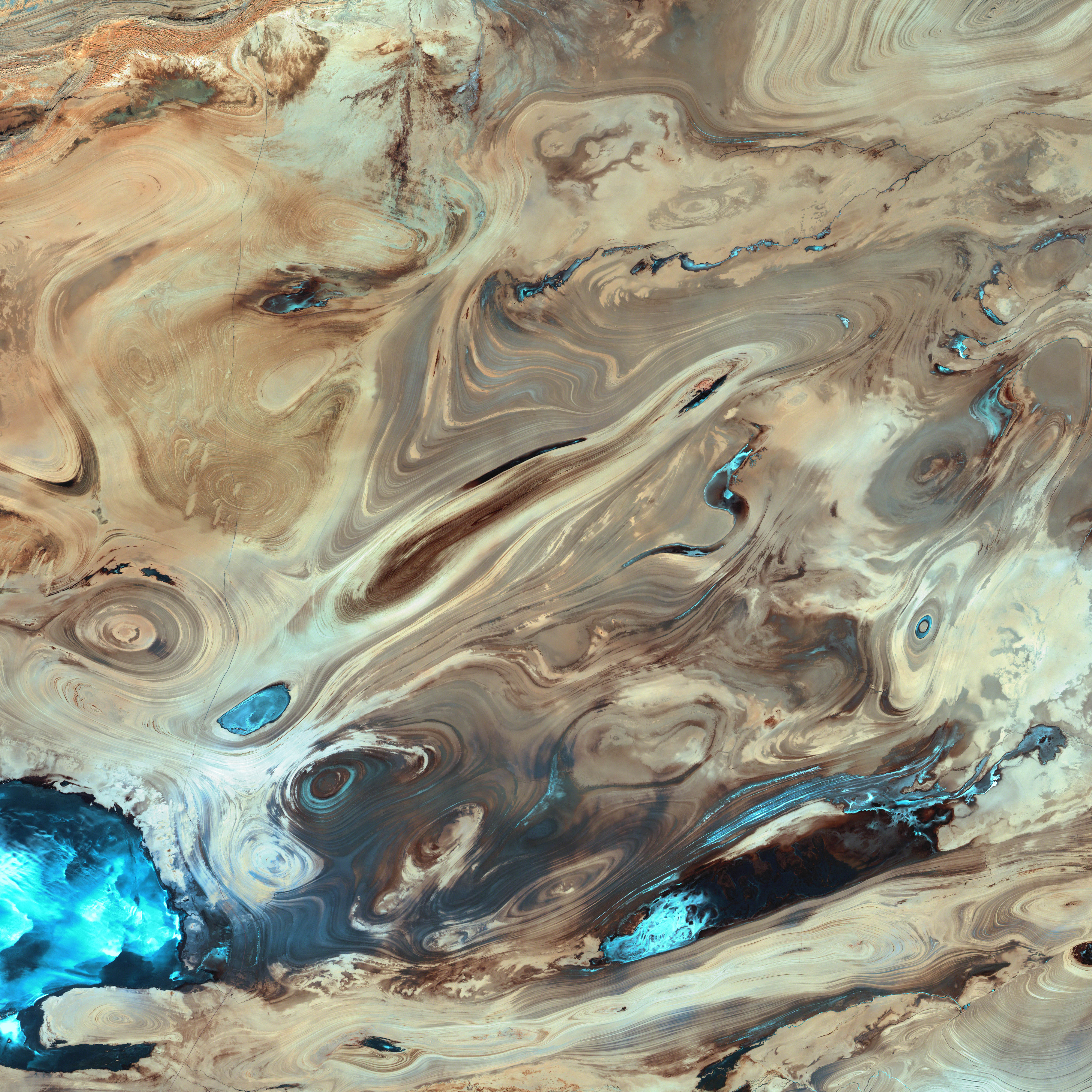
Wüste Kawir (Satellitenfoto in Falschfarben)

Das Klima in Iran wird im Winter durch die Interaktion von Kaltluftströmungen aus Zentralasien und Sibirien einerseits und feuchtwarmen mediterranen Luftmassen andererseits beeinflusst. Im Sommer weht konstant nordöstlicher Passatwind aus dem trocken-heißen Zentralasien. Durch diese Wetterlagen und die geographischen Verhältnisse des Landes ist das Klima regional sehr unterschiedlich.
Die Bergregionen von Nord-Iran (mit den Provinzen Mazandaran und Gilan an der Südküste des Kaspischen Meeres) und West-Iran (bestehend unter anderem aus den Provinzen Kurdistan und Luristan) erhalten durch feuchte Westströmungen im Spätherbst und Winter relativ viel Niederschlag, besonders an den Westhängen des Zagros-Gebirges. Mit zunehmender Höhe nimmt hier die Humidität zu. Die Höhenlage und die relative Meeresferne bedingen sehr kalte Winter und große Sommerhitze. Das iranische Hochland liegt im Regenschatten der Gebirge. Daher ist das Klima dort trocken bis dürr mit geringer Luftfeuchtigkeit und großen Schwankungen der jährlichen Niederschlagsmenge.
Die Temperaturen sind im Jahresmittel deutlich höher als in den Bergregionen, haben aber auch eine große Amplitude: extremer Hitze im Sommer, wo Werte über 45 °C keine Seltenheit sind, stehen zum Teil strenge Fröste im Winter gegenüber. Entlang der Golfküste und in Chuzestan herrscht nie Frost. Die Winter sind mild, die Sommer sehr heiß und oft schwül, die Luftfeuchtigkeit ganzjährig sehr hoch, Niederschläge fallen jedoch extrem selten. Das Klima des kaspischen Küstentieflandes unterscheidet sich grundlegend vom Rest des Landes. Die aus Nordost wehenden Winde laden sich über dem Kaspischen Meer mit Feuchtigkeit auf, stauen sich an den Bergmassiven und regnen dort ab. Somit ist diese Region ganzjährig humid bei teils sehr hoher Luftfeuchtigkeit. Das Klima ist mild im Winter und warm im Sommer, die Extremtemperaturen sind gegenüber dem Hochland deutlich reduziert.
Zu den meteorologischen Besonderheiten gehören der mit großer Konstanz zwischen Mai und September wehende Nordwestwind der 120 Tage, der im Osten und Südosten Irans aufgrund seines hohen Staubanteils für Mensch und Vegetation äußerst ungünstig ist. Im Hochland, wo durch fehlende Vegetation lokale Luftdruckunterschiede markant sein können, sind regelmäßig Staubtromben beobachtbar.
|                        | Jan  | Feb  | Mär  | Apr  | Mai  | Jun   | Jul   | Aug   | Sep   | Okt  | Nov  | Dez  |   |       |
| Mittl. Temperatur (°C) | 2,7  | 5,5  | 10,4 | 15,7 | 21,3 | 27,1  | 29,4  | 27,9  | 23,5  | 16,9 | 9,9  | 4,4  | ⌀ | 16,3  |
| Mittl. Tagesmax. (°C)  | 8,8  | 11,9 | 16,8 | 22,0 | 28,0 | 34,1  | 36,4  | 35,1  | 31,2  | 24,4 | 16,9 | 10,8 | ⌀ | 23,1  |
| Mittl. Tagesmin. (°C)  | −2,4 | −0,2 | 4,5  | 9,4  | 14,2 | 19,1  | 21,5  | 19,8  | 15,1  | 9,3  | 3,6  | −0,9 | ⌀ | 9,5   |
|                        |      |      |      |      |      |       |       |       |       |      |      |      |   |       |
| Niederschlag (mm)      | 17,1 | 14,1 | 18,2 | 19,2 | 8,8  | 0,6   | 0,7   | 0,2   | 0,0   | 4,1  | 9,9  | 19,6 | Σ | 112,5 |
|                        |      |      |      |      |      |       |       |       |       |      |      |      |   |       |
| Sonnenstunden (h/d)    | 6,62 | 7,62 | 7,81 | 8,15 | 9,72 | 11,51 | 11,21 | 10,68 | 10,39 | 8,92 | 7,54 | 6,70 | ⌀ | 8,9   |
|                        |      |      |      |      |      |       |       |       |       |      |      |      |   |       |
| Regentage (d)          | 4,0  | 2,9  | 3,8  | 3,5  | 2,0  | 0,2   | 0,3   | 0,1   | 0,0   | 0,8  | 2,2  | 3,7  | Σ | 23,5  |
|                        |      |      |      |      |      |       |       |       |       |      |      |      |   |       |
| Luftfeuchtigkeit (%)   | 60   | 51   | 43   | 39   | 33   | 23    | 23    | 24    | 26    | 36   | 48   | 57   | ⌀ | 38,5  |

| −2,4 |

| −0,2 |

| 4,5 |

| 9,4 |

| 14,2 |

| 19,1 |

| 21,5 |

| 19,8 |

| 15,1 |

| 9,3 |

| 3,6 |

| −0,9 |

| −2,4 |

| −0,2 |

| 4,5 |

| 9,4 |

| 14,2 |

| 19,1 |

| 21,5 |

| 19,8 |

| 15,1 |

| 9,3 |

| 3,6 |

| −0,9 |

| N i e d e r s c h l a g | 17,1 | 14,1 | 18,2 | 19,2 | 8,8 | 0,6 | 0,7 | 0,2 | 0,0 | 4,1 | 9,9 | 19,6 |
|                         | Jan  | Feb  | Mär  | Apr  | Mai | Jun | Jul | Aug | Sep | Okt | Nov | Dez  |

|                        | Jan  | Feb  | Mär  | Apr  | Mai   | Jun   | Jul  | Aug  | Sep  | Okt  | Nov  | Dez  |   |       |
| Mittl. Temperatur (°C) | 18,1 | 19,4 | 23,1 | 26,8 | 31,2  | 33,7  | 34,4 | 34,0 | 32,5 | 29,6 | 24,3 | 19,7 | ⌀ | 27,3  |
| Mittl. Tagesmax. (°C)  | 23,5 | 24,4 | 27,7 | 31,6 | 36,3  | 38,4  | 38,2 | 37,7 | 36,8 | 35   | 30,4 | 25,5 | ⌀ | 32,2  |
| Mittl. Tagesmin. (°C)  | 12,1 | 14   | 17,5 | 20,9 | 24,7  | 28    | 30,3 | 30,1 | 27,7 | 23,5 | 18   | 13,5 | ⌀ | 21,7  |
|                        |      |      |      |      |       |       |      |      |      |      |      |      |   |       |
| Niederschlag (mm)      | 39,7 | 47,5 | 34,8 | 10,7 | 4,8   | 0,0   | 0,6  | 2,2  | 0,8  | 1,3  | 5,0  | 24,0 | Σ | 171,4 |
|                        |      |      |      |      |       |       |      |      |      |      |      |      |   |       |
| Sonnenstunden (h/d)    | 7,10 | 7,57 | 7,25 | 8,08 | 10,09 | 10,07 | 8,54 | 8,71 | 9,00 | 9,14 | 8,37 | 7,38 | ⌀ | 8,4   |
|                        |      |      |      |      |       |       |      |      |      |      |      |      |   |       |
| Regentage (d)          | 3,3  | 3,1  | 2,6  | 1,3  | 0,2   | 0     | 0,1  | 0,2  | 0,1  | 0,1  | 0,4  | 2,3  | Σ | 13,7  |
|                        |      |      |      |      |       |       |      |      |      |      |      |      |   |       |
| Luftfeuchtigkeit (%)   | 64   | 68   | 67   | 64   | 61    | 64    | 68   | 69   | 67   | 64   | 61   | 63   | ⌀ | 65    |

| 12,1 |

| 14 |

| 17,5 |

| 20,9 |

| 24,7 |

| 28 |

| 30,3 |

| 30,1 |

| 27,7 |

| 23,5 |

| 18 |

| 13,5 |

| 12,1 |

| 14 |

| 17,5 |

| 20,9 |

| 24,7 |

| 28 |

| 30,3 |

| 30,1 |

| 27,7 |

| 23,5 |

| 18 |

| 13,5 |

| N i e d e r s c h l a g | 39,7 | 47,5 | 34,8 | 10,7 | 4,8 | 0,0 | 0,6 | 2,2 | 0,8 | 1,3 | 5,0 | 24,0 |
|                         | Jan  | Feb  | Mär  | Apr  | Mai | Jun | Jul | Aug | Sep | Okt | Nov | Dez  |

|                        | Jan  | Feb  | Mär  | Apr  | Mai  | Jun   | Jul   | Aug   | Sep   | Okt  | Nov  | Dez  |   |       |
| Mittl. Temperatur (°C) | −3,2 | −0,8 | 4,9  | 10,9 | 16,5 | 21,9  | 26,0  | 25,3  | 21,1  | 13,5 | 6,5  | 0,3  | ⌀ | 12    |
| Mittl. Tagesmax. (°C)  | 1,2  | 3,8  | 10,1 | 16,5 | 22,5 | 28,6  | 32,9  | 32,3  | 28,2  | 19,9 | 12,1 | 4,9  | ⌀ | 17,8  |
| Mittl. Tagesmin. (°C)  | −6,6 | −4,5 | 0,3  | 5,7  | 10,6 | 15,2  | 19,6  | 19,0  | 14,3  | 8,0  | 2,1  | −3,0 | ⌀ | 6,8   |
|                        |      |      |      |      |      |       |       |       |       |      |      |      |   |       |
| Niederschlag (mm)      | 25,8 | 25,3 | 47,0 | 53,6 | 41,9 | 18,1  | 3,2   | 4,4   | 9,4   | 28,4 | 28,0 | 26,0 | Σ | 311,1 |
|                        |      |      |      |      |      |       |       |       |       |      |      |      |   |       |
| Sonnenstunden (h/d)    | 3,95 | 4,92 | 5,57 | 6,51 | 8,61 | 11,25 | 11,44 | 10,81 | 10,07 | 7,36 | 5,83 | 4,14 | ⌀ | 7,5   |
|                        |      |      |      |      |      |       |       |       |       |      |      |      |   |       |
| Luftfeuchtigkeit (%)   | 72   | 70   | 63   | 57   | 51   | 40    | 34    | 35    | 37    | 51   | 64   | 71   | ⌀ | 53,7  |

| −6,6 |

| −4,5 |

| 0,3 |

| 5,7 |

| 10,6 |

| 15,2 |

| 19,6 |

| 19,0 |

| 14,3 |

| 8,0 |

| 2,1 |

| −3,0 |

| −6,6 |

| −4,5 |

| 0,3 |

| 5,7 |

| 10,6 |

| 15,2 |

| 19,6 |

| 19,0 |

| 14,3 |

| 8,0 |

| 2,1 |

| −3,0 |

| N i e d e r s c h l a g | 25,8 | 25,3 | 47,0 | 53,6 | 41,9 | 18,1 | 3,2 | 4,4 | 9,4 | 28,4 | 28,0 | 26,0 |
|                         | Jan  | Feb  | Mär  | Apr  | Mai  | Jun  | Jul | Aug | Sep | Okt  | Nov  | Dez  |

|                        | Jan  | Feb  | Mär  | Apr  | Mai  | Jun  | Jul  | Aug  | Sep   | Okt   | Nov   | Dez   |   |         |
| Mittl. Temperatur (°C) | 6,9  | 6,9  | 8,7  | 13,1 | 18,3 | 22,6 | 25,2 | 24,8 | 22,3  | 17,7  | 13,4  | 9,4   | ⌀ | 15,8    |
| Mittl. Tagesmax. (°C)  | 10,8 | 10,3 | 11,7 | 16,5 | 21,5 | 25,9 | 28,6 | 28,3 | 25,7  | 21,3  | 17,4  | 13,5  | ⌀ | 19,3    |
| Mittl. Tagesmin. (°C)  | 3,4  | 3,7  | 5,9  | 9,8  | 14,7 | 18,8 | 21,4 | 21,3 | 19,0  | 14,5  | 9,8   | 5,7   | ⌀ | 12,4    |
|                        |      |      |      |      |      |      |      |      |       |       |       |       |   |         |
| Niederschlag (mm)      | 86,5 | 73,7 | 85,6 | 46,9 | 47,6 | 51,0 | 36,4 | 77,5 | 152,5 | 273,1 | 172,9 | 124,9 | Σ | 1.228,6 |
|                        |      |      |      |      |      |      |      |      |       |       |       |       |   |         |
| Sonnenstunden (h/d)    | 3,59 | 3,53 | 2,71 | 3,98 | 5,22 | 6,23 | 5,91 | 5,15 | 3,98  | 3,51  | 3,67  | 3,10  | ⌀ | 4,2     |
|                        |      |      |      |      |      |      |      |      |       |       |       |       |   |         |
| Regentage (d)          | 9,0  | 8,7  | 11,0 | 8,3  | 7,3  | 4,9  | 3,9  | 6,6  | 8,6   | 11,6  | 9,2   | 8,8   | Σ | 97,9    |
|                        |      |      |      |      |      |      |      |      |       |       |       |       |   |         |
| Luftfeuchtigkeit (%)   | 84   | 85   | 88   | 86   | 85   | 81   | 79   | 82   | 84    | 86    | 86    | 85    | ⌀ | 84,2    |

| 3,4 |

| 3,7 |

| 5,9 |

| 9,8 |

| 14,7 |

| 18,8 |

| 21,4 |

| 21,3 |

| 19,0 |

| 14,5 |

| 9,8 |

| 5,7 |

| 3,4 |

| 3,7 |

| 5,9 |

| 9,8 |

| 14,7 |

| 18,8 |

| 21,4 |

| 21,3 |

| 19,0 |

| 14,5 |

| 9,8 |

| 5,7 |

| N i e d e r s c h l a g | 86,5 | 73,7 | 85,6 | 46,9 | 47,6 | 51,0 | 36,4 | 77,5 | 152,5 | 273,1 | 172,9 | 124,9 |
|                         | Jan  | Feb  | Mär  | Apr  | Mai  | Jun  | Jul  | Aug  | Sep   | Okt   | Nov   | Dez   |

### Flora und Vegetation

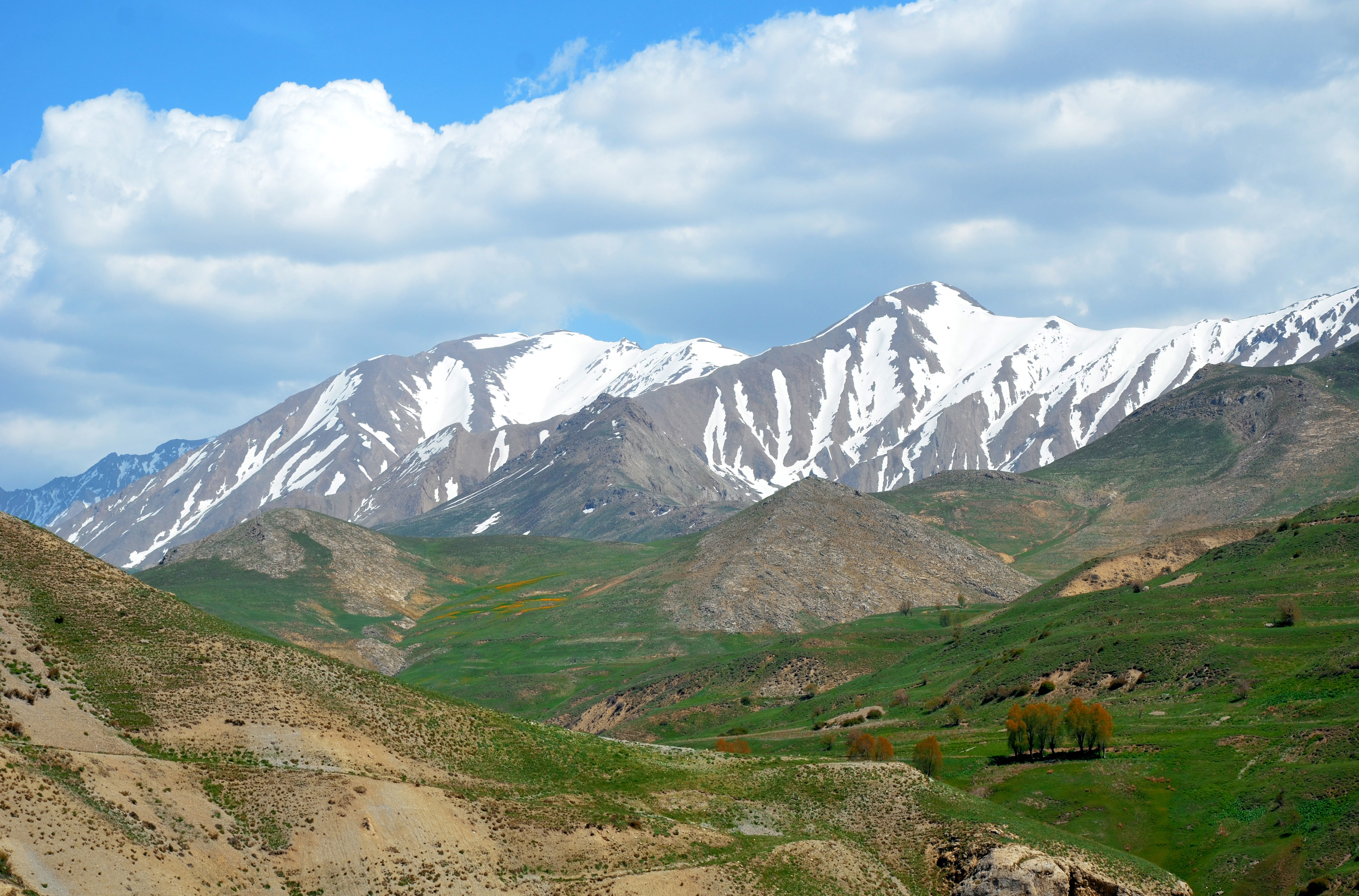
Landschaft in Mazandaran, 2014

Die natürliche Vegetation Irans ist durch jahrhundertelange Nutzung durch den Menschen weitgehend zerstört. Sie lässt sich in Abhängigkeit von geographischen Faktoren in vier Zonen einteilen. Die Wüsten und Halbwüsten haben, wo der Boden nicht ganz steril ist, ein Pflanzenkleid, das meist weniger als ein Drittel des Bodens bedeckt. Es besteht aus Wermutsträuchern, Rheum ribes, verschiedenen Tragant-Arten, Dorema Ammoniacum, der begehrten Futterpflanze Prosopis farcta und dem Gehölz Zygophyllum atriplicoides. Gräser sind wegen Überweidung selten anzutreffen, zur natürlichen Flora gehören Federgräser und Stipagrostis-Arten.
In den Trockenwäldern des Landes, die den Zagros und andere Gebirge bedecken, kommen verschiedene Eichen, Ahorne, Hainbuchen, kälteresistente Wacholder, Eschen, Paliurus, Oleander und Myrten vor; unter den Sträuchern dominieren Granatapfelsträucher, Weißdorne, Zwergmispeln, Prunus-Arten und Rosengewächse. Mit zunehmender Trockenheit, besonders an den Berghängen im Hochland Irans, gehen die Trockenwälder in sehr lichte Bergmandel-Pistazien-Baumfluren über, in denen auch besonders an Trockenheit angepasste Ziziphus-, Akazien- und sukkulente Arten vorkommen. Für Belutschistan ist die Zwergfächerpalme typisch; der Boden wird in den Trockenwäldern wiederum von Tragant- und Wermutpflanzen bedeckt.
Zwischen dem Elburs-Gebirge und dem Kaspischen Meer finden sich die einzigen Feuchtwälder Irans, sie werden biogeographisch als Hyrcanischer Wald oder Kaspischer Wald bezeichnet. Sie sind äußerst artenreich und neigen wegen ihrer Schlingpflanzen zur Undurchdringlichkeit. Zur Flora dieser Wälder gehören Bäume wie die Kastanienblättrige Eiche, der Eisenbaum, Ulmen, Buchen, Ahorne, Buchsbäume oder Brombeeren; zahlreiche der Arten sind in der Region endemisch; die Urwälder der Orient-Buche haben sich in dieser Ausdehnung nur im äußersten Osten des Buchenareals erhalten. In Sonderlagen findet man auch Zypressenwälder. Die Hyrcanischen Wälder sind ein Hotspot im Rahmen des CBD-Prozesses (Übereinkommen über die biologische Vielfalt). Das Parrotia-Projekt Irans, des deutschen Bundesamtes für Naturschutz und der Michael-Succow-Stiftung soll zur Anerkennung der Hyrcanischen Wälder als Weltnaturerbe der UNESCO und zu einem nachhaltigen Schutz- und Nutzungskonzept führen.
Sonderformen von Vegetation befinden sich beispielsweise in den Endbecken, wo halophytische Marsch- und Sumpfpflanzen gedeihen. Entlang der Flüsse findet man teilweise Galeriewald aus Weiden und Pappeln. In den Sanddünen existieren Bestände von Saxaul, Calligonum-Arten und Tamariskengewächsen.

### Tierwelt
Die Tierwelt in Iran ist sehr vielfältig und spiegelt die verschiedenen Vegetationszonen und die geographische Lage des Landes wider. Zur Großtierfauna zählen Steppen- und Halbwüstenbewohner wie Gazellen und Halbesel ebenso wie Wildschafe und Wildziegen als typische Gebirgstiere, aber auch Stachelschweine. In den Wäldern des Landes kommen Rothirsche vor. Einige Braunbären, Geparde, Luchse und Leoparden halten sich noch in entlegenen Gegenden, der Kaspische Tiger und der persische Löwe wurden in Iran dagegen ausgerottet. Hyänen, Schakale und Füchse übernehmen eine wichtige natürliche Hygienefunktion. An der Südküste des Kaspischen Meeres gibt es Lagunen mit sehr hoher Vielfalt an Vogelarten, im Landesinneren kommen Fasane, Chukarhühner und Steppenhühner vor, die auch bejagt werden. Zu den iranischen Greifvogelarten gehören Steinadler, Falken, Bartgeier und Gänsegeier. Die einzige in Iran endemische Vogelart ist der Pleskehäher. Die Fischerei an der Küste des Kaspischen Meeres ist von hoher wirtschaftlicher Bedeutung, befischt wird vor allem der Stör für die Gewinnung von Kaviar. Darüber hinaus werden Meeräschen und Weißfische gefangen. In den kalten Bergbächen von Albors und Zagros werden auch Forellen gefischt. Ein erstaunliches Phänomen ist das natürliche Vorkommen kleiner Fische in den Qanaten der Wüstengegenden.
Iran verfügt über mehrere Schutzgebiete, wie das Arasbaran-Schutzgebiet, das Touran-Schutzgebiet, den Golestan-Nationalpark und den Kawir-Nationalpark. Auf einer Insel im Urmiasee wurde eine Population des Mesopotamischen Damhirschs angesiedelt, der in freier Wildbahn ausgestorben war.

### Umweltproblematik

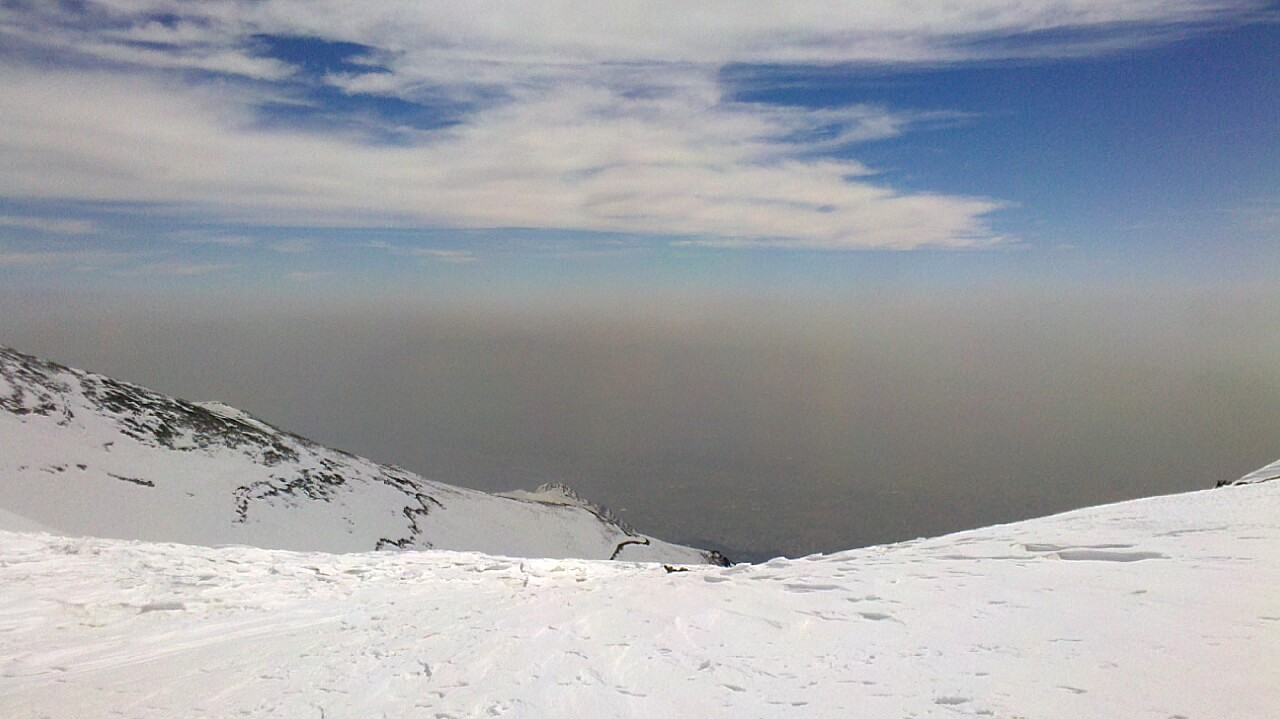
Luftverschmutzung beim Blick auf Teheran vom Totschāl, 2013

Die beschleunigte Industrialisierung Irans hat zu einer umfassenden Luftverschmutzung in Teheran und anderen großen Städten geführt. Eine weitere Folge ist der enorme Anstieg des Energieverbrauchs. Iran zählt zu den energieintensivsten Ländern der Welt. Dies ist einerseits auf das Fehlen fortschrittlicher Infrastrukturen sowie staatlicher Subventionen an Energieträger und andererseits auf ein ineffizientes Konsumverhalten der Bevölkerung zurückzuführen.
Wie das iranische Gesundheitsministerium 2010 bekannt gab, ist die Luftverschmutzung mittlerweile so gravierend, dass sich der Anteil der Menschen, die sich mit schweren Atembeschwerden in die Notaufnahmen der Krankenhäuser begeben, um 19 % erhöht hat. So waren in den ersten neun Monaten des Jahres 2010 mindestens 3600 Menschen allein in Teheran an den Folgen der Luftverschmutzung verstorben.
Die damalige Gesundheitsministerin, Marsieh Wahid Dastdscherdi, berichtete zudem, dass die iranische Regierung außer der Schließung von Organisationen und Schulen keine anderen Lösungen bereit halte, um die Umweltprobleme der großen Städte anzugehen. Im Gegensatz zum Gesundheitsministerium scheint die iranische Regierung weniger Bedenken zu haben. Diese fördert unaufhörlich, auch wegen ihrer eigenen Eigentumsanteile an der inländischen Automobilindustrie, die Pkw-Verkaufszahlen; so prägen allein in Teheran mittlerweile über 3,5 Millionen Fahrzeuge das Straßenbild.
Das iranische Atomprogramm verursacht ebenfalls ernsthafte Probleme in den die Atomanlagen umgebenden Gebieten, einschließlich Wasserquellen, Flora und Fauna. Darüber hinaus wird die regionale Lage mehrerer Atomanlagen als beunruhigend eingeschätzt. Das Kernkraftwerk Buschehr, das im November 2010 in Betrieb genommen wurde, befindet sich zum Beispiel in einem seismisch bedrohten Areal. Es wurde genau auf der Kreuzung von drei Kontinentalplatten (der arabischen, der afrikanischen und der eurasischen) erbaut. Experten argumentieren, dass ein Erdbeben am und im Gebäude Schäden hinterlassen könnte, die dem Ausmaß der Nuklearkatastrophe von Tschernobyl entsprechen würden. Der kuwaitische Geologe Dschasem al-Awadi warnte, dass die strahlenden Lecks eine ernsthafte Bedrohung für die Golfregion, insbesondere Kuwait, das 276 km von Buschehr entfernt ist, darstellen würden.
Die Islamische Republik Iran sandte zwar eine Delegation unter der Leitung des damaligen Präsidenten, Mahmud Ahmadineschad, zur Konferenz der Vereinten Nationen über nachhaltige Entwicklung im Jahr 2012 in Rio de Janeiro. Die iranische Teilnahme sah sich jedoch der Kritik ausgesetzt, dass sich Iran nicht ernsthaft mit seinen Umweltproblemen befassen wolle.
Aufgrund der Wirtschaftssanktionen des Westens gegen Iran wird am ideologisierten Ziel der Selbstversorgung festgehalten. Dabei wird der größte Teil des verfügbaren Wassers im trockenen Land in einer vergleichsweise ineffizienten Ackerwirtschaft eingesetzt. Das Bewusstsein für die katastrophalen Auswirkungen von Flussumleitungen hat sich zwar verstärkt, und Aktivisten durften im Jahr 2017 die Regierung öffentlich im Fernsehen kritisieren, doch existiert eine einflussreiche Lobby der Bauwirtschaft, die an derartigen Projekten interessiert sind. Kaveh Madani, vom September 2017 bis Januar 2018 stellvertretender Leiter des iranischen Umweltministeriums, prägte den Begriff von „iranischen Wasserbankrott“.

### Städte

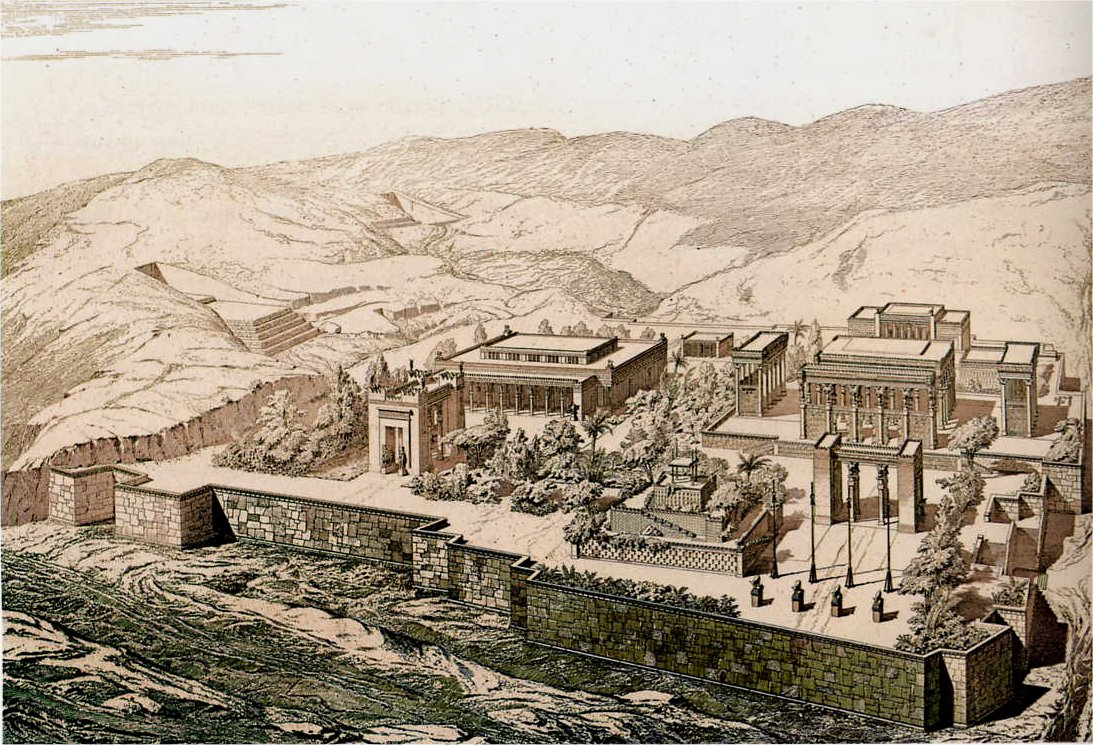
Rekonstruktion von Persepolis durch Charles Chipiez (1884)

Bereits in der Antike gab es im heutigen Iran städtische Siedlungen. Von vielen der frühen Städte, wie Susa, Bischapur oder den Residenzstädten Pasargadae und Persepolis, sind Ruinen erhalten, andere sind spurlos verschwunden. Typisch für Iran ist, dass die Städte außerhalb der Regionen mit genügend Niederschlag entlang der Handelswege entstanden sind, etwa entlang der Linie Zandschan – Qazvin – Teheran – Semnan – Damghan – Maschhad – Herat, oder Yazd – Kerman. Im Süden des Landes und in Südost-Iran (vor allem die nördlich des Persischen Golfs und im Osten an Pakistan und Afghanistan grenzenden Provinzen Kerman, Belutschistan und Sistan bezeichnend) war die Stadtentwicklung am geringsten ausgeprägt. Für die Standortwahl war immer die Nähe zu Wasserquellen, die man mit Hilfe von Qanaten nutzbar machen konnte, entscheidend. An Orten, die leicht zu verteidigen gewesen wären, bauten die Iraner hingegen fast nie. Die typische persische Stadt in islamischer Zeit hatte den Basar und die Freitagsmoschee als Zentrum, darum lagen Karawansereien und Wohnviertel; all dies war von Stadtmauern und befestigten Toren umschlossen.
Die Urbanisierung begann sich in Teheran bereits im 19. Jahrhundert, im Rest des Landes in den 1920er Jahren zu beschleunigen; das größte Wachstum verzeichneten Teheran und die Städte rund um Teheran. Die Stadtmauern wurden versetzt oder abgerissen, breite Straßen und neue Wohnviertel gebaut. Durch zentralstaatliche Vorgaben für diese Umgestaltungen erhielten iranische Städte ein relativ uniformes Stadtbild. Die neuen Viertel und die neu errichtete Infrastruktur folgten in der Regel westlichen Konzepten von Stadtplanung und Architektur. Auch der Kontrast zwischen Arm und Reich spiegelte sich nun im Stadtbild, was zuvor kein Merkmal persischer Städte gewesen war. Bis in die 1970er Jahre verkamen die historischen Stadtzentren, erst die hohen Einnahmen aus der Erdölförderung und das gestiegene Bewusstsein für die Wichtigkeit des architektonischen Kulturerbes führten ab 1973 zu Sanierungsprogrammen. Nach der Islamischen Revolution wuchsen die Städte weiter, zuletzt hat sich dieser Trend jedoch abgeschwächt.
Im Jahr 2006 gab es in Iran 30 Ostans, 336 Schahrestans, 889 Bachschs, 1016 Städte (شهر Schahr) und 2400 Gemeinden (دهستان Dehestan). Am 23. Juni 2010 wurde aus dem nordwestlichen Teil der Provinz Teheran die neue Provinz Alborz geschaffen, womit Iran nun aus 31 Provinzen besteht.
Im Jahr 2023 lebten 77 Prozent der Einwohner Irans in Städten. Im Jahre 1960 betrug die Urbanisierungsrate noch 33,9 %. In den letzten Jahrzehnten schritt die Urbanisierung des Landes aufgrund der weitverbreiteten Landflucht rasant voran.
Die Volkszählung des Jahres 2011 ergab, dass es in Iran acht Millionenstädte gibt:
- Teheran (8.154.051 Einwohner)
- Maschhad (2.766.258)
- Isfahan (1.756.126)
- Karadsch (1.614.626)
- Täbris (1.494.998)
- Schiras (1.460.665)
- Ahvaz (1.112.021)
- Ghom (1.074.036).

## Bevölkerung

### Demografie

Bevölkerungsentwicklung in Millionen Einwohnern

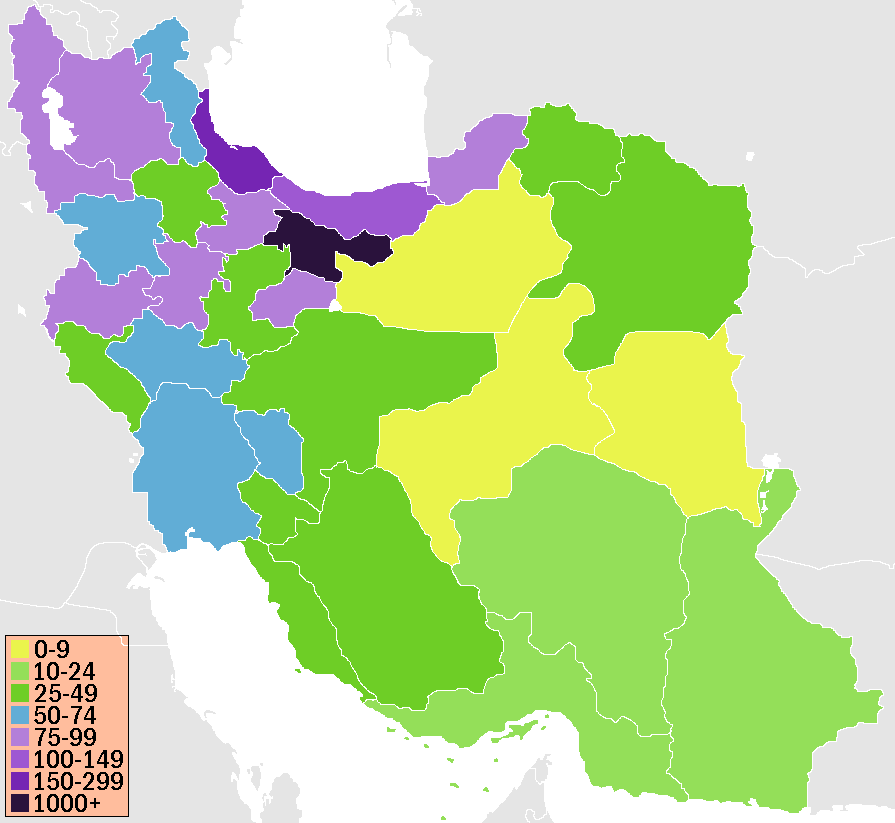
Bevölkerungsdichte

Bevölkerungspyramide Irans

Zu Beginn des 20. Jahrhunderts hatte Iran weniger als 12 Millionen Einwohner, von denen 25 bis 30 % nomadisch lebten und nur 15 % in Städten. Im Jahr 1976 hatte der Staat 33,7 Millionen und 2016 laut Volkszählung knapp 80 Millionen Einwohner. 1956 lebte etwa ein Drittel der gesamten Bevölkerung in Städten, 1976 knapp die Hälfte und 2020 drei Viertel.
Ursache des starken Bevölkerungswachstums war vor allem die deutlich gestiegene Lebenserwartung: Anfang des 20. Jahrhunderts wurden die Menschen im Schnitt knapp 30 Jahre alt und die Kindersterblichkeit lag bei 50 %. Die Lebenserwartung der Einwohner Irans ab der Geburt lag 2020 bei 74,8 Jahren (Frauen: 77,8, Männer: 72,1). Außerdem verharrte die Geburtenrate lange auf sehr hohem Niveau: im Jahr 1956 bei durchschnittlich 7,9 Kindern und im Jahr 1986 bei 6,39 Kindern pro Frau. Doch ist sie seither stark gesunken. Die Anzahl der Geburten pro Frau lag 2022 statistisch bei 1,7. Nur in Japan nach dem Zweiten Weltkrieg gab es einen schnelleren Rückgang der Fertilitätsrate. So hat sich das Bevölkerungswachstum in Iran verlangsamt; im Jahr 2023 betrug es noch 0,7 %. Diese Bevölkerungsentwicklung mündete in eine im Durchschnitt zwar nach wie vor sehr jungen, aber stetig alternden Bevölkerung. Während der Median des Alters der Bevölkerung im Jahr 1975 noch bei 18,6 Jahren lag, betrug er im Jahr 2021 31,9 Jahre. Seit 1976 stieg die Anzahl der Haushalte überproportional: Die durchschnittliche Größe eines iranischen Haushaltes sank von fünf Personen im Jahr 1976 auf 3,5 Personen im Jahr 2011.
Iran hat heute eine Einwohnerzahl, die etwa jener Deutschlands entspricht, die sich jedoch auf ein viereinhalb Mal so großes Territorium verteilt. Die durchschnittliche Bevölkerungsdichte beträgt somit 46 Einwohner/km². Die Verteilung der Einwohner ist jedoch sehr ungleichmäßig. Die Gebiete, die hinsichtlich ihrer Klima- und Umweltbedingungen bevorzugt sind, weisen eine sehr hohe Bevölkerungsdichte auf, etwa die Provinzen am Kaspischen Meer (Gilan und Mazandaran mit 177 bzw. 129 Einwohner/km²) und entlang des Alborz (Provinzen Teheran und Alborz mit 890 bzw. 471 Einwohner/km²). Demgegenüber sind die von Wüsten geprägten Landstriche äußerst dünn oder gar nicht besiedelt: In Semnan, Süd-Chorasan und Yazd leben nur 6, 7 bzw. 8 Menschen auf einem Quadratkilometer.

### Migration
Im Jahr 2014 wurde geschätzt, dass vier Millionen iranischstämmige Menschen außerhalb der Islamischen Republik Iran lebten; im Jahr 2010 lebten etwa 1,3 Millionen iranische Staatsangehörige, etwa 1,7 % der Bevölkerung, außerhalb des Landes. Zu den wichtigsten Zielstaaten iranischer Auswanderer gehören die USA, Kanada, die nördlichen EU-Staaten, Israel und die reichen Anrainerstaaten des persischen Golfes wie Katar, Bahrain und die Vereinigten Arabischen Emirate. Die heimatverbundene iranische Diaspora ist über persischsprachige Radio- und Fernsehsender sowie Blogs zudem wichtiger Bestandteil der Meinungsbildung der iranischen Bevölkerung. Die Emigration erfolgte einerseits zu Zeiten der Schah-Herrschaft, andererseits seit der Errichtung der Islamischen Republik meist in Opposition zu der jeweils herrschenden Staatsdoktrin und wegen der unterdrückerischen Züge der Politik beider Regime. Es handelte sich in der Regel nicht um Armutsmigration benachteiligter ärmerer Bevölkerungsschichten. Da unter den Auswanderern viele gut ausgebildete junge Menschen sind, scheinen die Verluste durch Emigration für die iranische Wirtschaft massiv: Jährlich sollen rund 50 Milliarden US-Dollar durch Talentabwanderung verlorengehen. Die aus dem Exil jährlich in die Islamische Republik zurückfließenden Gelder summieren sich auf etwa 1,1 Milliarden US-Dollar.
Iran ist auch Ziel von Einwanderung. Die Volkszählung von 2011 ergab, dass nahezu 1,7 Millionen Ausländer in Iran lebten, knapp die Hälfte waren Flüchtlinge. Der Großteil der Ausländer (1,45 Millionen) kam aus Afghanistan. Afghanen migrieren bereits seit mehreren Jahrzehnten nach Iran, einerseits als Arbeitsmigranten, jedoch seit dem sowjetischen Einmarsch in Afghanistan (1979) und den nachfolgenden Kriegen immer öfter als Flüchtlinge. Da viele Afghanen eine Variante des Persischen sprechen und auch einen ähnlichen kulturellen und religiösen Hintergrund haben, fällt es ihnen vergleichsweise leicht, sich in Iran zu integrieren und sich bei Volkszählungen als Perser einzutragen. Somit könnte die tatsächliche Zahl der Afghanen in Iran höher liegen, als die oben genannten Werte angeben. Gleichwohl sehen sich Afghanen in Iran Diskriminierungen ausgesetzt. Neben den Afghanen leben etwa 50.000 Iraker und 17.000 Pakistaner in Iran. Weitere Herkunftsländer von Immigranten sind Aserbaidschan, die Türkei, Armenien und Turkmenistan.

### Bevölkerungsstruktur
Neben ethnischen Persern leben in Iran zahlreiche andere Völker, die ihre eigene sprachliche und kulturelle Identität besitzen. Die Amtssprache ist Persisch. Die größten ethnischen Gruppen nach den Persern sind Aserbaidschaner, Kurden und Luren. Die Völker in Iran verfügen über lange Traditionen in Kunsthandwerk, Architektur, Musik, Kalligraphie und Poesie; im Land befinden sich zahlreiche Stätten des UNESCO-Welterbes.
Die vermittelnde Lage Irans zwischen Zentralasien, Kleinasien, Arabien und dem indischen Subkontinent hat zu einer hohen ethnischen Vielfalt geführt. Indogermanische Gruppen wanderten vermutlich vom Norden her in das iranische Hochland ein und erreichten den Zagros zu Beginn des 1. Jahrtausends v. Chr. Die Meder waren das erste iranische Volk, das ein stabiles Reich auf iranischem Territorium errichtete. Nach der Eroberung Irans durch die Araber im 7. Jahrhundert n. Chr. ließen sich Araber im ganzen Land nieder und vermischten sich mit der ansässigen Bevölkerung; viele iranische Familien können ihre arabische Herkunft anhand ihrer Namen nachweisen. Im 11. Jahrhundert begannen türkische Stämme in immer neuen Schüben nach Iran einzuwandern. Sie prägten vor allem mit ihrer nomadischen Lebensweise weite Landstriche Irans bis zum Beginn des 20. Jahrhunderts. Sie siedelten vor allem im Nordwesten des Landes, in dem das Klima für die nomadische Viehzucht am geeignetsten ist. Trotz des massiven ethnografischen Einflusses von Arabern und Turkstämmen bewahrte Iran einen großen Teil seiner kulturellen Eigenheit, insbesondere seine Sprache. Er wurde nicht wie die meisten anderen von Arabern eroberten Gebiete überwiegend arabisiert.
Die Völker indogermanischen Ursprungs dominieren das Land heute zahlenmäßig. Zwischen 60 und 65 % der Bevölkerung zählen sich zum Volk der Perser; das iranische Hochland ist fast ausschließlich von ihnen besiedelt. Westlich des persischen Siedlungsgebietes leben Kurden, die 7 bis 10 % der iranischen Bevölkerung ausmachen, eine dem Persischen verwandte Sprache sprechen und größtenteils dem sunnitischen Islam anhängen, und die überwiegend schiitischen Luren (6 % der Bevölkerung Irans). Im Osten Irans leben die ebenfalls sunnitischen Belutschen, die 2 % der Bevölkerung bilden. Kleinere indogermanische Völker sind zum Beispiel die Bachtiaren.
Zu den turksprachigen Völkern gehören die zumeist schiitischen Aserbaidschaner (persisch Azeri), die 17 bis 21 % der Bevölkerung Irans ausmachen und im Nordwesten des Landes leben. Die meist sunnitischen Turkmenen bewohnen die nördlichen Steppengebiete, darüber hinaus gibt es zahlreiche über das ganze Land verstreute Inseln türkischstämmiger Bevölkerungen, zu denen auch die Qaschqai gehören.
Die Araber in Iran leben im Südwesten an der Grenze zum Irak; sie machen etwa 2 bis 3 % der Gesamtbevölkerung aus. In Iran lebt außerdem eine große Zahl sehr kleiner Ethnien, die schon vor der Ankunft der Perser in Iran siedelten (wie die Assyrer) oder in mehreren Wellen, teils vor Jahrhunderten, ins Land gekommen sind (Armenier).
Die verfügbaren Zahlen zur ethnischen Zusammensetzung der iranischen Bevölkerung variieren stark, weil seitens des iranischen Staates diesbezüglich keine Daten ermittelt werden. Nicht zuletzt führen die heute zur Normalität gehörenden Mischehen zwischen Angehörigen verschiedener ethnischer Gruppen zu einer gewissen Verwischung der ethnischen Grenzen. Es kann davon ausgegangen werden, dass auch sprachlich die Zuordnung zu ursprünglichen Ethnien nicht immer möglich ist, da inzwischen weite Teile der Minderheiten vor allem sprachlich an die persische Mehrheitskultur assimiliert sind.

### Sprachen

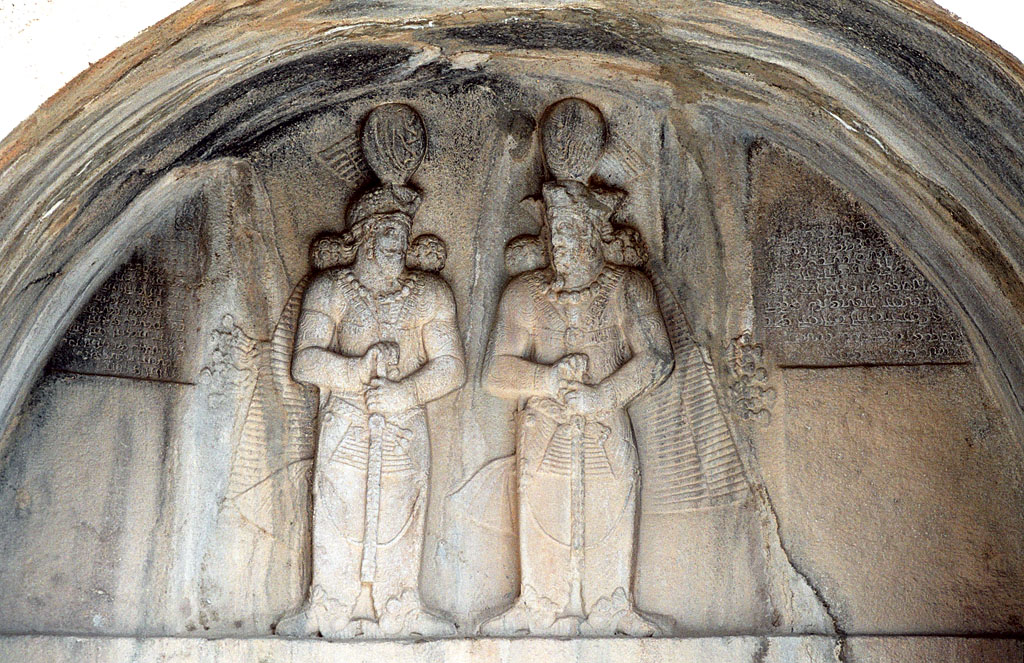
Relief mit mittelpersischen Inschriften (Pahlavi) Schapurs II. und Schapurs III., Taq-e Bostan, Kermanschah

Im Vielvölkerstaat Iran werden verschiedene Sprachen gesprochen. Die Amtssprache ist Persisch. Sie gehört zur Familie der indogermanischen Sprachen und hat somit keine gemeinsamen Wurzeln mit dem Arabischen, wenngleich Persisch zahlreiche Lehnwörter aus diesem aufgenommen hat und mit einem vom Arabischen abgeleiteten Alphabet geschrieben wird. Persisch wird von mehr als der Hälfte der Iraner als Erstsprache gesprochen (ca. 53 %); auf der iranischen Hochebene sprechen fast alle Einwohner Persisch. Als Mutter- oder Zweitsprache beherrschten im Jahr 2000 85 % der Iraner Persisch, weitere 5 % konnten es verstehen, und 10 % beherrschten es überhaupt nicht. Noch in den 1930er Jahren konnten Angehörige jeder Ethnie häufig nur ihre eigene Sprache sprechen; ins Militär eingezogene Rekruten mussten daher zunächst ein halbes Jahr Persisch lernen.
Der Teil der Bevölkerung, dessen Muttersprache nicht Persisch ist, gehört zu verschiedenen Sprachgruppen, die vor allem in der Peripherie, entlang der Grenzen des Landes, leben. Zu den Minderheitensprachen gehören solche, die mit dem Persischen verwandt sind wie das Kurdische, Mazandaranische, Gilaki, Paschtunische, Lurische, Bachtiarische, Belutschische und Talische; insgesamt sprechen etwa 70 % der Iraner eine indo-iranische Sprache. Turksprachen werden je nach Quelle von circa 18 bis 27 % der Iraner vor allem im Nordwesten des Landes und im Nordosten (mit der größten Provinz Chorasan) gesprochen; dazu gehören das Aserbaidschanische, aber auch Turkmenisch, Kaschgaisch, Chorasan-Türkisch und Afscharisch. Die arabische Sprache wird in Iran von etwa 2 % der Bevölkerung gesprochen. Als Sprache des Korans wird sie aber von allen Kindern in der Schule erlernt. Da Mehrsprachigkeit bei Iranern heutzutage eine Selbstverständlichkeit ist, liegen zur genauen Verteilung der Sprecher auf die vielen verschiedenen Sprachen sehr divergierende Zahlen vor. Zu in Iran gesprochenen persischen Dialekten gehört unter anderem das Bandari und das Sistani sowie Chuzi (in der südiranischen Provinz Fars). Auch dardische Dialekte wie Kohestani werden gesprochen.
Die persische Sprache ist in der iranischen Verfassung als alleinige Amts- und Bildungssprache festgelegt. Es ist jedoch erlaubt, die Minderheitensprachen neben dem Persischen an den Schulen zu unterrichten. Englisch ist nach dem Arabischen zweite Fremdsprache an den Schulen.

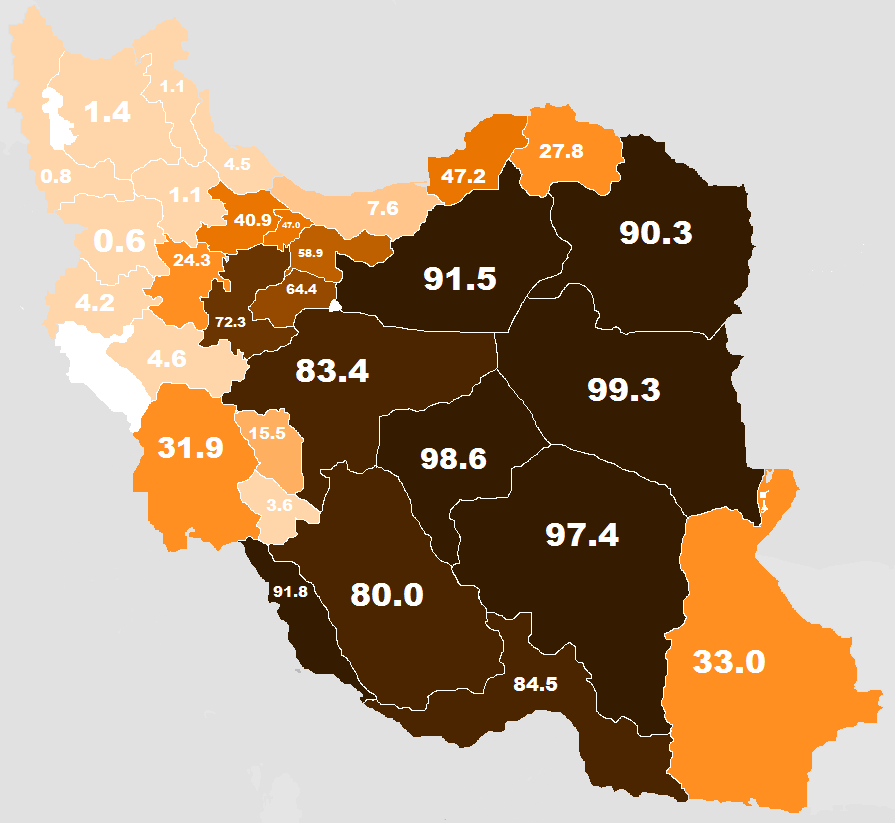
Persischsprachige Bevölkerung
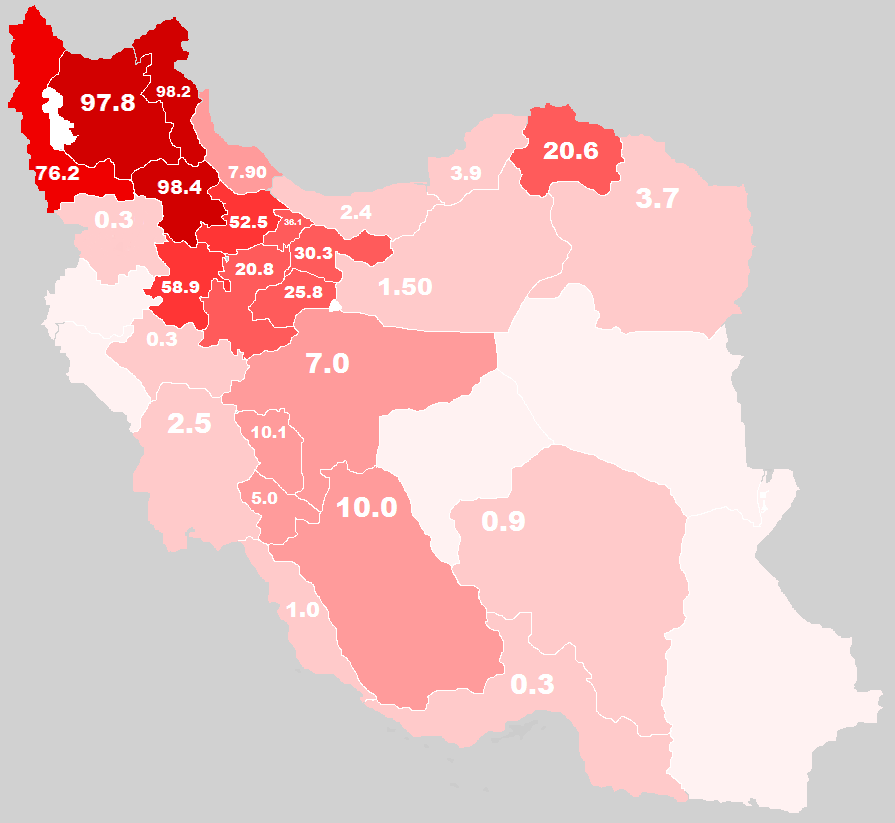
Turksprachige Bevölkerung (Azeri, Qashqai, Turkmenen etc.)
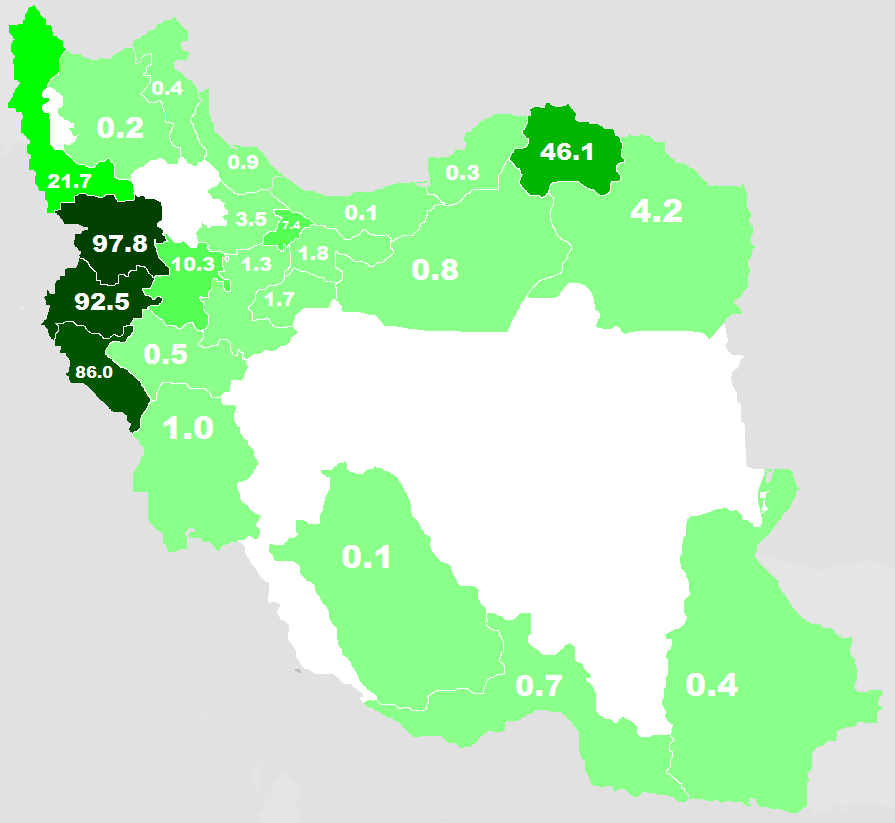
Kurdische Bevölkerung (Kurmandschi, Sorani, Südkurdisch und andere)
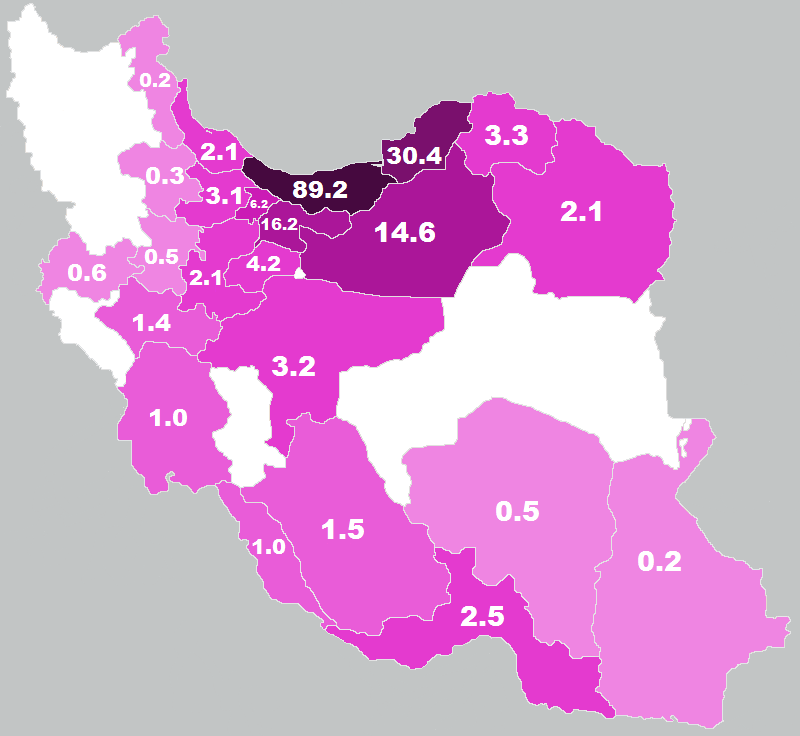
Mazanderanisch sprechende Bevölkerung nach Provinzen
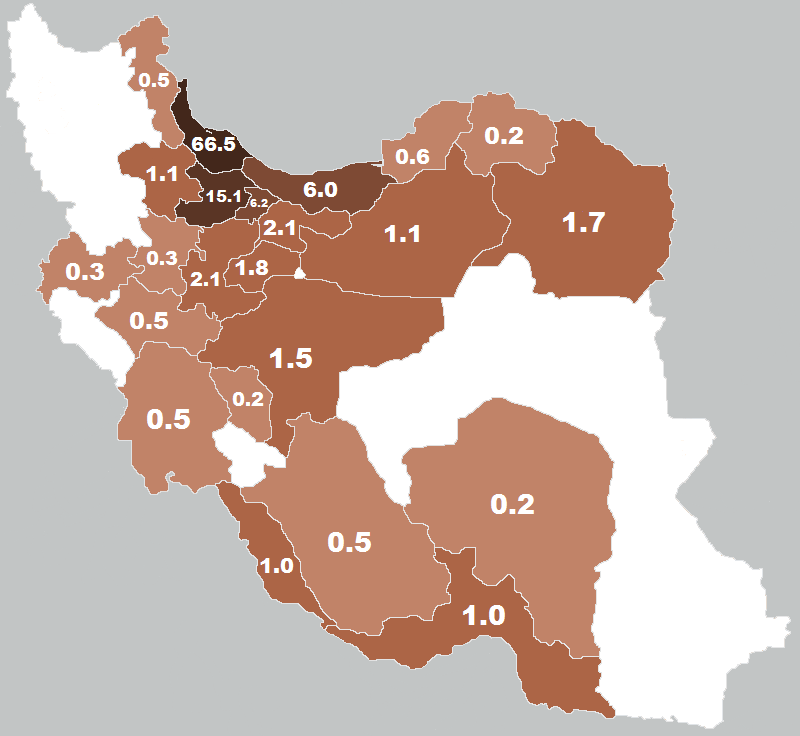
Gilaki-sprachige Bevölkerung
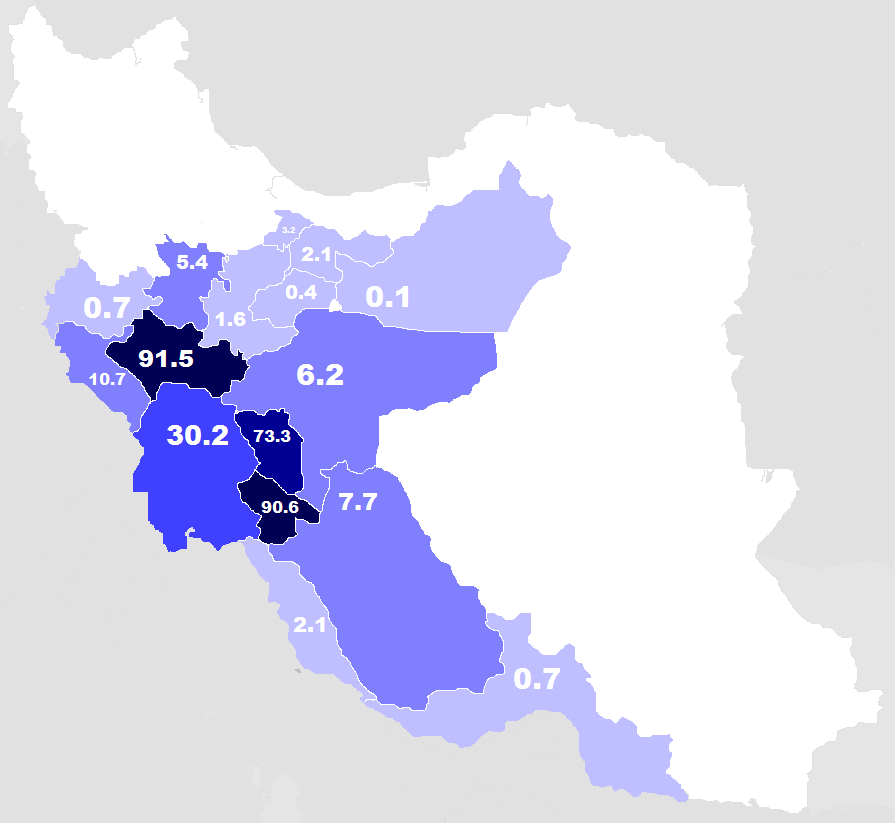
Luren nach Provinzen
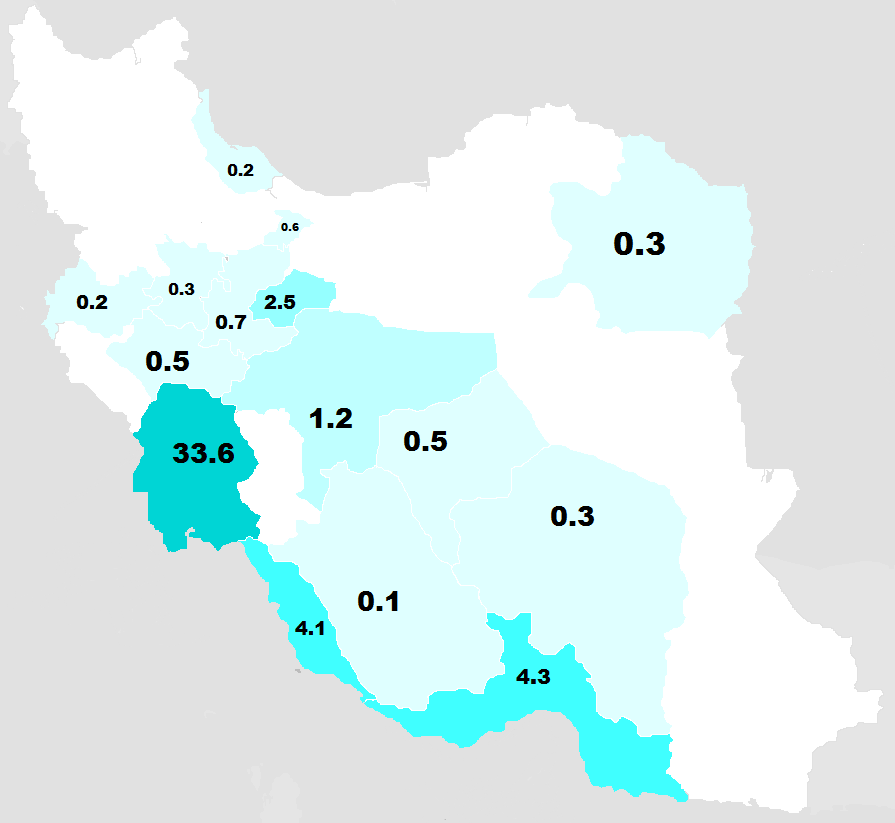
Arabische Bevölkerung nach Provinzen
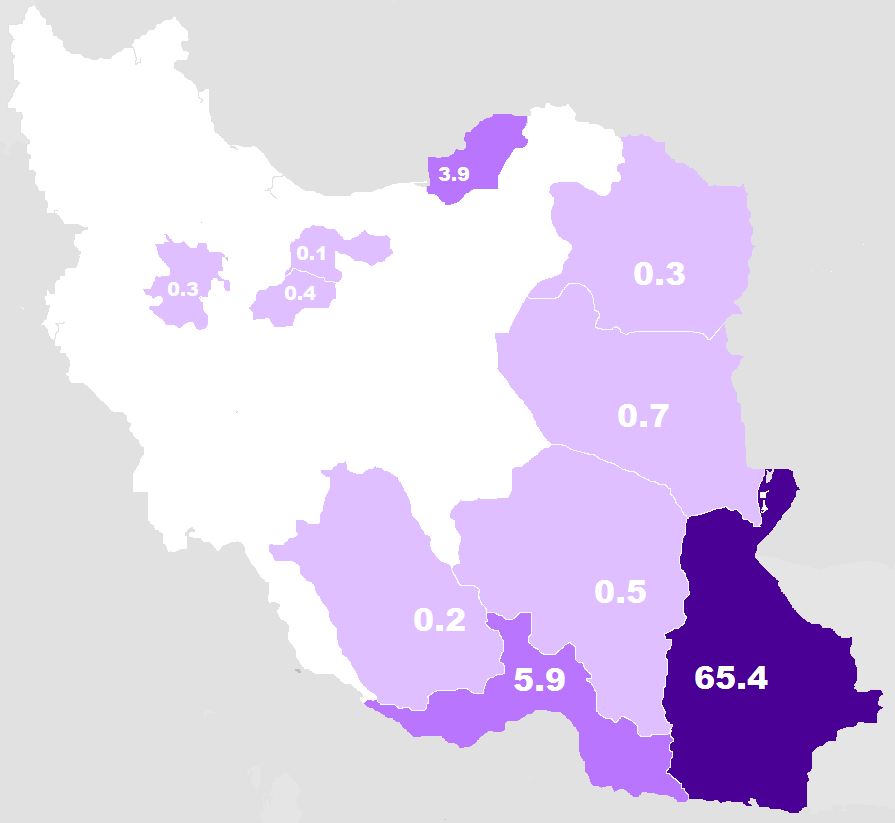
Belutschischsprachige Bevölkerung
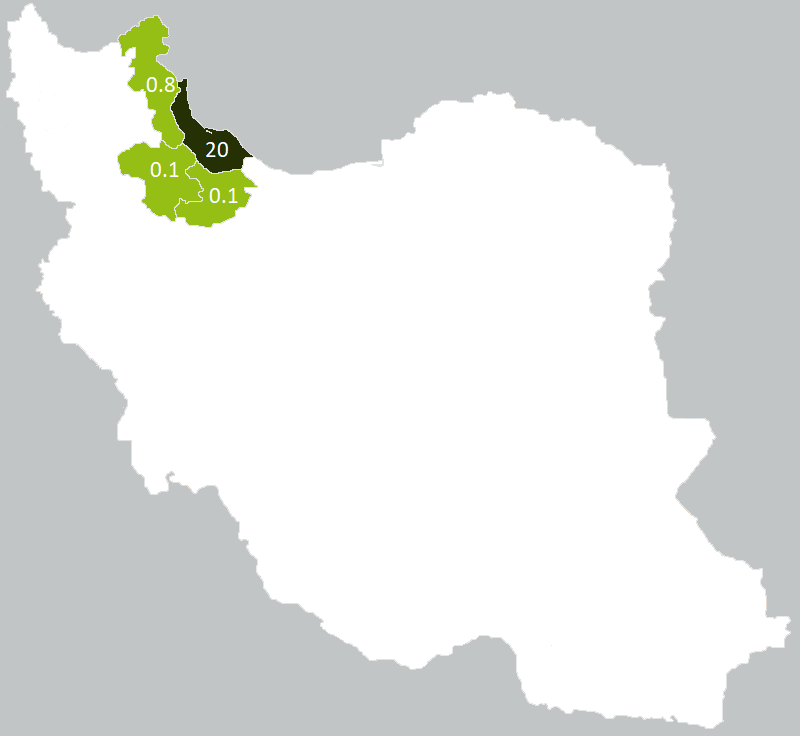
Talisch-sprachige Bevölkerung nach Provinzen

### Religion

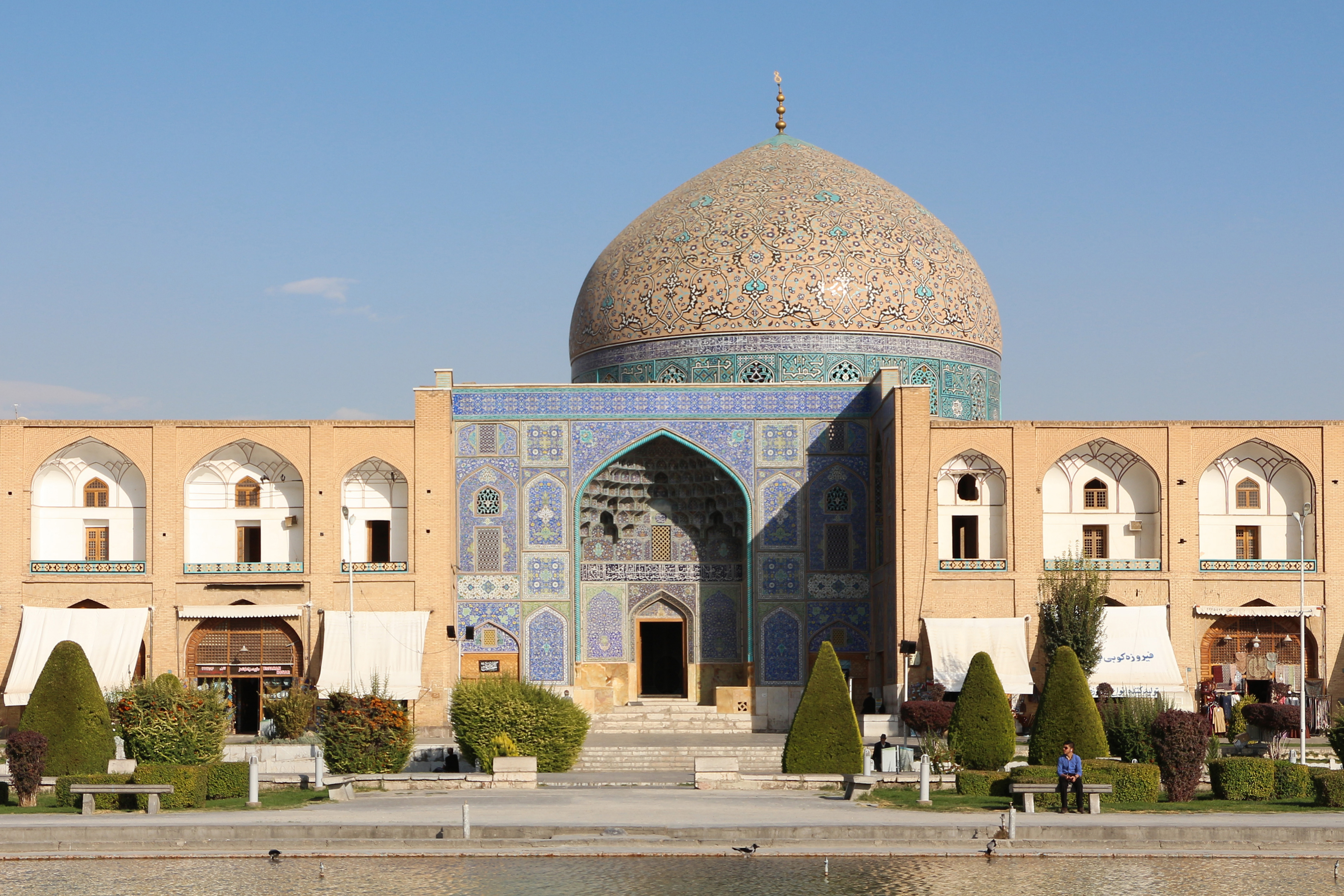
Scheich-Lotfollāh-Moschee, Isfahan

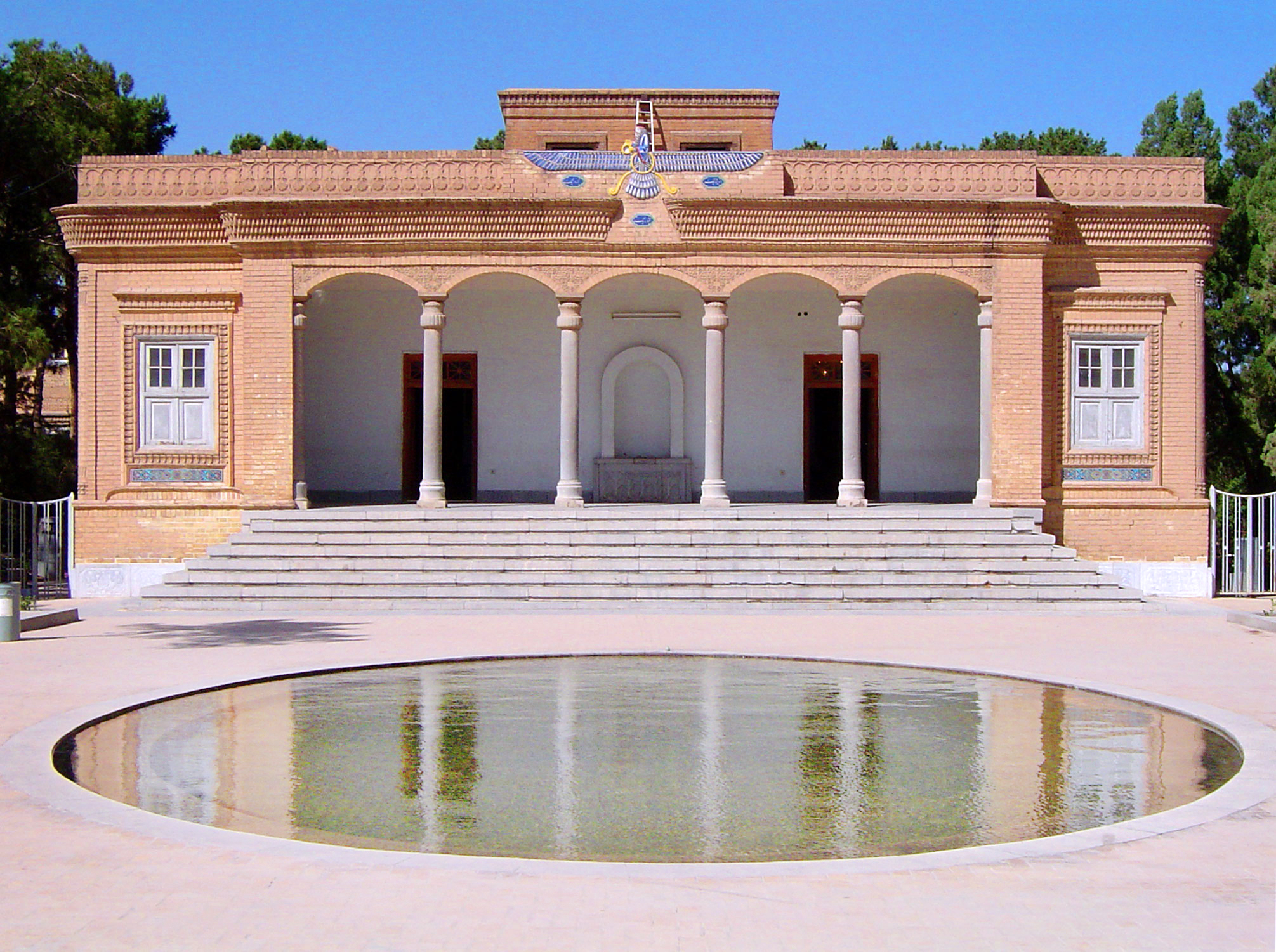
Zoroastrischer Feuertempel, Yazd

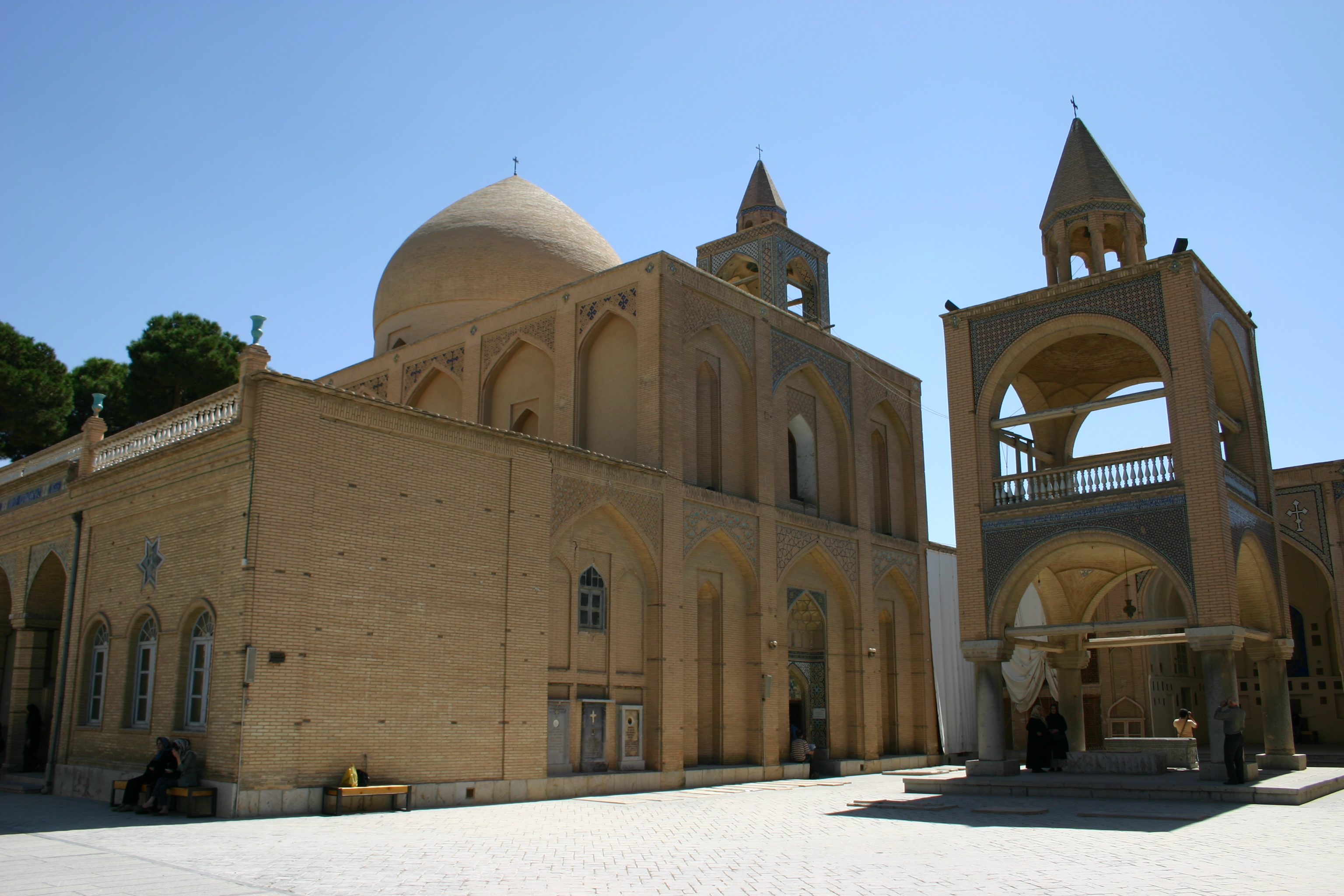
Armenisch-Apostolische Vank-Kathedrale, Isfahan

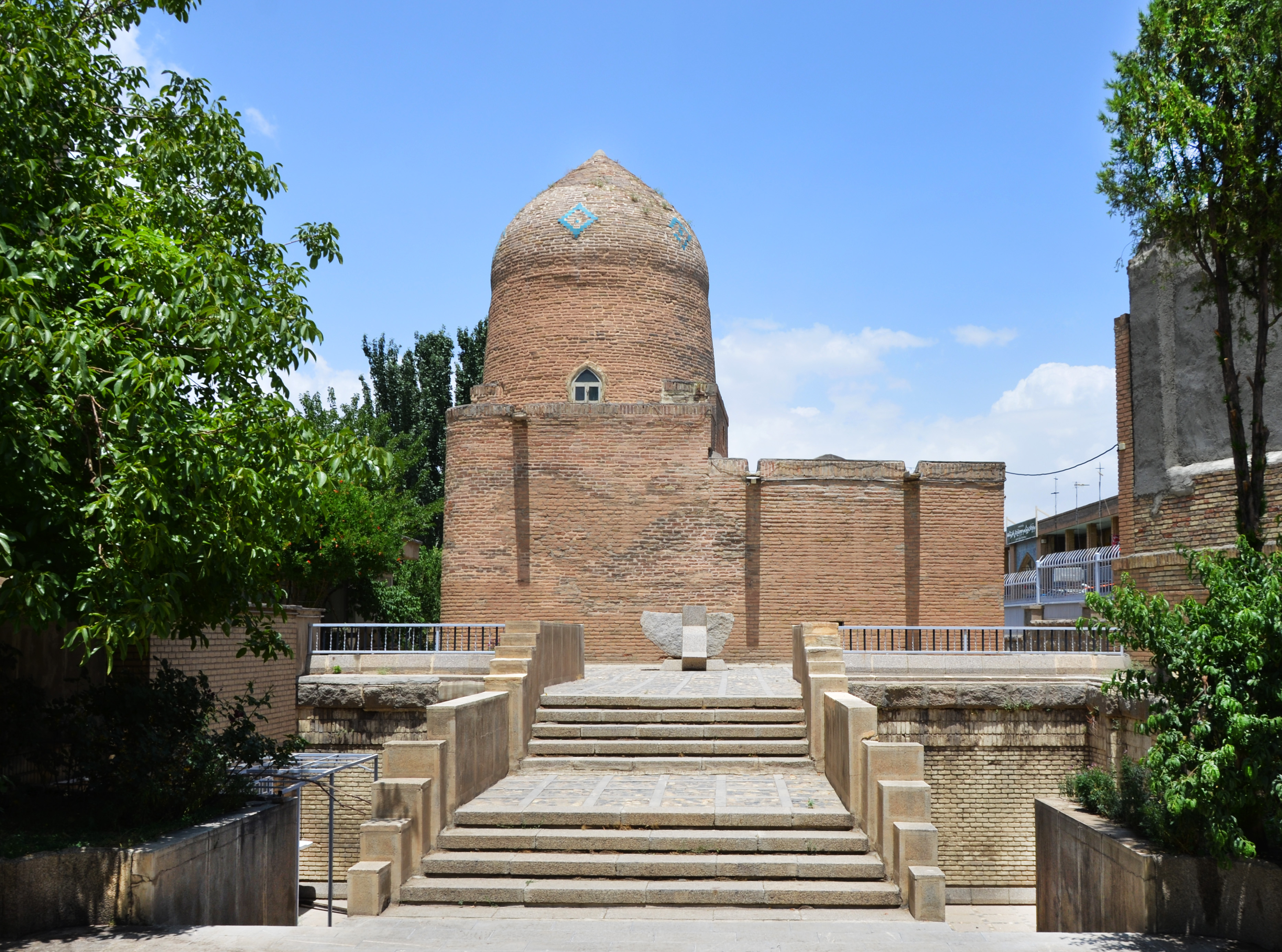
Jüdisches Mausoleum von Esther, der Frau Xerxes I., und Mordechai in Hamadan

Trotz Modernisierung und einer 50 Jahre dauernden Säkularisierung unter den Pahlavi ist die Islamische Republik Iran heute ein Staat, in dem die Religion fast jeden Aspekt des sozialen Lebens durchdringt. Die Abkehr vom Islam (selbst eine Konversion zum sunnitischen Islam wird so gewertet) kann mit dem Tode bestraft werden. Offiziell (Volkszählung 2011) sind 99,4 % der Bürger Irans Muslime. 2006 wurde geschätzt, dass sich 89 % bis 95 % der Iraner der Staatsreligion der Zwölfer-Schia und 4 % bis 10 % dem sunnitischen Islam zuordnen. Die Bahai gelten als größte nichtmuslimische Religionsgemeinschaft. Nicht-religiöse Iraner werden von der Regierung offiziell nicht als solche erfasst. Um viele staatsbürgerliche Rechte wahrnehmen zu können, muss man sich zu einer der vier anerkannten Religionen bekennen. Im Jahr 2024 erhielt Iran von Freedom House eine Bewertung von null von vier Punkten für Religionsfreiheit.
Pooyan Tamimi Arab, ein Religionswissenschaftler, der in Utrecht lehrt, weist darauf hin, dass Menschen in autoritären Staaten wie Iran oft ihre tatsächliche Meinung nicht offenbaren, da sie Repressalien befürchten. Studien zeigen in den letzten Jahren einen zunehmenden Wandel in den religiösen Überzeugungen der iranischen Bevölkerung. So kam eine Untersuchung des GAMAAN-Instituts aus dem Jahr 2020, bei der 50.000 Iraner online befragt wurden, zu dem Ergebnis, dass nur ein Drittel der Bevölkerung sich als schiitisch identifiziert. 22 % der Befragten gaben an, keiner Religion oder Weltanschauung anzugehören („Nones“), 9 % bezeichneten sich als Atheisten, 8 % als Zoroastrier, und kleinere Gruppen identifizierten sich als spirituell, agnostisch, sunnitisch oder Sufi. Weiterhin gaben 47 % der Befragten an, ihre Religion verloren zu haben, und 60 % sagten, dass sie nicht mehr beten. Die Umfrage zeigte auch, dass 68 % der Iraner der Meinung sind, dass religiöse Vorschriften nicht in die staatliche Gesetzgebung einfließen sollten, selbst wenn Gläubige die parlamentarische Mehrheit haben. Kritiker haben jedoch darauf hingewiesen, dass die Umfrage selbst-selektierte Teilnehmer durch soziale Medien rekrutiert hat, was die Ergebnisse möglicherweise verzerrt, insbesondere die Zahl der Zoroastrier wird hierbei als fragwürdig angesehen.
Ein starker Rückgang der Moscheebesuche wurde ebenfalls festgestellt. Im Februar 2023 berichtete Mohammad Abolghassem Doulabi, ein hochrangiger iranischer Geistlicher, dass 50.000 der landesweit 75.000 Moscheen aufgrund des Rückgangs der Besucherzahlen geschlossen wurden. Doulabi machte dafür unter anderem die Misshandlung der Bevölkerung im Namen der Religion, die Verzerrung religiöser Lehren und die Verwendung religiöser Konzepte zur Bestrafung von Regierungskritikern verantwortlich. Diese Faktoren hätten zu einem wachsenden Misstrauen nicht nur gegenüber der Regierung, sondern ebenso gegenüber geistlichen Institutionen geführt. Obwohl es keine von Fachleuten geprüften Statistiken über den genauen Grad der Säkularisierung gibt, deutet vieles darauf hin, dass sich immer mehr Iraner von der offiziellen religiösen Identität ihres Landes distanzieren.
Das Schiitentum unterscheidet Iran in religiöser Hinsicht am stärksten von den Nachbarstaaten. Dabei sind die grundlegenden Inhalte wie der Glaube an einen einzigen, allmächtigen und ewigen Gott sowie an Mohammed als den letzten der Propheten, die Gott zu den Menschen gesandt hat, um seine Botschaft zu überbringen, bei Schiiten und Sunniten identisch. Der fundamentale Unterschied zwischen diesen beiden Strömungen des Islams liegt in der Frage, wer zur Führung der islamischen Gemeinde legitimiert sei. Die Schiiten erkennen nur direkte Nachkommen des Propheten Mohammed als rechtmäßige Führer an und bezeichnen sie als Imame. In ihrer Sichtweise haben insgesamt zwölf Imame gelebt. Zentraler Glaubensinhalt der Zwölferschia ist der in Verborgenheit lebende zwölfte Imam, der eines Tages auf die Erde zurückkommen, den Islam in der ganzen Welt verbreiten und eine Ära einleiten würde, die dem Ende der Welt vorausgeht. Die Imame und ihre Nachkommen werden von den Schiiten sehr verehrt. Um die Gräber dieser Figuren und ihrer Verwandten wurden Schreine gebaut, von denen es mehr als tausend in Iran gibt. Die bedeutenderen dieser Heiligtümer, wie der Imam-Reza-Schrein und der Schrein der Fatima Masuma, sind Ziel von Pilgerfahrten – eine Praxis, die von Sunniten abgelehnt wird.
Eine weitere Besonderheit des schiitischen Bekenntnisses ist die Taghiyeh genannte Erlaubnis, seinen Glauben zu verheimlichen und religiöse Pflichten zu vernachlässigen, wenn dem Gläubigen sonst Gefahr drohen würde. Das sunnitische Bekenntnis ist vor allem unter Ethnien verbreitet, die in den Grenzgebieten zu den Nachbarländern leben, wie den Kurden, Turkmenen oder Belutschen. Die schiitische Führung betrachtet die iranischen Sunniten nicht als Minderheit, sondern als Muslime, die den Führungsanspruch der Schiiten anerkannt haben, demzufolge stehen in mehrheitlich schiitisch bewohnten Gebieten auch nur schiitisch geführte Moscheen zur Verfügung.
Nicht mehr von größerer Bedeutung sind heute in Iran alte Religionen wie die elamische Religion. Religiöse Minderheiten bilden zwar nur sehr kleine Gruppen, die jedoch aus historischem und kulturellem Blickwinkel eine hohe Bedeutung aufweisen. Die älteste bekannte iranische Religion ist der Zoroastrismus. Sie wurde zwischen 1200 und 700 v. Chr. von Zarathustra gestiftet; Spielarten des Zoroastrismus galten unter den Sassaniden und Parthern als Staatsreligion.
Vor allem der für die damalige Zeit innovative Monotheismus und der religiöse Dualismus (Himmel und Hölle, Gott und Teufel) haben die später entstandenen monotheistischen Religionen beeinflusst. Einige iranische Feste, die heute noch gefeiert werden, enthalten zoroastrische Elemente, teils in synkretistischer Form. Die Verfassung erkennt die Zoroastrier als religiöse Minderheit an; bei der Volkszählung 2011 bezeichneten sich mehr als 25.000 Personen als Zoroastrier. Ihre Zentren liegen in Yazd und Kerman, wo in den Feuertempeln nach wie vor heilige Feuer brennen.
Juden leben seit dem Altertum im heutigen Iran, umgekehrt hat Iran in der jüdischen Geschichte einen bedeutenden Platz, weil unter König Kyros II. die Rückkehr der Juden aus dem Babylonischen Exil ermöglicht wurde. Die Juden haben sich im Laufe der Zeit so assimiliert, dass sie sich von anderen Iranern nur durch ihre Religion unterscheiden. Die als religiöse Minderheit in Iran anerkannte jüdische Gemeinde, die vor 1979 etwa 80.000 Mitglieder hatte, ist seit der Islamischen Revolution auf etwa 10.000 Mitglieder geschrumpft. Dies liegt vor allem an der antizionistischen Politik der iranischen Regierung, durch die iranische Juden zuweilen verdächtigt werden, israelische Spione zu sein.
Das Christentum hat in Iran ebenfalls eine lange Geschichte; vor der Islamisierung des Landes wanderten viele Nestorianer ein. Heute leben in der Islamischen Republik Iran etwa 60.000 assyrische Christen und die Nachfahren der etwa 300.000 armenischen Christen, die unter den Safawiden ins Land geholt wurden; ihr Zentrum ist bis heute in Isfahan. Des Weiteren gibt es römisch-katholische, anglikanische, evangelische und andere christliche Gemeinden und Kirchenbauten.
Die Artikel 13 und 14 der iranischen Verfassung erkennen Christen, Juden und Zoroastrier als religiöse Minderheiten an. Sie legen fest, dass der iranische Staat sie gerecht behandeln muss und ihre Glaubensausübung und Riten zu schützen hat. Die religiösen Minderheiten wählen bei den Parlamentswahlen ihre eigenen Abgeordneten, für die eine Mindestanzahl an Parlamentssitzen reserviert ist. Diese Religionsgemeinschaften dürfen aber keine Aktivitäten gegen den Islam oder die Islamische Republik unternehmen. So müssen sie beispielsweise die Kleidungsvorschriften in der Öffentlichkeit beachten und dürfen unter den Muslimen keine Mission betreiben. Für den Abfall vom Glauben droht Muslimen in Iran die Todesstrafe. In der Praxis sind alle Angehörigen von religiösen Minderheiten einer subtilen Form der Diskriminierung, wie bei der Arbeitsplatzwahl in der staatlich dominierten Wirtschaft, im Erbrecht oder bei Zeugenaussagen, ausgesetzt. Auch höhere Ämter wie Minister, Staatssekretäre, Richter und Lehrer an Regelschulen sind ihnen verschlossen.
Iran ist zudem der Geburtsort der Religion der Bahai. Das Bahaitum entstand in der Mitte des 19. Jahrhunderts durch das Wirken von Bahāʾullāh und seines Herolds, des Bāb, die beanspruchten, ein Zeitalter des Friedens und der Einheit der gesamten Menschheit einzuleiten. Das rasche Wachstum der Gemeinde innerhalb Irans sowie die Bahai-Lehren, nicht zuletzt auch von der Gleichberechtigung von Frauen und Männern und der selbstständigen Suche nach Wahrheit, veranlassten die Kadscharen-Herrscher und schiitische Kleriker zu intensiven Repressalien. Der Bāb wurde gefangen genommen, verbannt und schließlich von einem Soldatenregiment 1850 in Täbris erschossen. Bahāʾullāh wurde 1852 in Teheran eingekerkert und danach mehrmals verbannt, zuletzt in die osmanische Feste von Akkon im heutigen Israel. Nach der Islamischen Revolution wurde die Verfolgung der Bahai in Form einer staatlich organisierten und systematischen Kampagne wieder deutlich intensiviert. Die Bahai-Religion gilt in Iran heute mit etwa 300.000 Anhängern als größte der nichtmuslimischen Religionsgemeinschaften. Weltweit gab es im Jahr 2021 knapp 8 Millionen Bahai, die in etwa 100.000 Ortschaften und so gut wie allen Ländern der Welt leben.

## Sozialsystem
In seiner Schrift Der islamische Staat formulierte Ruhollah Chomeini die Verbesserung der Lebensumstände der armen Bevölkerung und die Beseitigung sozialer Ungleichheit als Ziele einer islamischen Gesellschaftsordnung:

„Niemand kümmert sich um die Armen und Barfüßigen […]. Der Islam löst das Problem der Armut. Dieses Problem steht in seinem Programm an oberster Stelle […]. Nach den Grundsätzen des Islam muß zuerst das Leben der Armen, der Hilflosen verbessert werden.“

93 % der iranischen Bevölkerung erhalten Direktzahlungen von 40 US$ monatlich, seit im Zuge der Subventionsreformen die direkte Subventionierung von Grundnahrungsmitteln und Treibstoff abgebaut wurde. Abgesehen von den Unterstützungsprogrammen der religiösen Stiftungen unterhält der Staat 28 Organisationen für Sozialhilfe, Sozialversicherung und Hilfsprogramme. Grundlage ist das Gesetz zur sozialen Sicherheit. Die dem Ministerium unterstellte Organisation für soziale Sicherheit bietet Sozialversicherungen in Form von Arbeitslosengeld, Renten, Mutterschaftsgeld, Krankengeld und Gesundheitsservice (2. Gesundheitsanbieter im Land, für Rentner, Arbeitslose, Sozialversicherte). Die Weltbank attestierte der IRI 2011 einen im Vergleich mit den regionalen Standards relativ hohe soziale Indikatoren, bedingt durch die Anstrengungen der Regierung, den Zugang zu Bildung und Gesundheitsversorgung zu erhöhen.
Trotz dieser Bemühungen gibt es weiterhin große Probleme mit Armut. Nach einer offiziellen statistischen Erhebung lebten 2011 zwischen 44,5 und 55 % der städtischen Bevölkerung unter der Armutsgrenze. Die Wissenschaftler bemängelten zudem Manipulationen bei der Veröffentlichung von Armutsstatistiken. Laut offiziellen Statistiken gibt es 2,5 Millionen Straßenkinder in Iran, die erst in letzter Zeit in das Blickfeld der staatlichen Wohlfahrtsorganisationen geraten sind.
Iran beherbergt die zweitgrößte Flüchtlingspopulation weltweit (überwiegend aus Afghanistan). In der Hilfe für Flüchtlinge, die von den sonstigen staatlichen Sozialleistungen nicht profitieren, arbeitet die UNHCR mit staatlichen Wohlfahrtsorganisationen und der Imam-Chomeini-Hilfskomitee zusammen.

### Bildung

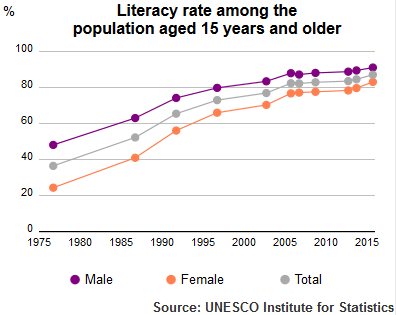
UIS-Lesefähigkeit der erwachsenen Bevölkerung Irans 1975–2015

Seit 1990 hat sich das Bildungsniveau der iranischen Bevölkerung deutlich verbessert, dies trotz der Wirren, denen das Bildungssystem in den Jahren nach der Islamischen Revolution ausgesetzt war. Im Land stieg die mittlere Schulbesuchsdauer über 25-Jähriger von 4,2 Jahren im Jahr 1990 auf 8,5 Jahre im Jahr 2015 an. Die aktuelle Bildungserwartung beträgt bereits 14,8 Jahre. An den Verbesserungen haben Frauen stärker partizipieren können als Männer. Konkret lag bei der Volkszählung von 2006 die Analphabetenquote aller Bürger über 6 Jahren bei 14 %, während 1976 nur knapp die Hälfte der Männer und nur ein Drittel der Frauen lesen und schreiben konnten. Der Anteil der Analphabeten an der Landbevölkerung ist von 75 % (1976) auf 22 % (2006) gesunken. Um 2020 lag die Analphabetenquote in Iran bei knapp 11 %.
Der Anteil der Jungen in den Grund- und Mittelschulen liegt nur unwesentlich über jenem der Mädchen, in der höheren Bildung stellten junge Frauen im Jahr 2006 etwa 60 % der Studenten. Unter den jungen Einkommensgruppen ist somit in Hinblick auf Bildung kein geschlechtsspezifisches Gefälle mehr vorhanden. Insbesondere in naturwissenschaftlichen oder mathematischen Fächern ist der Frauenanteil an Studenten in Iran im internationalen Vergleich sehr hoch. Obwohl die Noten studierender Frauen meist besser sind als die der männlichen Studenten, arbeitet nach dem Studium nur etwa ein Fünftel der akademisch gebildeten Frauen. Im Jahr 2012 führte die Regierung Ahmadineschad Quoten von maximal 50 % Frauen oder weniger für manche Studienfächer ein. Die Vereinten Nationen rügten diese Praxis, die zu einem Rückgang des Frauenanteils von 62 % 2007–2008 auf 48,2 % 2012–2013 führte. Von der Regierung Rohani wurden diese Bestimmungen wieder aufgehoben. 2015 betrug der Frauenanteil an Studenten naturwissenschaftlicher oder mathematischer Fächer in Iran 65 %, während er in Europa wesentlich niedriger liegt.
Das iranische Bildungssystem besteht heute aus mehreren Stufen:
- eine nicht verpflichtende einjährige Vorschule für alle Kinder im Alter von fünf Jahren
- die fünfjährige Grundschule für alle Kinder ab sechs Jahren
- daran anschließend eine dreijährige Mittelschule, in der der weitere Bildungsweg des Schülers festgelegt wird; nach ihr endet auch die Schulpflicht.
- die Sekundarschule, die drei Jahre dauert, in der Regel nicht kostenlos ist und in mehrere Spezialisierungen aufgeteilt ist
- höhere Bildung an Universitäten, Lehrerbildungsinstitute und Fachhochschulen, wovon es staatliche und private Einrichtungen gibt. Voraussetzung für den Zugang zu höherer Bildung ist der Abschluss der Sekundarschule, die Teilnahme an einem einjährigen Vorbereitungskurs sowie das Bestehen der landesweiten Universitäts-Eintrittsprüfung.[138]

Neben den staatlichen Schulen sind zahlreichen Moscheen religiöse Schulen angegliedert. Die üppigen Budgets, die die Regierung den religiösen Schulen zuteilt, werden für Geldmangel an den staatlichen Schulen und die damit verbundene niedrige Qualität der Lehre sowie für die niedrigen Lehrergehälter verantwortlich gemacht. Das Bildungssystem Irans ist laut Salehi-Isfahani zudem auf den Erwerb von Diplomen und nicht auf die Vermittlung produktiver Fähigkeiten fokussiert. Dies und der starre Arbeitsmarkt verursachen hohe gesamtwirtschaftliche Ineffizienzen, nicht zuletzt wird die hohe Arbeitslosigkeit unter jungen Menschen hierauf zurückgeführt.
Zwischen 1991 und 1999 konnten in Iran „weniger als 60 Prozent derjenigen, die in den Arbeitsmarkt eintraten, mit Arbeitsplätzen versorgt werden“, heißt es in einer gemeinsamen Länderbewertung der Vereinten Nationen zur Entwicklung des Irans aus dem Jahr 2003. Die Abwanderung qualifizierten Personals belastet seit längerem die iranische Wirtschaft. Am 31. Dezember 2024 meldete die staatliche Nachrichtenagentur IRNA, dass zwischen 2020 und 2024 die Zahl der iranischen Auslandsstudenten um 82 Prozent angestiegen sei. Zuletzt studierten insgesamt 110.000 Iraner im Ausland. Ein großer Teil dieser Studenten kehrt nicht mehr zurück. Eine ähnliche Entwicklung sei bei Hochschuldozenten und qualifizierten Fachkräften – insbesondere Ärzten und Pflegern – zu verzeichnen. Ursächlich für die Abwanderungswelle seien fehlende wirtschaftliche Chancen und „soziale Probleme“.

### Gesundheit
Die Gesundheitsausgaben des Landes betrugen im Jahr 2021 5,8 % des Bruttoinlandsprodukts. Im Jahr 2018 praktizierten in Iran 15,8 Ärztinnen und Ärzte je 10.000 Einwohner. Die Sterblichkeit bei unter 5-jährigen betrug 2022 12,0 pro 1000 Lebendgeburten.
Iran ist ein Land, in dem außerehelicher Geschlechtsverkehr (Zinā) mit der Todesstrafe geahndet werden kann und konservative moralische Standards einen sehr hohen Stellenwert haben. Wissen um sexuell übertragbare Erkrankungen, HIV oder Verhütung wird oft erst nach der Eheschließung vermittelt. Aufgrund dessen ist das Wissen um die Verbreitungswege sexuell übertragbarer Krankheiten äußerst mangelhaft. Noch im Jahr 1997 hat die iranische Regierung die Existenz eines HIV-Problems im Land geleugnet. Für 2004 wurde die Zahl der HIV-positiven Iraner auf 10.000 bis 61.000 geschätzt, für 2014 auf 51.000 bis 110.000 Personen. Das Nichtwissen um Verhütungsmittel, deren hoher Preis und deren mangelnde Akzeptanz bei der Bevölkerung führen zu einer hohen Zahl nicht erlaubter oder nicht erwünschter Schwangerschaften, die in illegalen Kliniken abgebrochen werden. Häufiger noch setzen die betroffenen Frauen gefährliche Substanzen aus der Tierzucht ein, um ihre Schwangerschaft abzubrechen, und tragen schwere gesundheitliche Schäden davon.
Der Konsum bewusstseinsverändernder Substanzen hat in Iran eine lange Geschichte. Vor 400 Jahren versuchte man, den Drogenkonsum zu beschränken; zu Beginn des 20. Jahrhunderts war Opium tief mit der iranischen Wirtschaft und Gesellschaft verwoben. Es war das einträglichste landwirtschaftliche Produkt und wurde angesichts von Kriegen, Hungersnöten und des Mangels an medizinischer Versorgung rege konsumiert. Laut einer Schätzung waren im Jahr 1914 etwa 10 Prozent der Bevölkerung Teherans opiumabhängig. Die Modernisierer der Pahlavi-Dynastie machten im Drogenkonsum eines der Hindernisse für die Entwicklung Irans zu einem starken Staat aus; 1955 wurden Opiumherstellung und -gebrauch verboten. Diese Maßnahme löste das Problem jedoch nicht; langsam entstand eine Infrastruktur für die Behandlung von Drogenabhängigen. Nach der islamischen Revolution wurden diese Einrichtungen abgeschafft. Man versuchte nun, dem Drogenproblem mittels der Durchsetzung religiöser und moralischer Verhaltensweisen beizukommen. Drogendelikte wurden und werden strafrechtlich hart geahndet; für zahlreiche Tatbestände schreibt das iranische Betäubungsmittelgesetz die Todesstrafe vor. Der Großteil der Hingerichteten der letzten Jahre wurde wegen Drogendelikten verurteilt. Diese Maßnahmen haben nicht gefruchtet, sodass Maßnahmen weltlicher Natur eingeleitet wurden. Seitdem sind Einrichtungen zur Behandlung Drogenabhängiger wieder erlaubt und werden gefördert. Auch wird versucht, die Bevölkerung über die Gefahren des Drogenkonsums aufzuklären. Iran hatte 2011 die weltweit vierthöchste Rate an Drogentoten. Laut Drogenbekämpfungs- und Gesundheitsbehörden sind über 2,2 Millionen Iraner abhängig von illegalen Drogen, 1,3 Millionen davon werden in Behandlungsprogrammen betreut. Insbesondere Crystal Meth wird (Stand 2015) nachgefragt. Studenten verwenden es in Examensphasen; Arbeiter, die sich nur mit mehreren Jobs über Wasser halten können, nutzen es als Wachmacher.
| Zeitraum  | Lebenserwartung in Jahren | Zeitraum  | Lebenserwartung in Jahren |
| --------- | ------------------------- | --------- | ------------------------- |
| 1950–1955 | 40,58                     | 1985–1990 | 59,97                     |
| 1955–1960 | 43,50                     | 1990–1995 | 66,87                     |
| 1960–1965 | 46,38                     | 1995–2000 | 69,04                     |
| 1965–1970 | 49,18                     | 2000–2005 | 71,12                     |
| 1970–1975 | 52,67                     | 2005–2010 | 72,73                     |
| 1975–1980 | 56,71                     | 2010–2015 | 75,06                     |
| 1980–1985 | 51,99                     |           |                           |

### Frauen

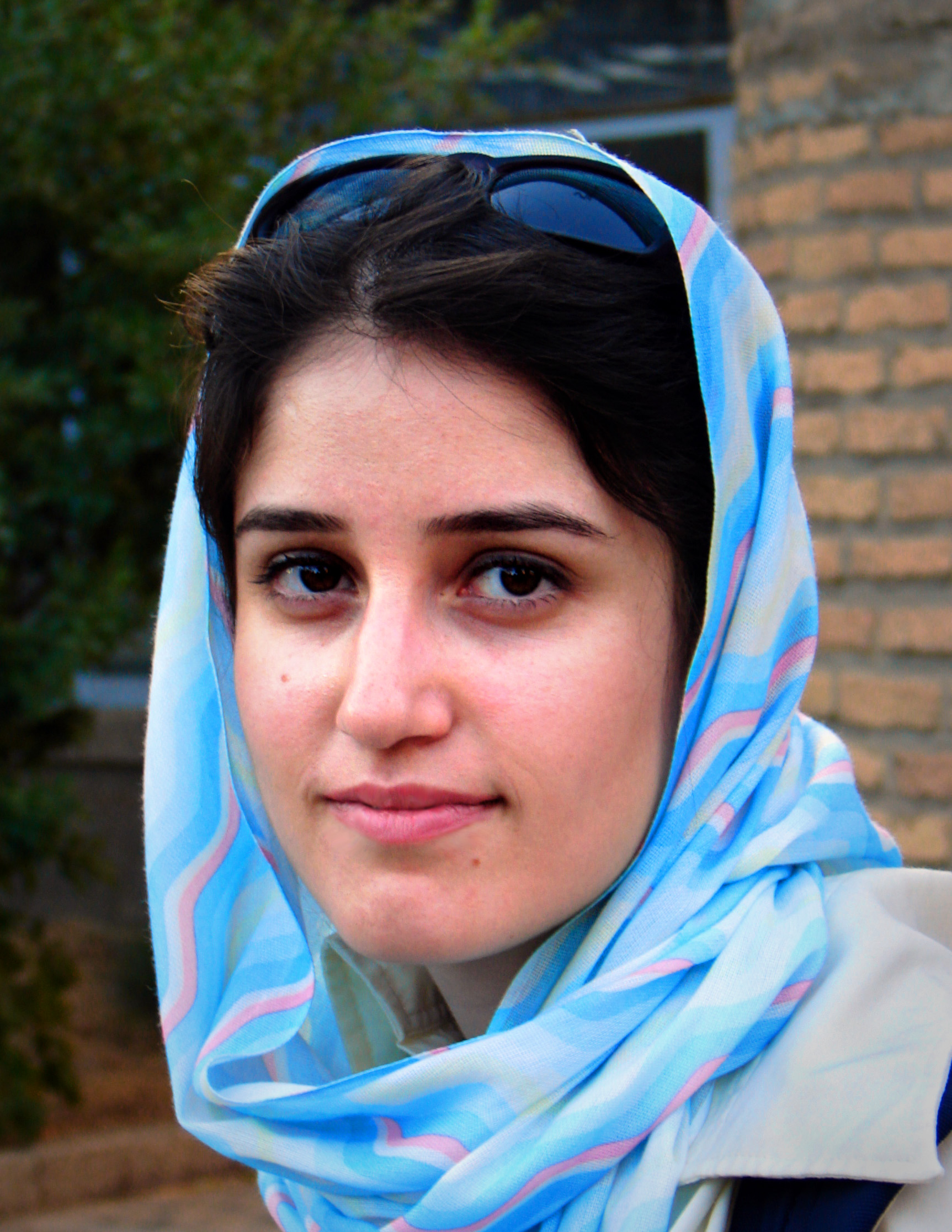
Porträt einer Iranerin aus dem Jahr 2006

Die traditionelle iranische Gesellschaft ist streng patriarchalisch; zu Beginn des 20. Jahrhunderts waren im iranischen Stadtbild fast ausschließlich Männer zu sehen, Frauen blieben in der Regel zu Hause. Der Grad, zu dem Frauen an das Haus gebunden waren, war jedoch auch früher schon von Ethnie zu Ethnie verschieden: unter den Luren hatten die Männer absolute Macht über die Frauen, die Qaschqai-Frauen hatten relativ viele Freiheiten. In den 1920er Jahren war nur wenigen Mädchen der Schulbesuch möglich; erst die Pahlavi-Regierung ermutigte im Rahmen der angestrebten Modernisierung des Landes in den 1930er Jahren Eltern, ihre Töchter in die Schule zu senden. Im Jahr 1936 wurde der Schleier verboten. Wenngleich das Verbot nie ganz durchgesetzt werden konnte, hat es dazu geführt, dass Frauen aus konservativen Bevölkerungskreisen noch mehr aus dem öffentlichen Leben gedrängt wurden und das Haus teils gar nicht mehr verließen. Mit der fortschreitenden Modernisierung fanden Frauen mehr und mehr Beschäftigung außer Haus, vor allem als Angestellte des Staates. In den 1960er Jahren wurde die Lage der Frauen im Rahmen der weißen Revolution weiter verbessert: Sie erhielten 1963 das Wahlrecht, die Abtreibung wurde erlaubt und für Scheidungsfragen wurden weltliche Gerichte zuständig gemacht.
Nach der islamischen Revolution wurden diese Reformen rückgängig gemacht. Seitdem bestimmen die Artikel 20 und 21 der iranischen Verfassung, dass Männer und Frauen unter Berücksichtigung islamischer Prinzipien gleichberechtigt sind. Während der Mann für die Ernährung der Familie verantwortlich ist, muss die Frau den Haushalt verrichten und ist ihrem Mann gegenüber zu Gehorsam verpflichtet. Ehemänner haben „das Recht“ auf die sexuelle Verfügbarkeit der Ehefrauen und dürfen dies auch mit Gewalt durchsetzen. Auch allgemeine häusliche Gewalt des Ehemanns gegen die Frau ist weitgehend erlaubt. Frauen dürfen zudem nur mit Einwilligung des Mannes berufstätig sein, verreisen, ihre eigenen Eltern besuchen, einen Reisepass besitzen oder sich scheiden lassen. Schläge oder sexuelle Gewalt durch den Mann sind dabei ausdrücklich kein Scheidungsgrund, umgekehrt kann der Mann seine Frau jedoch jederzeit verstoßen. Vor Gericht gelten Aussagen einer Frau nur halb so viel wie jene eines Mannes, und für die Verletzung oder den Tod einer Frau wird im sogenannten „Vergeltungsrecht“ nur die Hälfte des Blutgeldes fällig. Für außerehelichen Geschlechtsverkehr sieht das iranische Recht die Todesstrafe vor, was vor allem Opfer von Vergewaltigung in eine prekäre Lage bringt. Männern ist die Vielehe und die Zeitehe erlaubt, das gesetzliche Mindestheiratsalter für Mädchen liegt bei 13 Jahren. Diese Regeln widersprechen teils den gesellschaftlich anerkannten Werten im heutigen Iran, so leben auch Geistliche in Einehe.
Es gelang nach der islamischen Revolution trotz alledem nicht mehr, die Frauen aus der Öffentlichkeit zu verbannen, denn sie hatten die Islamische Revolution unterstützt und wurden im Iran-Irak-Krieg als Arbeitskräfte benötigt. Als Nebeneffekt der strengen öffentlichen Sitten der Islamischen Republik gilt, dass konservative Eltern keinen Grund mehr haben, ihren Töchtern Schule und Studium zu verwehren. Das Bildungsniveau der iranischen Frauen ist deswegen heute höher als je zuvor, so dass Frauen in Iran heute in fast allen Berufen bis hin zum Autorennsport (Laleh Seddigh) und dem Hochschulamt an den Universitäten zu finden sind. Säkular orientierte Frauen lassen ihre zukünftigen Männer Eheverträge unterschreiben, die ihnen all jene Rechte, die ihnen das Gesetz verwehrt, einräumen. Mit Hilfe von Anwälten können sie Scheidungen durch Einforderung der Brautgabe durchsetzen. Eine religiöse Debatte um die Gleichstellung der Frauen kommt in Gang, seit auch Abgängerinnen islamischer Hochschulen Koranexegese betreiben. Wenngleich das iranische Strafrecht einen Verstoß gegen die Pflicht, einen Hidschab zu tragen, mit Gefängnis bedroht, widersetzen sich Frauen den islamischen Bekleidungsvorschriften, indem sie die Grenzen des Erlaubten immer wieder austesten. Frauen, die die Grenzen austesten und sich dem Kopftuchzwang widersetzen, werden in Iran mitunter ausgepeitscht.

## Landesname
Seit frühester Zeit wurde das Land von seiner Bevölkerung als Irān (abgeleitet vom mittelpersischen Wort Ērān-šahr [„Reich der arya“, übersetzt auch „Reich der Arier“ ] bzw. von Ērān, dem Genitiv Plural von Ēr) bezeichnet. Die altpersische Form dieses Namens, Aryānām (xšaθram), bedeutet „Herrschaft der Arya“ oder „Land der Arier“.
Der bis 1935 international verwendete Landesname Persien geht auf Pars (bzw. Parsa, „Perser“, damit verwandt Parsen), das Kernland der Achämeniden zurück, die im 6. Jahrhundert v. Chr. ein erstes persisches Großreich schufen. Von den Griechen Persis genannt, bezeichnete es im Wesentlichen die heutige Provinz Fars um Schiras. Von ihr leitet sich auch das persische Wort Fārsī / فارسی /‚Persisch‘ für die persische Sprache ab.
Im Jahr 1935 erhob Reza Schah Pahlavi „Iran“ zur offiziellen internationalen Bezeichnung für das Land, was ab demselben Jahr auch von westlichen Kanzleien angenommen wurde. Die amtliche Vollform lautete fortan Kaiserreich Iran.
Für Iran empfahl das Centrum für Nah- und Mitteloststudien der Philipps-Universität Marburg 2015, den 1981 publizierten Ausführungen des iranischen Germanisten Touradj Rahnema folgend, die auch in der deutschen Wissenschaftssprache übliche Schreibung ohne Artikel. Das deutsche Auswärtige Amt verwendet den Artikel ebenfalls nicht. Der Verein Gesellschaft für deutsche Sprache e. V. weist den Gebrauch des männlichen Artikels vor Iran der deutschen Umgangssprache zu.
Der geographische Begriff Iran bezieht sich auf das gesamte iranische Hochland. Im Deutschen wird zwischen der amtlichen Namensform „Islamische Republik Iran“ und der Kurzform „Iran“ (Deutschland und Österreich) bzw. „der Iran“ (Schweiz) unterschieden.

## Geschichte

### Überblick
Dauersiedlungen und Nahrungsmittelerzeugung sind etwa durch bemalte Keramik und kleine Tonfiguren für das jüngere Neolithikum (6500–5550 v. Chr.) nachweisbar. Nachdem sich zwischen 3200 und 2800 v. Chr. das Reich Elam gebildet hatte, vereinigten die iranischen Meder das Gebiet um 625 v. Chr. erstmals zu einem Staat, der die kulturelle und politische Führerschaft in der Region übernahm. Die von Kyros begründete Dynastie der Achämeniden regierte im 6. bis 4. Jahrhundert v. Chr. von Süd-Iran (vor allem Fars bezeichnend) aus das bis dato größte Reich der Geschichte. Es wurde im Jahre 330 v. Chr. durch die Truppen Alexanders des Großen zerstört. Nach Alexander teilten seine Nachfolger (Diadochen) das Reich unter sich auf, bis sie im iranischen Bereich um die Mitte des 3. Jahrhunderts v. Chr. durch die Parther abgelöst wurden. Auf diese folgte ab etwa 224 n. Chr. das Sassanidenreich, das bis zum 7. Jahrhundert neben dem Byzantinischen Reich zu den mächtigsten Staaten der Welt zählte. Nach dem Übergreifen der islamischen Expansion auf Persien bzw. auf das Großpersische Reich, in deren Folge im Laufe mehrerer Jahrhunderte der Zoroastrismus weitgehend durch den Islam ersetzt wurde, wurden persische Gelehrte zu Trägern de Blütezeit des Islams, bis der sogenannte Mongolensturm im 13. Jahrhundert das Land in seiner Entwicklung weit zurückwarf.
Die Safawiden einigten das Land und machten 1501 das zwölferschiitische Bekenntnis zur Staatsreligion. Unter der 1794 gegründeten Kadscharen-Dynastie schrumpfte der Einfluss Persiens; Russland und Großbritannien zwangen die Perser zu territorialen und wirtschaftlichen Konzessionen. 1906 kam es zur konstitutionellen Revolution, in deren Ergebnis Persien sein erstes Parlament und eine Verfassung erhielt, in der Gewaltenteilung vorgesehen war. Als Staatsform erhielt es die konstitutionelle Monarchie. Die beiden Monarchen der Pahlavi-Dynastie betrieben eine Politik der Modernisierung und Säkularisierung, parallel dazu wurde das Land im Ersten Weltkrieg durch russische, britische und türkische Truppen und im Zweiten Weltkrieg durch britische und sowjetische Truppen besetzt. Danach kam es wiederholt zu ausländischer Einflussnahme wie der Gründung einer Autonomen Republik Aserbaidschan mit sowjetischer Hilfe oder einem von der CIA organisierten Staatsstreich im Jahr 1953. Die Unterdrückung der liberalen, kommunistischen und islamischen Opposition führte zu vielseitigen Spannungen, die in der Revolution von 1979 und dem Sturz des Schahs kulminierten.
Seitdem ist Iran eine theokratische Republik, die von schiitischen Geistlichen geführt wird, an deren Spitze der Religionsführer die Macht auf sich konzentriert. Kontrolliert wird er nur vom Expertenrat. Er kann in der hybriden Staatsform aus Autokratie und Demokratie durch die ihm untergeordneten ultrakonservativen Gremien jederzeit demokratische Elemente aushebeln.

### Antike

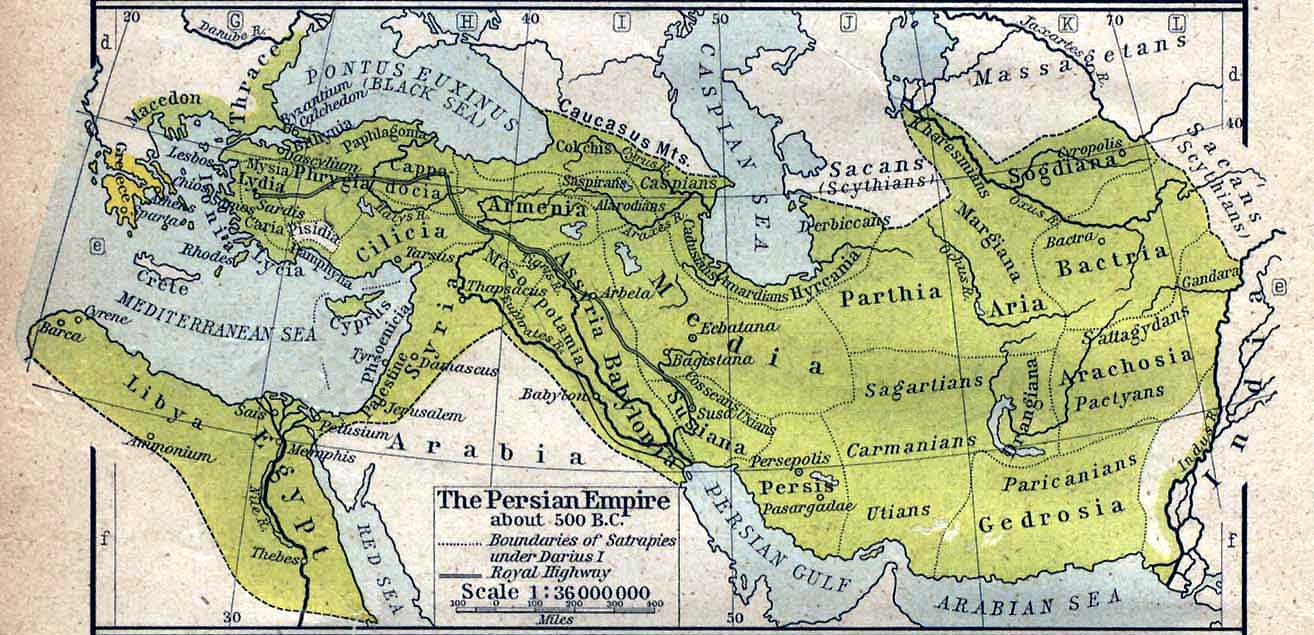
Das Perserreich um 500 v. Chr.

Das heutige Staatsgebiet Irans umfasst das historische Kernland des alten Persiens, das sich historisch über ein zeitweise deutlich größeres Gebiet erstreckte. Bis ins 20. Jahrhundert wurde Iran im internationalen offiziellen Sprachgebrauch weltweit als Persien bezeichnet. Seine geographische Lage zwischen dem Kaukasus im Norden, der Arabischen Halbinsel im Süden, Indien und China im Osten und Mesopotamien und Syrien im Westen ließen das Land zum Schauplatz einer wechselvollen Geschichte werden.
Im persischen Großraum führt die Geschichte Irans vom Reich der Elamiter und der Meder zum Perserreich der Achämeniden (Kyros II. der Große bis Dareios III.) und über Alexander den Großen und das Diadochenreich der Seleukiden zum Parther- und Sassanidenreich.

### Ausbreitung des Islam
Die Kriege mit Byzanz hatten das Sassanidenreich militärisch und finanziell so geschwächt, dass Unruhen im Inneren und Verwundbarkeit gegen äußere Feinde die Folge waren. So fiel das Reich einem Einfall der nomadischen Bewohner der arabischen Halbinsel zum Opfer (Islamische Expansion): Wohl im Jahre 638 verloren die Perser die Schlacht von Kadesia, kurz danach ging die Hauptstadt Ktesiphon verloren. Die Araber, durch die neue Religion des Islam geeint und motiviert, eroberten so bis 651 das gesamte Sassanidenreich und es begann der langsame Prozess der Islamisierung Irans. Zwar war Nichtmuslimen die Ausübung ihrer Religion erlaubt, sie mussten jedoch eine Steuer bezahlen und zahlreiche Verbote beachten; noch im 13. Jahrhundert gab es große zoroastrische Gemeinden. Da die Araber nicht darauf vorbereitet waren, ein so großes Reich zu regieren, übernahmen sie die Regierungsstrukturen der Sassaniden. Im Unterschied zu anderen arabisch eroberten Gebieten gelang es den Persern deshalb, ihre Kultur weitgehend zu erhalten, das Persische neben dem Arabischen zu einer Sprache des Islam zu machen und in kulturellen, politischen und geistigen Bereichen maßgebend zur Entwicklung des Islam beizutragen.
Trotz der tragenden Rolle der Iraner in der islamischen Kultur waren sie zunächst als Mawālī oder gar Dhimmi benachteiligt. Der vierte Kalif Ali, der für die Abschaffung dieser Benachteiligung eintrat, hatte deshalb unter den Iranern besonders viele Anhänger. Dies war beim Streit um die Legitimität des Führungsanspruches der islamischen Gemeinde und ihrem folgenden Auseinanderbrechen in Sunnitentum und Schiitentum ein bedeutender Faktor. Auch beim Sturz der Umayyaden-Dynastie im Jahre 750 und der folgenden Begründung der stark am sassanidischen Vorbild orientierten Kalifen-Dynastie der Abbasiden in Bagdad waren iranische Rebellen unter General Abū Muslim entscheidend an den Kämpfen beteiligt. Nachdem die Macht der Kalifen zugunsten des türkischstämmigen Militärs erodiert war, beherrschten im 9. und 10. Jahrhundert faktisch mehrere regionale Dynastien das Land, darunter die Tahiriden, die Saffariden und die Buyiden, die ab 945 als Schutzmacht des Abbassiden-Kalifen auftraten. Unter den Samaniden, deren Hauptstadt sich in Buchara befand, wurden zahlreiche sassanidische Werke in die arabische Sprache übersetzt, was die Aufnahme iranischen Gedankenguts in den Islam beschleunigte. Unter den Samaniden löste sich auch der Islam von seiner arabischen Herkunft und begann, eine kosmopolitische Religion zu werden.

### Türkische und mongolische Invasionen
Bereits im 9. und 10. Jahrhundert wurden aus Turkvölkern Zentralasiens stammende Mamluken genannte Waffensklaven in die Armeen eingegliedert. Beginnend mit dem 11. Jahrhundert wanderten Nomaden der Turkvölker ein und ließen sich auf dem Territorium des heutigen Iran nieder. Sie errichteten auf ihrer militärischen Basis kurzlebige Reiche nach iranisch-samanidischem Vorbild und ließen sich als Sunniten vom Abbassiden-Kalifen in Bagdad bestätigen. Zu diesen Herrscherhäusern gehören die Ghaznawiden und die Seldschuken. Sie förderten Kunst, Kultur, Medizin und Wissenschaften: die Arbeiten der bedeutenden Dichter Omar Chayyām, Rumi und Ferdosi fallen in diese Epoche. Nachdem die Seldschuken-Dynastie ihren Zenit überschritten hatte, zerfiel das Land wieder in mehrere lokale Reiche; es kam zu schweren innerschiitischen Kämpfen zwischen den Ismailiten und den Zwölferschiiten.
Im Jahre 1219 fielen die Mongolen unter Dschingis Khan, in dessen Heer auch zahlreiche Türken kämpften, in Iran ein. Die Mongolen zerstörten und plünderten die iranischen Städte, die Bevölkerungszahl schrumpfte dramatisch, Ackerland und Bewässerungsanlagen verkamen und die Zentralgewalten lösten sich auf. Von 1256 bis 1335 war Iran Teil des Reiches der Ilchane. Nach der Ermordung des letzten Ilchans konnten sich wieder lokale Reiche bilden. Doch bereits kurze Zeit später wurde das iranische Hochland erneut von Zentralasien aus überrannt, diesmal von den Truppen Timurs, der 1381 die Dynastie der Timuriden begründet, die bis 1507 herrschte. Einige Landstriche erholten sich von den Verwüstungen des Mongolensturms nie wieder. Die Wirren der mongolischen und timuridischen Herrschaft trugen zum Aufkommen des Volksislam und der Derwisch-Kultur bei.

### Safawiden

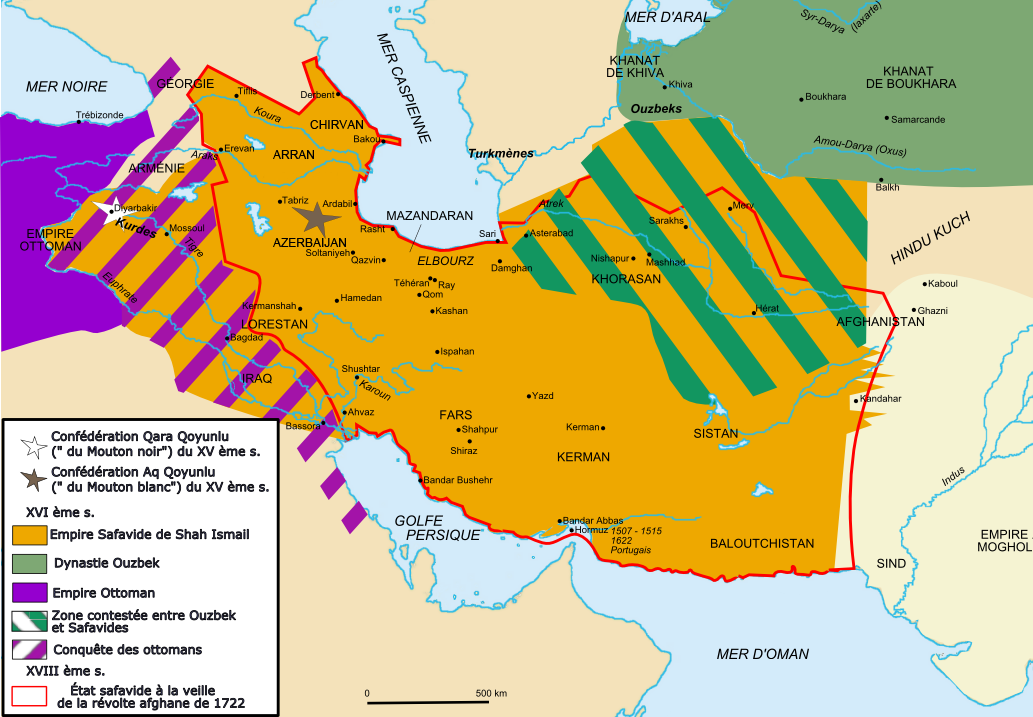
Reich der Safawiden. Links, purpurrot: das Osmanische Reich; purpurrot gestreift: Gebiete, die an die Osmanen verloren gingen. Rechts, grün gestreift: umstrittene, von den Usbeken beanspruchte Gebiete. Rot umrandet: das persische Staatsgebiet im Jahr 1722

Nach einem Zwischenspiel der turkmenischen Stämme Qara Qoyunlu und Aq Qoyunlu, die zeitweise das gesamte iranische Territorium beherrschen konnten, gelang es den Safawiden, wieder einen stabilen Staat zu errichten. Sie hatten ihren Ursprung in einem turkmenischen Derwischorden, der zu großem Reichtum gelangt war und seine Anhänger militärisch organisierte (Kizilbasch). Sie führten 1501 die Zwölferschia als Staatsreligion ein; sie stellt spätestens seit Ende der Safawidenzeit ein einendes Band im iranischen Vielvölkerstaat dar. Die äußeren Beziehungen des safawidischen Reiches waren geprägt durch wiederholte Konflikte mit dem Osmanischen Reich, aber auch durch die sich intensivierenden Handelsbeziehungen mit den europäischen Seefahrermächten. Die Blütezeit der Safawidenherrschaft bildete die Regierung von Abbas I., der Isfahan zu einer prunkvollen Residenz ausbaute.
Während der Herrschaft der Safawiden stieg die Zahl der Nomaden weiter an, sodass der Druck auf die sesshaften Bauern wuchs und die Nomaden sich bewaffneten. Diese militärische Macht blieb bis ins 20. Jahrhundert ein wichtiger Faktor. Die Safawidendynastie wurde schließlich von einer Invasion der Afghanen gestürzt. Die Afghanen wurden jedoch von einem Nomadenführer vertrieben, der zunächst noch als Heerführer der Safawidenfamilie handelte, sich schließlich aber 1736 als Nader Schah selbst zum Herrscher krönen ließ. In seiner Regierungszeit gelangen ihm umfangreiche Eroberungen, jedoch wurde er 1747 ermordet. Während Südiran unter den Zand Ruhe und Wohlstand erlebte, herrschte im Norden Chaos.

### Die Kadscharen und die konstitutionelle Revolution

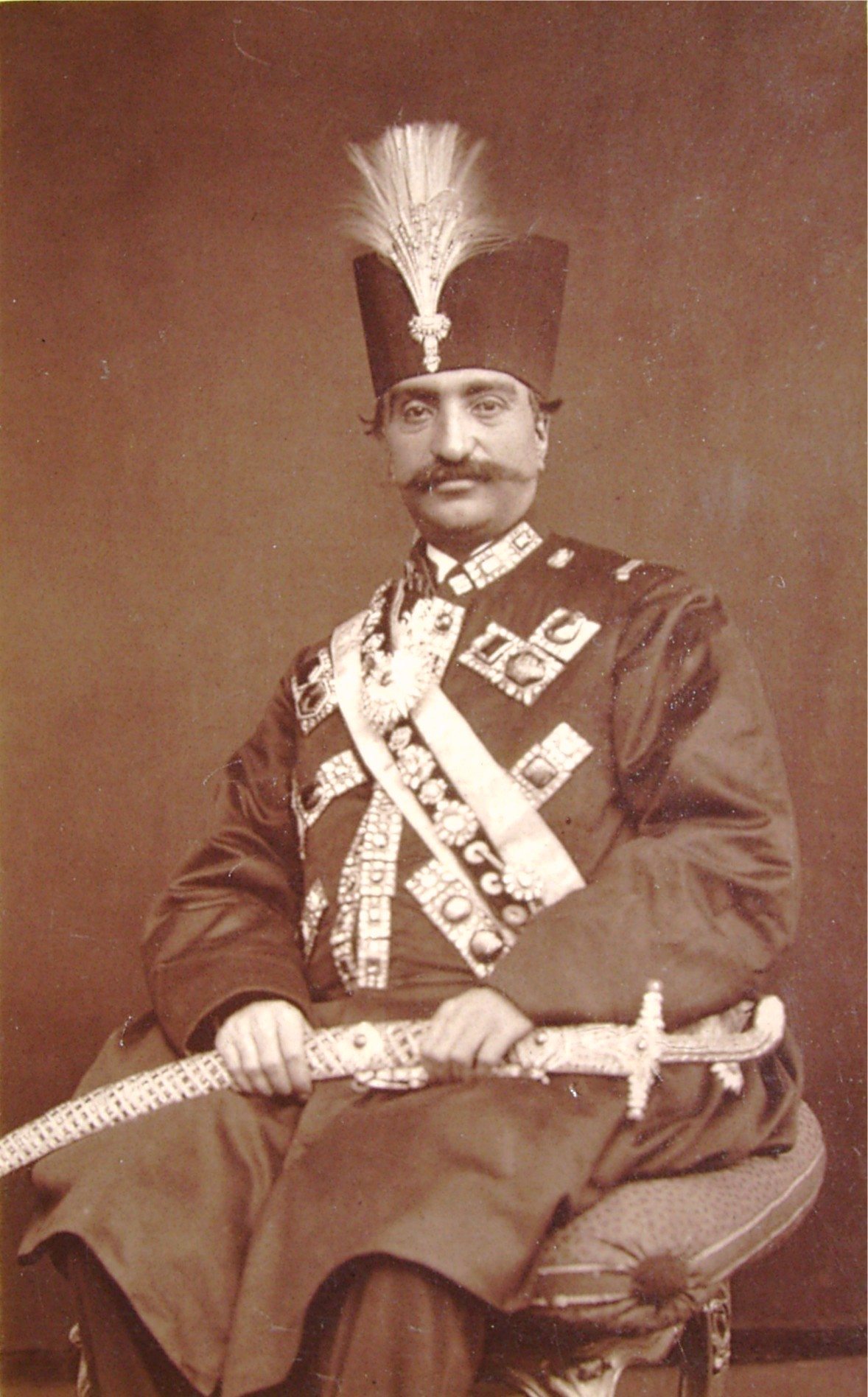
Nāser ad-Din Schāh (ca. 1870), der bedeutendste Schah aus der Kadscharen-Dynastie

Der Stamm der Kadscharen eroberte im späten 18. Jahrhundert zunächst den Norden Irans und stürzte dann auch die Zand. Ihr Anführer Agha Mohamed wurde 1796 zum Schah gekrönt; seine Dynastie regierte in Persien bis 1925. Außenpolitisch war diese Zeit von zahlreichen Rückschlägen geprägt. Die Russisch-Persischen Kriege führten zum Verlust der Kaukasusregion; die Auseinandersetzungen mit Großbritannien endeten darin, dass Persien Afghanistan als neuen Staat anerkennen und Gebiete an dieses abtreten musste. Auch innenpolitisch kam es zu Konflikten, beispielsweise in Form von religiösen Aufständen durch Anhänger des Babismus 1849/1850. Erste Versuche, den Staat angesichts dieser kritischen Lage zu reformieren, scheiterten entweder am Widerstand des Schahs oder anderer einflussreicher Kreise oder aber an der fehlenden Finanzierung.
Die Kadscharen machten unter dem Eindruck der schwierigen Finanzsituation immer weitergehende Zugeständnisse an ausländische Mächte. Dies führte zu Unzufriedenheit in der Bevölkerung, die bis zu Boykottaktionen wie der Tabakbewegung 1891 führte. Schließlich steigerten sich die Unruhen zur sogenannten Konstitutionellen Revolution, die von 1905 bis 1911 andauerte. Sie führte dazu, dass das erste iranische Parlament (Madschles) eingerichtet und eine erste Verfassung (die iranische Verfassung von 1906) erlassen wurde. Die absolute Monarchie der Kadscharen wurde dadurch durch eine konstitutionelle Monarchie ersetzt. Die politischen Unruhen dauerten jedoch an und führten zu wiederholten Konfrontationen zwischen dem jungen Parlament und dem jeweils regierenden Schah. Großbritannien und das Zarenreich teilten Persien im August 1907 im Vertrag von Sankt Petersburg in Einflusszonen auf. Während des Ersten Weltkriegs (1914–1918) kam es daraufhin zu langwierigen Kämpfen auf iranischem Boden zwischen Russland, Großbritannien und dem Osmanenreich (siehe Erster Weltkrieg in Persien). Die persische Staatsmacht selber konnte sich in dieser Gemengelage nicht behaupten und ihr Einfluss wurde schließlich so weit zurückgedrängt, dass er nur noch die Hauptstadt umfasste. Das Zaren- und das Osmanenreich zerfielen kurz darauf selbst; die britischen Pläne, Persien als Protektorat zu übernehmen, kamen jedoch nicht zur Durchführung. Durch die Kriegshandlungen des Ersten Weltkriegs kam es zu Hungersnöten und Seuchen, feindlichen Lebensmittelkonfiskationen und Ernteausfällen, sodass 40 Prozent der Landesbevölkerung ums Leben kamen. Zudem kam es zu separatistischen Bewegungen in Iran und zur Gründung der kurzlebigen Iranischen Sowjetrepublik. Reza Khan, der spätere Reza Schah Pahlavi, wurde nach einem Putsch im Jahre 1921 zunächst Kriegs- und schließlich 1923 Premierminister. Er setzte Militärreformen durch und ging effektiv gegen die Separatisten in unterschiedlichen Landesteilen vor. Angesichts dieser Erfolge setzte das Parlament 1925 den letzten Kadscharenherrscher ab und ernannte Reza Khan zum neuen Schah.

### Herrschaft der Pahlavis

Flagge Irans während der Pahlavizeit

Reza Schah war ein energischer Führer und der erste seit langem, der echte Reformen anging. Ein modernes Bildungssystem wurde eingeführt und das Justizsystem reformiert. Die Gerichtsbarkeit ausländischer Mächte über ihre Bürger in Iran wurde abgeschafft. Ein staatliches Tee- und Zuckermonopol wurde geschaffen; mit den Einnahmen daraus wurde die Transiranische Eisenbahn gebaut; auch Straßen und andere Bahnlinien entstanden. Die ausländischen Banken wurden verstaatlicht, neue Banken gegründet. Die Lage der Frauen wurde verbessert; für alle Männer mit Ausnahme der Geistlichen wurde westliche Kleidung vorgeschrieben, Frauen wurde der Schleier verboten. Im Jahre 1925 wurde die allgemeine Wehrpflicht eingeführt und teils mit Gewalt durchgesetzt, somit wurden gegen den Widerstand von Geistlichkeit und Landbesitzern alle jungen Männer des Landes aus ihren traditionellen Werdegängen herausgerissen und durchliefen eine nationalistisch-säkulare Ausbildung. Das Gesetz zu Identität und persönlichem Stand verpflichtete alle Iraner, einen Nachnamen zu führen, sich bei den neu geschaffenen Meldebehörden registrieren zu lassen und einen Personalausweis mit sich zu führen; die Kadscharentitel wurden ersatzlos gestrichen. Diese beiden Maßnahmen schufen die Voraussetzung für die Durchsetzung eines Zentralstaates auf Kosten der lokalen Machthaber. Reza Schah begann auch die Politik der Hinwendung zum vorislamischen Iran, benutzte Krone, Mantel und Banner nach altiranischem Vorbild, führte den iranischen Kalender ein und verlangte ab 1935 – nicht ganz unbeeinflusst durch das nationalsozialistische Deutschland, zu dem der Schah gute Beziehungen unterhielt – vom Ausland, das Land Iran („Land der Arier“) und nicht mehr Persien zu nennen. Reza Schah regierte jedoch diktatorisch und behielt das Parlament nur, um seiner Herrschaft den Schein von Legitimität und Verfassungsmäßigkeit zu verleihen. Er eignete sich persönlich riesigen Grundbesitz an, veranlasste die blutige Sesshaftmachung der Nomaden, eliminierte Kritiker und im späteren Verlauf seiner Herrschaft auch Mitstreiter.
Obwohl Reza Schah seinen Aufstieg maßgeblich britischem Einfluss zu verdanken hatte, setzte er alles daran, den Einfluss Großbritanniens auf das Geschehen in Iran zu beschneiden. Sein Versuch, die USA als Gegengewicht zu Großbritannien und der Sowjetunion zu positionieren, misslang. Das damals nationalsozialistisch regierte Deutschland übernahm diese Rolle gern und wurde in der Folge wichtigster Partner Irans. Nach Ausbruch des Zweiten Weltkrieges verlangte Großbritannien den Eintritt in den Krieg auf Seiten der Alliierten und die Ausweisung der zahlreichen deutschen Berater, was Reza Schah erst nach längerem Zögern zusagte. Die iranische Regierung erklärte die Neutralität Irans und forderte von Großbritannien und der Sowjetunion die Respektierung dieser Entscheidung. Um den Zugriff auf die Ölvorkommen und um den Nachschub für militärisches Material an die Sowjetunion über die Transiranische Eisenbahn zu sichern, marschierten britische und sowjetische Truppen am 25. August 1941 ohne Kriegserklärung in Iran ein. Der Widerstand der iranischen Armee brach nach 48 Stunden zusammen. Reza Schah wurde zur Abdankung gezwungen. Es gab keinen Aufschrei der Öffentlichkeit, sein damals 22-jähriger Sohn Mohammad Reza Pahlavi folgte ihm auf dem Thron nach.
Das Jahrzehnt, das unmittelbar auf diese Ereignisse folgte, ist in Iran unter dem Namen Wiedergeburt der Verfassungsmäßigkeit bekannt. Es herrschten Meinungsfreiheit, Pressefreiheit und Pluralismus wie nie zuvor in diesem Land. In diese Periode fallen zwei bedeutende Entwicklungen. Die Sowjetunion hatte, entgegen ihren Zusagen, ihre Truppen im Nordwest-Iran belassen und unterstützte in der Irankrise die prokommunistischen Regierungen in Iranisch-Aserbaidschan und Kurdistan. Erst auf amerikanischen Druck hin willigte die Sowjetunion ein, sich zurückzuziehen und die iranische Armee konnte die beiden sezessionistischen Staaten zerschlagen. Die zweite Entwicklung war die Verstaatlichung der Ölindustrie, die seit 1941 gefordert wurde und 1951 vom Parlament verabschiedet wurde. Die britische Regierung, die die Einnahmen der Anglo-Iranian Oil Company benötigte, organisierte in der Folge einen Boykott iranischen Öls, was zur Abadan-Krise führte und den iranischen Staat an den Rand des Bankrotts brachte. Der bis heute populäre Premierminister Mohammad Mossadegh, der am meisten mit der Verstaatlichung identifiziert wird, versuchte zur gleichen Zeit, die Kompetenzen des Schahs und des Parlaments zu beschneiden und mit Hilfe eines Ermächtigungsgesetzes selbst die Macht an sich zu reißen. Im Jahre 1953 waren die Spannungen am Höhepunkt und der Schah floh aus dem Land. Mohammad Mossadegh wurde wenig später in der Folge der gescheiterten Operation Ajax der CIA von Anhängern des Schahs gestürzt, Schah Mohammed Reza errichtete in der Folge mit Unterstützung der USA eine Autokratie.

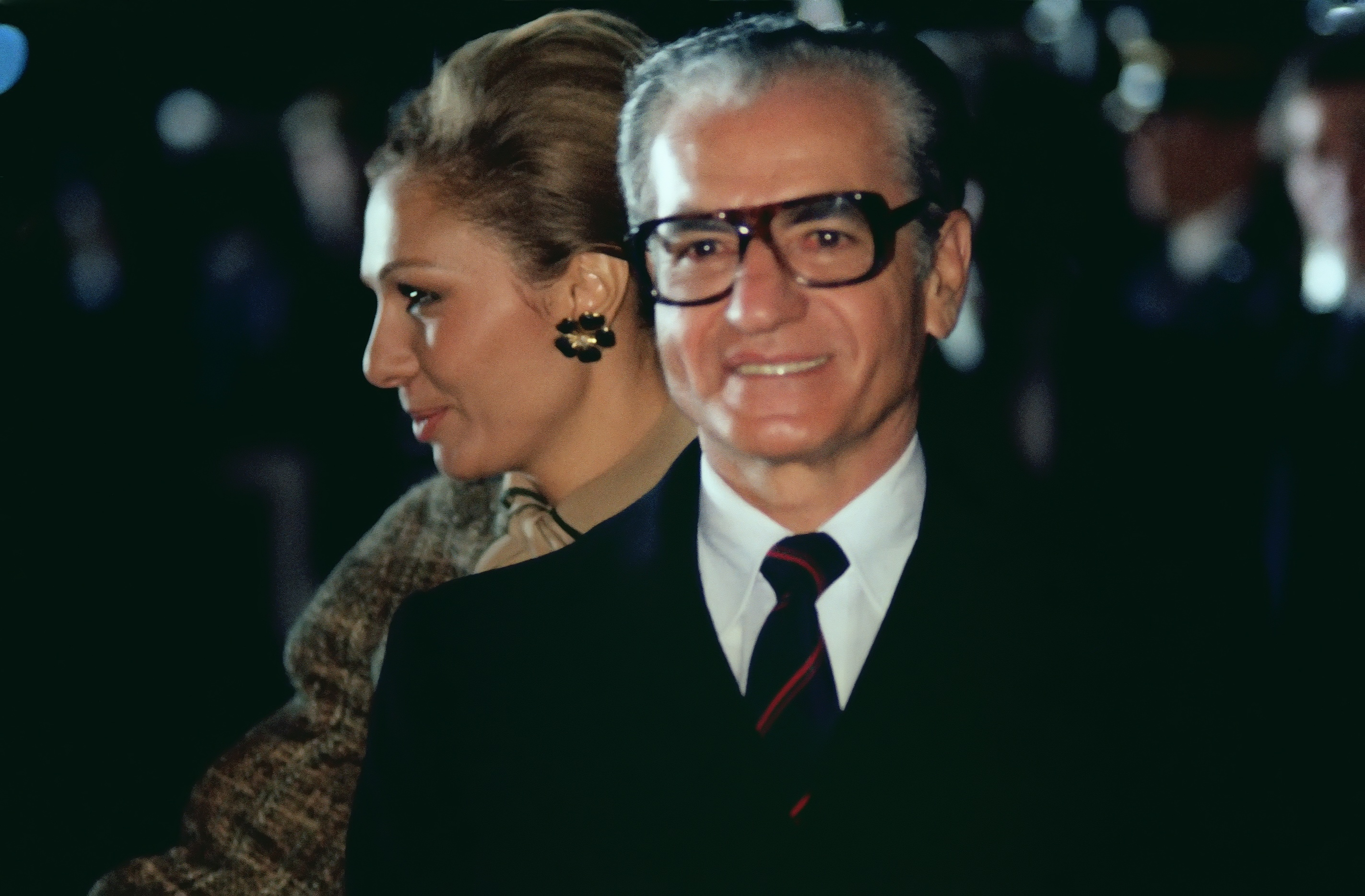
Mohammad Reza Pahlavi und Farah Pahlavi, 1977

Monarchistische Kräfte unter Führung des Generals Fazlollah Zahedi verhafteten Mossadegh. Der Schah kehrte wieder nach Iran zurück. Die damalige Regierung, mit Zahedi als Premierminister, begann neue Verhandlungen mit einem internationalen Konsortium von Ölgesellschaften. Die Verhandlungen dauerten mehrere Jahre. Am Ende stand ein Abkommen, das bis zur ersten Ölpreiskrise Bestand haben sollte.
Schah Mohammad Reza Pahlavi (1941–1979) leitete ab 1963 mit der „Weißen Revolution“ umfangreiche wirtschaftliche, politische und soziale Reformen ein. Mit den steigenden Öleinnahmen konnte ein Industrialisierungsprogramm aufgelegt werden, das Iran in wenigen Jahren von einem Entwicklungsland zu einem aufstrebenden Industriestaat machte. Aktives und passives Frauenwahlrecht wurden im September 1963 eingeführt. Industrialisierung und gesellschaftliche Modernisierung führten von Beginn an zu Spannungen mit den konservativen Teilen der schiitischen Geistlichkeit. Insbesondere der Ajatollah Ruhollah Chomeini sprach sich bereits 1963 gegen das Reformprogramm aus. Neben der islamischen Opposition, der Fedāʾiyān-e Eslām, bildete sich in Iran eine linke Guerillabewegung, die das Land mit „bewaffnetem Kampf“ verändern wollte. Die ab 1977 erfolgende politische Liberalisierung ermöglichte es der Opposition, sich zu organisieren. Es kam zu gewaltsamen Demonstrationen, Mord- und Brandanschlägen, die das Land in seinen Grundfesten erschütterten. Nach der Konferenz von Guadeloupe im Januar 1979, auf der der französische Präsident Valéry Giscard d’Estaing, Präsident Jimmy Carter aus den Vereinigten Staaten, Premierminister James Callaghan aus dem Vereinigten Königreich und Bundeskanzler Helmut Schmidt beschlossen hatten, den Schah nicht mehr zu unterstützen und das Gespräch mit Ajatollah Ruhollah Chomeini zu suchen, verließ Mohammad Reza Pahlavi Iran. Die islamische Revolution hatte begonnen.

### Islamische Revolution und Republik

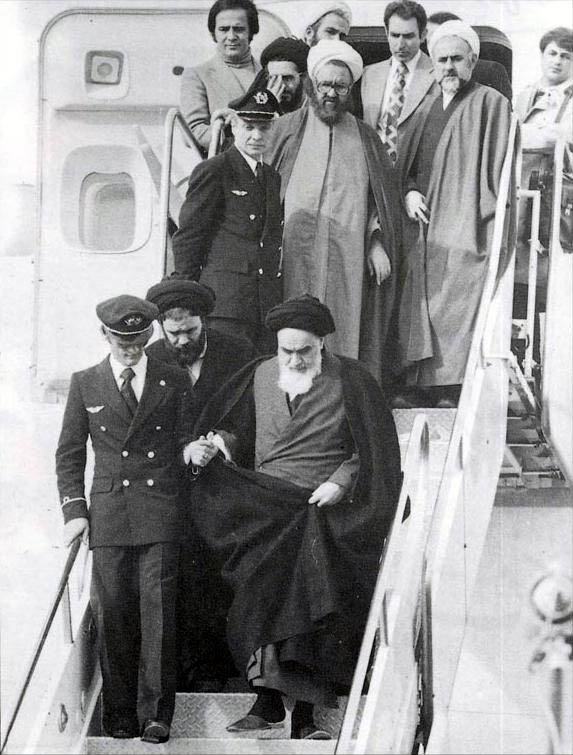
Chomeinis Ankunft am 1. Februar 1979

Am 1. Februar 1979 kehrte Ruhollah Chomeini aus dem französischen Exil zurück; dieser Tag wird seitdem als staatlicher Gedenktag, genannt Fadschr (Morgenröte), gefeiert. Rasch etablierte er sich als oberste politische Autorität und begann aus der ehemals konstitutionellen Monarchie eine „Islamische Republik“ zu formen, unter anderem durch sukzessive und gewaltsame Ausschaltung aller anderen revolutionären Gruppen. Seine Politik war von einer antiwestlichen Linie geprägt und schreckte auch nicht vor Terror und Massenhinrichtungen zurück. Mit zahlreichen ehemaligen Anhängern – so seinem designierten Nachfolger Großajatollah Hossein Ali Montazeri – kam es darüber zum Bruch.

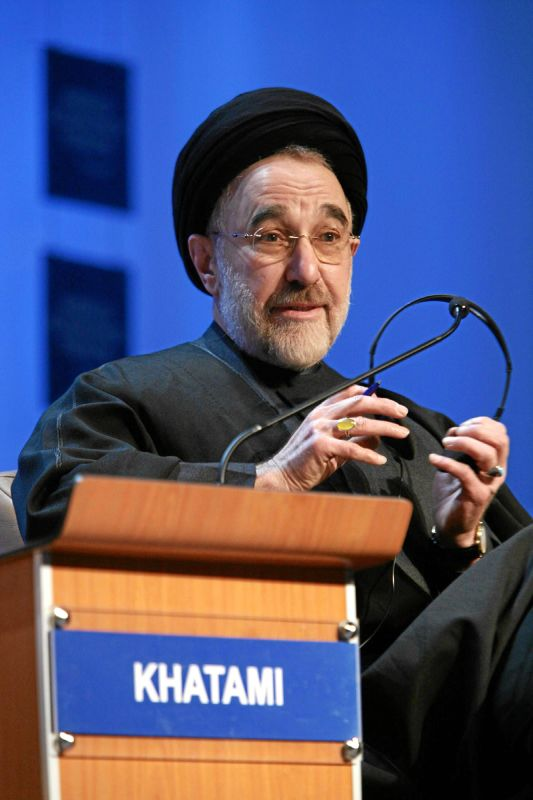
Mohammad Chātami

Von 1980 bis 1988 befand sich Iran im Ersten Golfkrieg, nachdem der Irak angegriffen hatte. Im Jahr 1988 ließ das theokratische Regime auf Weisung des obersten Führers Ajatollah Chomeini politische Gefangene in Massen hinrichten. Die anhaltende internationale Isolation Irans lockerte sich zeitweise Ende der 1990er Jahre. Mit dem überraschenden Wahlsieg Mohammad Chātamis bei den Präsidentschaftswahlen 1997 etablierte sich die politische Bewegung islamischer Reformer im iranischen Parlament. So gelang es Chātami zu Beginn seiner Amtszeit, eine Liberalisierung der nationalen Presse durchzusetzen. Die systemkritischen Stimmen bekamen dadurch (etwa Mashallah Shamsolvaezin in den Zeitungen Neshat und Asr-e Azadegan) ein öffentliches Organ, um ihrem Reformwillen Nachdruck zu verleihen.
Das Aufleben der Pressefreiheit dauerte nicht lange an. Der Wächterrat machte die Gesetze mit Verweis auf die Unverträglichkeit mit dem Islam rückgängig und blockierte fortan nahezu alle Reformversuche des Parlaments. Seither sehen sich die sogenannten Reformer mit großen Vertrauensverlusten in den reformwilligen Bevölkerungsgruppen konfrontiert. Die Enttäuschung über die Ohnmacht des Parlaments führte bei den Kommunalwahlen im Jahr 2003 zu einer sehr geringen Wahlbeteiligung (Landesschnitt 36 %, in Teheran 25 %) und zu einem klaren Sieg der konservativen Kräfte.

#### Präsidentschaft Ahmadineschads

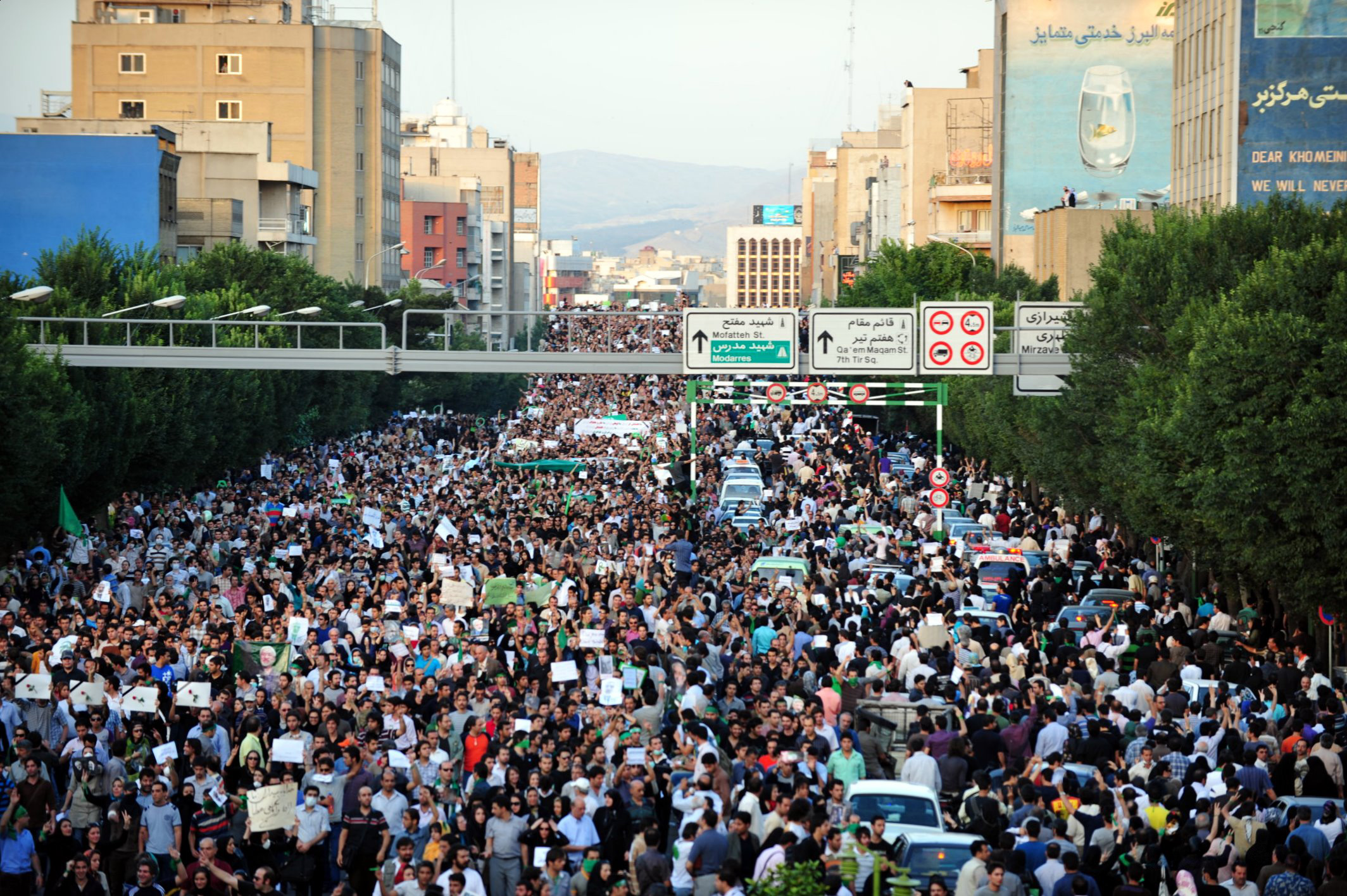
Großdemonstration in Teheran am 17. Juni 2009

Die Präsidentschaftswahl am 17. Juni 2005 setzte eine Zäsur, zumal Chātami nach zwei Amtszeiten nicht erneut kandidieren durfte. Durch die Wahl des konservativen Mahmud Ahmadineschad zum Präsidenten und seine konfrontative Außen- sowie repressive Innenpolitik nahm die internationale Isolation erneut zu. Insbesondere seine Wiederwahl im Jahr 2009, die von zahlreichen Manipulationsvorwürfen begleitet wurde, führte zu massiven Protesten im Land, die trotz gewaltsamer Niederschlagung auch friedlicher Demonstrationen vor allem gegen Ende 2009 weiter zunahmen. Dabei stand der volksnah auftretende und Subsidien verteilende Ahmadineschad zusätzlich mit noch radikaleren, radikal-orthodoxen religiösen Gruppen um die einflussreichen, eschatologischen Geistlichen Dschannati, Yazdi und den Ajatollah Ahmad Chatami in Konflikt, denen es mehrfach – auch mit Hilfe des Parlaments – gelang, Minister und Vertraute Ahmadineschads zum Rücktritt zu zwingen. Andere Minister blieben gegen den Willen des Präsidenten mit Unterstützung radikal-orthodoxer Kreise im Amt, konnten aber nicht ihre von Ahmadineschad gestützten Staatssekretäre entlassen. Die Geistlichen warfen Ahmadineschad vor, einen national-islamischen Kurs, statt eines islamischen Kurses zu verfolgen. Schüler dieser orthodoxen Geistlichen (Haghani-Schule in Ghom) besetzen zahlreiche Schlüsselposition im iranischen Militär und Geheimdienst.
Resultat der Konflikte waren Drohungen gegen Ahmadineschad und die Radikalisierung von Justiz, Exekutive und Legislative. So forderten Parlamentsabgeordnete 2011 den Tod der ebenfalls systemtreuen, bei den Präsidentschaftswahlen 2009 unterlegenen Oppositionskandidaten Mussawi und Karrubi, beide wurden gemeinsam mit ihren Ehefrauen unter offiziell nicht zugegebenen und illegalen Hausarrest gesetzt, was weltweit scharf kritisiert wurde. Der systemtreue ehemalige Präsident Ali Akbar Hāschemi Rafsandschāni verlor den einflussreichen Posten als Vorsitzender des Expertenrats an einen greisen Haghani-Vertreter. Die Vertrauten und Kinder des ehemals als „Richelieu der Iranischen Revolution“ bezeichneten Milliardärs wurden Objekt von mobbenden, gewaltsamen Basidsch-Ausschreitungen auf der Straße.
Ein weiteres Resultat dieser Radikalisierung war eine zunehmende internationale wirtschaftliche und politische Isolation, in deren Folge Privatvermögen eingefroren und Reiseverbote sowie weitere Sanktionen gegen zahlreiche hochrangige iranische Militärs, Polizisten, Richter und Staatsanwälte unter anderem durch die Europäische Gemeinschaft im April 2011 verhängt wurden.

#### Präsidentschaft Rohanis

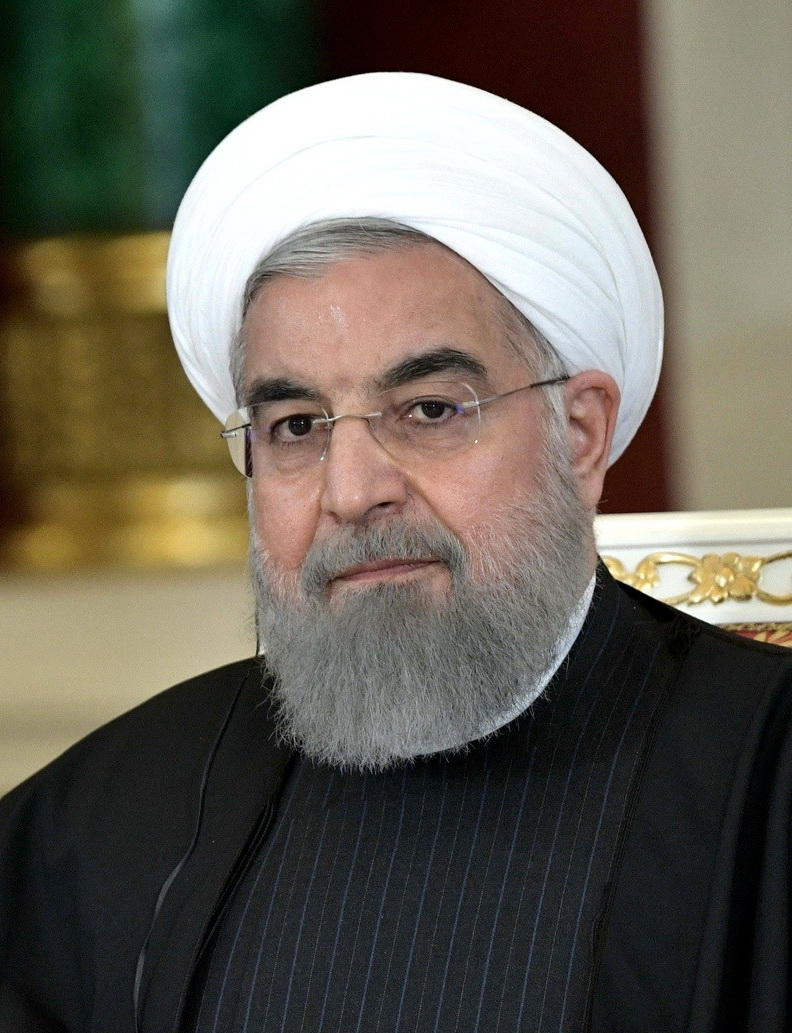
Hassan Rohani, 2017

Am 11. April 2013 gab Hassan Rohani, der für iranische Verhältnisse als moderat und politisch dem ehemaligen Präsidenten Rafsandschani nahestehend gilt, seine Kandidatur für die Präsidentschaftswahl im Juni 2013 bekannt. Er bekundete unter anderem die Absicht, eine Bürgerrechts-Charta einzuführen, die Wirtschaft wiederaufzubauen und die Zusammenarbeit mit der Weltgemeinschaft zu verbessern, also insbesondere die Isolation Irans und die Sanktionen, die zu einer verheerenden Wirtschaftskrise führten, aufgrund des Streits um das iranische Atomprogramm zu überwinden. Im Wahlkampf verteidigte Rohani vehement sein Vorgehen als Chefunterhändler und beharrte in einem TV-Interview darauf, dass es auch unter seiner Verhandlungsführung nie einen Stopp des Atomprogramms gegeben habe, der Ausbau des iranischen Atomprogrammes vielmehr erfolgreich vorangetrieben wurde. „Besonnenheit und Hoffnung“ sei das Motto der Regierung, die er bilden wolle. Nach den vorläufigen Angaben des Innenministeriums gewann Rohani mit 18.613.329 Stimmen (50,71 %) bereits in der ersten Runde die Wahl.
Kurz vor einem Besuch Rohanis bei der UN-Vollversammlung in New York am 25. September 2013 kündigte er gemeinsam mit dem obersten religiösen und politischen Führer Ali Chamenei an, dass sich die mit Ahmadineschad eng verbundene Islamische Revolutionsgarde künftig aus der Politik fernhalten solle. Zudem wurden um den 18. September 2013 rund ein Dutzend politische Gefangene vorzeitig aus der Haft entlassen, darunter die Menschenrechtsaktivistin Nasrin Sotudeh. Einige Beobachter werteten dies als ersten Ansatz Rohanis, sein Wahlversprechen umzusetzen, in Iran künftig mehr politische Freiheiten zuzulassen, gleichzeitig aber auch als Signal für die von Iran erhoffte Entspannung des Verhältnisses zum westlichen Ausland. In der Tat erreichte Rohani die Aufnahme direkter Gespräche zwischen den Vereinigten Staaten und Iran bezüglich des Atomstreits. Andere, wie Human Rights Watch, begrüßten zwar die Freilassungen, sahen darin aber nicht viel mehr als eine symbolische Geste, da weiterhin hunderte politische Gefangene in iranischen Gefängnissen säßen. Auch müsse das Regime dafür sorgen, dass die Freigelassenen nicht erneut Ziel der Sicherheitskräfte und der Justiz würden. Auch die iranische Friedensnobelpreisträgerin Shirin Ebadi und Amnesty International kritisierten die Menschenrechtsbilanz Rohanis und die stark gestiegene Zahl der Hinrichtungen scharf.

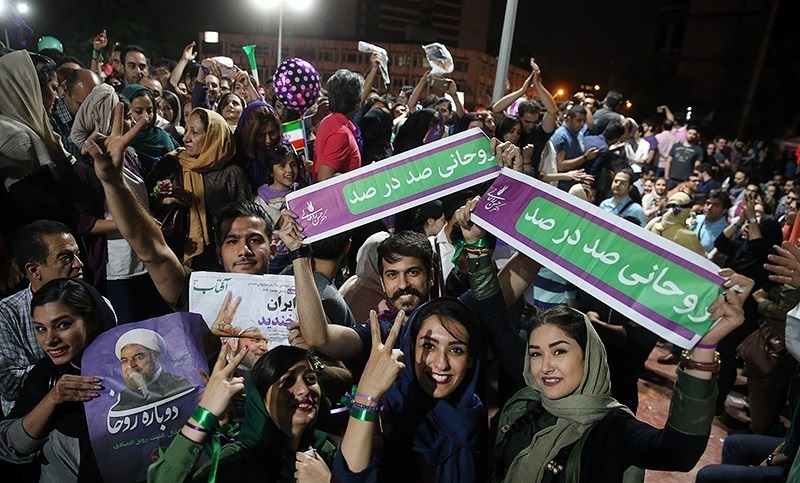
Feiern zur Präsidentschaftswahl 2017 (Die Farbe Lila, für Rohani stehend, trugen bereits bei seiner Wahl 2013 seine Anhänger)

Zwar zeigte Rohani nicht die exzessive israelfeindliche Rhetorik seines Vorgängers, vollzog inhaltlich jedoch keinen Wandel. So erklärte er anlässlich des al-Quds-Tags 2014, es könne für die Palästinenser keinen diplomatischen Ausweg, sondern nur den des Widerstands geben: „Was die Zionisten in Gaza machen (Operation Protective Edge), ist ein unmenschlicher Völkermord, daher muss die islamische Welt heute einheitlich ihren Hass und Widerstand gegen Israel erklären.“ Zudem verneinte er bei einem Podiumsgespräch auf dem 44. Jahrestreffen des Weltwirtschaftsforums Nachfragen des WEF-Gründers Klaus Schwab, ob er auch freundschaftliche Beziehungen zu Israel anstrebe, das von der Islamischen Republik Iran bisher nicht anerkannt wurde. Auch seine Betonung einer friedlichen Nutzung der Kernkraft sowie sein Angebot zur Vermittlung im syrischen Bürgerkrieg, in dem Iran auf Seiten Baschar al-Assads involviert ist, sorgten Mitte September 2013 für internationale Aufmerksamkeit. Kritische Stimmen bemerkten, Rohani tue so, „als sei er ein neutraler Beobachter“, obwohl Iran längst Kriegspartei ist.
Mit dem Abschluss des Vertrags über das Iranische Atomprogramm am 14. Juli 2015 mit den UN-Vetomächten und Deutschland erreichte die iranische Führung den Austritt Irans aus seiner internationalen Isolation und mit dem Abkommen von Wien am 16. Januar 2016 die Aufhebung der internationalen Sanktionen. Davon versprachen sich Iran wie auch westliche Wirtschaftsvertreter jeweils einen deutlichen Wachstumsschub für ihre Länder.
Bei der Präsidentschaftswahl am 19. Mai 2017 wurde Rohani wiedergewählt. Im Mai 2018 kündigte US-Präsident Donald Trump das Atom-Abkommen mit Iran auf und kündigte neue Sanktionen an. Der Schritt wurde von der EU, Russland und China kritisiert. Als Reaktion darauf zog sich Iran schrittweise aus dem Abkommen zurück und nahm 2019 die Urananreicherung wieder auf.
In Folge der gezielten Tötung von Qasem Soleimani durch US-amerikanische Streitkräfte im Irak zu Beginn des Jahres 2020 gab es eine mehrtägig verordnete Staatstrauer und mehrere Trauermärsche mit bis zu mehr als eine Million Teilnehmern. Dabei kam es zu einer Massenpanik bei einem Trauerzug in Kerman mit ca. 40 Toten und mehreren hundert Verletzten.

#### Proteste in Iran 2019/2020
Bei einer zweiwöchigen Unruhe im November 2019 (den gewalttätigsten Ausschreitungen seit 1979) wegen einer drastischen Benzinpreiserhöhung kamen laut zwei anonymen Insidern des iranischen Innenministeriums und der Nachrichtenagentur Reuters etwa 1500 Demonstranten ums Leben, da der Staat die Proteste gewaltsam niederschlagen ließ. Durch Scharfschützen der Sicherheitskräfte seien Genickschüsse auf hunderte von Demonstranten abgegeben worden. Nach Recherchen geht Amnesty International von 324 bekannten Toten durch die Proteste aus. Die iranische Regierung wies die Angaben von Amnesty als grundlose Behauptungen zurück. Das Internet im Land war während der Ausschreitungen für einige Tage auf staatliche Anordnung hin zumindest teilweise gesperrt, um die Verbreitung von Informationen über die Proteste zu verhindern. Der Internet-Blackout dauerte etwa fünf Tage an.
Die ersten regimekritischen Proteste seit 2009, an denen die Mittelschicht teilnahm, fanden im Januar 2020 auf dem Gelände der Amirkabir-Universität in Teheran statt. Die Studenten riefen „Reformer, Konservative, das Spiel ist aus!“ Am 11. Januar gingen Tausende in Teheran auf die Straße und riefen „Arbeiter, Studenten, wir sind eine Einheit!“ und am nächsten Tag hatten sich noch mehr Demonstranten, auch in anderen iranischen Städten, auf allen Azadi-Plätzen (von azadi „Freiheit“) versammelt, wo auch „Tod dem Diktator“ und „Wir wollen keine Herrschaft der Revolutionsgarde“ zu hören war.

#### Präsidentschaft Raisis 2021–2024: erneute Proteste und internationale Konflikte
Vom 3. August 2021 bis zu seinem Tod am 19. Mai 2024 durch einen Hubschrauberabsturz nahe der Stadt Varzaqan war der als ultrakonservativ geltende Ebrahim Raisi Präsident Irans.
Von September 2022 bis ins Jahr 2023 hinein kam es nach dem vermutlich durch Polizeigewalt verursachten Tod von Jina Mahsa Amini zu landesweiten Protesten, bei denen Stand November 2022 mehr als 400 Demonstranten durch staatliche Gewalt getötet wurden. Die vielen politisch motivierten Festnahmen und Todesurteile, auch gegen Doppelstaatsbürger, sorgten für die Verschlechterung der Beziehungen zu vielen Staaten weltweit.
Mitte Januar 2024 griff Iran innerhalb von weniger als 24 Stunden mit Drohnen und Raketen Orte in Syrien, Kurdistan im Nordirak und Pakistan an. Die Regierung erklärte, dass der Beschuss in der syrischen Provinz Idlib der Terrororganisation Islamischer Staat gegolten habe, der von Erbil in Kurdistan einem Quartier des israelischen Geheimdienstes Mossad und der Beschuss in Pakistan der Separatistengruppe Jaish ul-Adl. Nach Angaben von Irak und Pakistan wurden dabei Zivilisten getötet; beide Staaten zogen ihre Botschafter aus Iran ab. Pakistan erwiderte zudem die Raketenangriffe und erklärte, damit in der iranischen Provinz Sistan-Balutschistan Terroristen getötet zu haben.

#### Präsidentschaft Peseschkians seit 2024
Nach Raisis Unfalltod wurde Massud Peseschkian im Juli 2024 Präsident von Iran. Der als vergleichsweise moderat geltende Politiker hatte sich in einer Stichwahl gegen einen Hardliner durchgesetzt.

## Politik
Der iranische Staat ist in seiner heutigen Form einzigartig in der Welt und lässt sich von der vergleichenden Politikwissenschaft in keine der gängigen Kategorien einordnen. Er trägt Elemente theokratischer, totalitärer, posttotalitärer und autoritärer, aber auch demokratischer Systeme in sich. Da die demokratischen Strukturen aber überwiegend nur formell existieren, gilt die islamische Republik als Scheindemokratie.
Die heutige Staatsform Irans geht maßgeblich auf die der Ajatollahs Ruhollah Chomeini und Morteza Motahhari zurück und basiert auf dem islamischen Glaubensgrundsatz, dass der menschliche Wille abhängig vom Willen Gottes sei und wahre Freiheit im Gehorsam gegenüber Gott und seinem göttlichen Gesetz liege. Die diesem Grundsatz zugesprochene universelle Gültigkeit überträgt sich entsprechend auf die entwickelte Staatsphilosophie: das Glück der Völker und der Gesellschaften sei nur durch die Befolgung dieser für alle Länder gleichermaßen gültigen göttlichen Gesetze erreichbar.
Da in den Augen Chomeinis nur Gott die Autorität zur Gesetzgebung hat, lehnte er ein gesetzgebendes Parlament nach westlichem Vorbild strikt ab. Der Mensch dürfe die Gesetze Gottes nicht verfälschen, Widerstand gegen oder Kritik an diesen Gesetzen sei Blasphemie. In der Konsequenz propagierte er ein Programmierungsparlament. Die Exekutive göttlich gegebener Gesetze obliege in Chomeinis Staatswesen dem legitimen Führer der muslimischen Gemeinschaft, nach dem schiitischen Bekenntnis also dem Propheten Mohammed und den rechtgeleiteten Imamen. In Abwesenheit des der Welt entrückten zwölften Imams, an dessen Rückkehr die Schiiten glauben, soll ein profunder Kenner des göttlichen Gesetzes, also ein schiitischer Rechtsgelehrter, die Vertretung des Imams ausüben. Dieses System, das Chomeini Statthalterschaft der Rechtsgelehrten nannte, verleiht dem obersten Rechtsgelehrten an der Spitze des Staates göttliche Legitimität und verpflichtet damit die Subjekte des Staates zu Gehorsam.

### Regierungssystem

Regierungssystem Irans – Herrschaft des Religionsführers

Das höchste und mächtigste Amt im heutigen iranischen Staat ist der Religionsführer, der im Deutschen synonym auch als Oberster oder Herrschender Rechtsgelehrter, geistlicher Führer oder religiöser Führer bezeichnet wird; im Persischen ist die Bezeichnung Rahbar geläufig. Er regiert laut Artikel 5 der Verfassung als Stellvertreter des erwarteten Imams Muhammad al-Mahdī; mit dieser religiösen Legitimierung verfügt er über fast uneingeschränkte Macht: er definiert die Politik des Staates (als Gottesstaat) und überwacht deren Ausführung, er ist Oberbefehlshaber der Streitkräfte und erklärt als solcher Krieg und Frieden, er ernennt den vom Volk gewählten Präsidenten und kann ihn unter gewissen Umständen absetzen. Nicht zuletzt ernennt er den obersten Richter, den obersten Staatsanwalt und die Oberbefehlshaber der Sicherheits- und Ordnungskräfte. Der Religionsführer wird nicht vom Volk, sondern vom Expertenrat für eine unbestimmte Zeit ernannt und kann von diesem theoretisch auch wieder abgesetzt werden. Bisher gab es nur zwei Amtsinhaber: Ali Chamenei folgte im Jahre 1989 auf Ruhollah Mussawi Chomeini.
Das zweithöchste Amt ist der Staatspräsident. Er ist der Leiter der Exekutive und ernennt die Regierungsmitglieder, die jedoch vom Parlament bestätigt werden müssen. Der Präsident leitet die Regierungsarbeit, koordiniert die Entscheidungen der Minister und ist für diese dem Parlament und dem Religionsführer gegenüber verantwortlich. Alle Fragen, die die islamische Führung direkt betreffen, sind jedoch Angelegenheiten des Religionsführers; diese Regelung kann dazu herangezogen werden, die Befugnisse des Staatspräsidenten nach Belieben zugunsten des Religionsführers zu beschneiden. Der Präsident wird in allgemeinen Wahlen für eine vierjährige Amtszeit bestimmt und kann nur einmal wiedergewählt werden. Aktueller Amtsinhaber ist seit 2024 Massud Peseschkian. Das Amt des Ministerpräsidenten wurde im Rahmen der Verfassungsänderung von 1989 abgeschafft.
Der Wächterrat ist eine sehr mächtige Institution aus zwölf Mitgliedern, von denen sechs vom Religionsführer ernannt und weitere sechs vom Leiter der Judikative vorgeschlagen und vom Parlament gewählt werden. Seine Aufgabe besteht darin, jedes Gesetz auf Konformität mit dem Islam zu prüfen und gegebenenfalls zurückzuweisen. Darüber hinaus hat der Wächterrat die Interpretationshoheit über die Verfassung und prüft jeden Kandidaten zu Parlaments-, Präsidentschafts- oder Expertenratswahlen auf seine Eignung. Kandidaten, die der Wächterrat nicht zulässt, sind von den Wahlen automatisch ausgeschlossen. Somit hat der Wächterrat direkten Einfluss auf die Gesetzgebung und den Ausgang der Wahlen; seine Rolle ist ein ständiger Streitpunkt zwischen den konservativen und reformorientierten Kräften des Landes. Der Expertenrat ist ein Gremium von 86 Geistlichen, die teils ständige Mitglieder sind und teils für 8 Jahre direkt vom Volk gewählt werden. Es hat die Aufgabe, den Religionsführer zu wählen; ansonsten tritt es zusammen, um über Gesetzesvorschläge des Parlaments zu beraten, die die Verfassung verletzen.
Der Schlichtungsrat, auch Feststellungsrat genannt, ist ein Gremium, in dem Vertreter des Wächterrates, der Exekutive, Judikative und Legislative sowie sonstige vom Religionsführer direkt ernannte Mitglieder sitzen. Seine Aufgabe ist das Beraten des Religionsführers einerseits, andererseits vermittelt er zwischen dem Parlament und dem Wächterrat, wenn der Wächterrat einen Gesetzesvorschlag als den Islam oder die Verfassung verletzend bewertet, und das Parlament den Vorschlag nicht ändern kann.
In der Islamischen Konsultativen Versammlung, also dem Madschles genannten Parlament Irans, werden Sachfragen diskutiert, Budgets aufgestellt und verabschiedet, die Berichte der Regierung geprüft, Gesetzesvorschläge ausgearbeitet, Referenden beschlossen und Untersuchungen angestellt. Das Parlament hat 290 Abgeordnete, die alle vier Jahre in allgemeinen Wahlen bestimmt werden. Kandidaten zur Parlamentswahl müssen vom Wächterrat genehmigt werden.
Somit kann von einer Gewaltenteilung nicht die Rede sein; Artikel 57 der iranischen Verfassung bestimmt, dass Legislative, Exekutive und Judikative dem Religionsführer unterstellt sind, dessen Meinung in allen Fragen ausschlaggebend ist. Dadurch, dass der Religionsführer den Wächterrat direkt und indirekt über den von ihn bestimmten Vorsitzenden der Judikative bestimmt, der Wächterrat die Kandidaten für den Expertenrat zulässt, und der Expertenrat wiederum den Religionsführer wählt, entsteht ein Machtkreislauf, der sich innerhalb der Geistlichkeit abspielt und der vom Rest der Gesellschaft entkoppelt ist.

### Politische Lager
Anders als in den meisten Staaten gibt es in der Islamischen Republik Iran keine Parteien, die über eine längere Zeit bestehen und politische Positionen vertreten. Es gibt jedoch verschiedene Lager oder Strömungen, die sich ständig in intensiven Machtkämpfen befinden. Die Grenzen zwischen diesen informellen Lagern sind hierbei verschwommen. Nicht jeder politische Akteur kann einem dieser Lager exakt zugeordnet werden. Politiker wechseln auch häufig die Lager. Beobachter unterscheiden meist zwischen vier großen Lagern:
- Das konservative Lager steht für die Herrschaft durch den Klerus, die Erhaltung der Errungenschaften der Revolution, wirtschaftliche Autarkie sowie Betonung islamischer Werte und des islamischen Lebensstils. Zu diesem Lager zählen zahlreiche hochrangige Kleriker wie Ajatollah Mahdavi-Kani, Makarem-Schirazi oder die bereits verstorbenen Abbas Vaez-Tabasi und Ali Meschkini sowie Vertreter der traditionellen Wirtschaft Irans (Bazaris). Es kontrolliert den Wächterrat, den Expertenrat und die Freitagsgebete. Auch der religiöse Führer steht ihm nahe und besetzt Posten meist mit Kandidaten aus diesem Lager. Seine Kandidaten werden von der unteren Mittelklasse, dem niederen Klerus und den Basar-Kaufleuten gewählt.[295][296]
- Das reformorientierte Lager befürwortet mehr persönliche Freiheiten, die Vereinbarkeit von Demokratie und Islam, eine liberalere Kulturpolitik und die Öffnung gegenüber dem Ausland im Rahmen des Dialoges der Zivilisationen. Es wird von der städtischen Mittelschicht unterstützt und erreichte in den 1990er Jahren eine Mehrheit im Parlament sowie die Präsidentschaft; seine Bemühungen werden jedoch regelmäßig vom konservativen Lager, besonders dem religiösen Führer, geblockt. Seit den Protesten nach der Parlamentswahl von 2009 hat es an Einfluss verloren. In ihrem Zentrum steht der frühere Präsident Mohammad Chātami.[295][296] Trotz seinen Bemühungen um Reformen gilt es als stabilisierend für das Regime, weil es als legales Sammelbecken für Gegner des Regimes, vor allem der Jugend, fungiert.[297]
- Das pragmatische Lager steht für eine liberale Wirtschaftspolitik und Öffnung in Richtung Westen. Zu diesem Lager werden Vertreter der Privatwirtschaft, des Kapitals und der Ölwirtschaft gezählt. Während es in wirtschaftlichen Fragen den Reformern nahesteht, vertritt es in kulturellen und gesellschaftlichen Punkten konservative Positionen. Der bedeutendste Vertreter dieses Lagers war der mittlerweile verstorbene Ali Akbar Hāschemi Rafsandschāni.[295][296]
- Das prinzipalistische Lager steht für absolutes Festhalten am Prinzip der Welāyat-e Faqih. Es vertritt populistische Positionen wie Gerechtigkeit, Rechte der Armen und der Landbevölkerung sowie einen neuen Nationalismus. Zu diesem Lager zählen zahlreiche Politiker aus der Generation, die im Irak-Iran-Krieg gekämpft hat wie der frühere Präsident Mahmud Ahmadineschad oder Akteure wie Ali Laridschani und Said Dschalili, aber auch Fundamentalisten wie Ajatollah Mesbah Yazdi. Es verhalf den Revolutionsgarden zu großem wirtschaftlichen und politischen Einfluss. Dem westlichen Ausland steht es skeptisch gegenüber. Ihre Kandidaten werden von der armen Stadtbevölkerung und auf dem Land gewählt.[295][296]

Diese politischen Lager vertreten innerhalb des systemtreuen Spektrums sehr unterschiedliche Ansichten und Ziele, was bei Wahlen zu hohen Wahlbeteiligungen führt. Spieler außerhalb dieser systemtreuen Bandbreite gelangen jedoch ins politische Abseits, dies galt besonders für zahlreiche reformorientierte Politiker nach den Protesten von 2009. Die Tendenz, dass sich ein wachsender Teil der Gesellschaft, besonders der Jugend, von niemandem innerhalb der systemtreuen Kräfte vertreten fühlt, ist eine potentielle Quelle für Instabilität.

### Gesetzgebung
Das iranische Einkammer-Parlament (Islamischer Konsultativrat; persisch Madschles-e Schora-ye Eslami) besteht aus 290 Abgeordneten, die in allgemeinen, direkten und geheimen Wahlen für eine 4-jährige Amtszeit gewählt werden. Wegen der Auswahl des Wächterrates wird das Parlament (außer von 2000 bis 2003) von den islamisch-konservativen Kräften dominiert. Bei Parlamentswahlen werden keine Parteien, sondern Personen gewählt. Voraussetzungen für die Wahl zum Parlamentsabgeordneten sind: ein Alter von 30 bis 75 Jahren, Glaube und aktives Bekenntnis zum Islam (von den Angehörigen religiöser Minderheiten wird ein Bekenntnis zu ihrer Religion verlangt), zur Verfassung und zum Prinzip des Velayat-e Faqih (Statthalterschaft der Rechtsgelehrten), geeignete physische Verfassung und ein akademischer Grad im Range eines Masters, ersatzweise eines Bachelors plus beruflicher und akademischer Praxis. Als Ausschlusskriterien für eine Kandidatur gelten: Aktive Rolle im vorislamischen System, Großgrundbesitzertum, Mitgliedschaft in illegalen Gruppen, Verurteilungen wegen staatsfeindlicher Aktivitäten, Drogenabhängigkeit oder Drogenhandel, Personen, die nach religiösem Recht verurteilt wurden (es sei denn, sie hätten bereut) und für Ausschweifungen bekannte Personen. Die religiösen Minderheiten können folgende Anzahl Parlamentsabgeordneter entsenden: Zoroastrier und Juden jeweils einen Abgeordneten, assyrische und chaldäische Christen gemeinsam einen Abgeordneten und armenische Christen jeweils einen Abgeordneten aus dem Norden und Süden des Landes. Wahlberechtigt sind geistig gesunde Bürger über 18 Jahren. Das Parlament hat, wie die Regierung, legislatives Initiativrecht. Der Präsident muss für sein Kabinett ein Vertrauensvotum seitens des Parlamentes erlangen, bevor er irgendwelche Maßnahmen ergreift. Die Sitzungen des iranischen Parlamentes sind, ausgenommen im Notstand, öffentlich.

### Justizsystem
Durch die Islamische Revolution ist Ende März 1979 das islamische Recht, die Scharia, als Gesetzesgrundlage eingeführt worden. Da die Scharia in islamischen Ländern niemals kodifiziert worden ist, obliegt die Rechtspflege und Fortentwicklung der Jurisprudenz in einer Art Fallrechtssystem, basierend auf dem iranischen Strafgesetzbuch und dem iranischen Familienrecht.
In Bezug auf die Gewaltenteilung wirkte sich die Tätigkeit des ersten Obersten Richters nach der Revolution, Sadegh Chalchali, äußerst negativ aus. Bis heute gibt es keine Gewaltenteilung in Iran, der Religionsführer hat weitreichende Befugnisse. Justizminister Irans ist seit 2013 der konservative Kleriker Mostafa Pour-Mohammadi, der auf Sadegh Laridschani folgte.

#### Prozesse und Verfahren
Amnesty International kritisiert weiter die iranischen Gerichte bzw. Sondergerichte wegen Nichteinhaltung der internationalen Standards für faire Verfahren. Folter und Misshandlungen an Gefangenen sind üblich. Aufsehen erregte 2006 die Forderung der kanadischen Regierung an Deutschland, den iranischen Generalstaatsanwalt Said Mortasawi in Frankfurt auf dem Flughafen bei seinem Rückflug von Genf festnehmen zu lassen, weil ihm direkte Verwicklungen in den Mordfall der iranischstämmigen kanadischen Journalistin Zahra Kazemi vorgeworfen werden.
Kazemi war im Teheraner Evin-Gefängnis bei Verhören unter anderem mit Mortasawi zu Tode gekommen. Said Mortasawi war iranischer Vertreter bei dem in Genf tagenden Menschenrechtsrat der Vereinten Nationen. Zusammen mit dem Chef des iranischen Justizapparats – Mahmud Haschemi Schahrudi – und dem Sicherheitschef des Evin-Gefängnisses, Mohammed Bachschi, gilt Mortasawi als Verantwortlicher für die Behinderung einer freien Berichterstattung in Iran und für massive Menschenrechtsverletzungen und Folter im Teheraner Evin-Gefängnis, das schon zu Zeiten der gestürzten Schah-Regierung als Foltergefängnis galt.
Anfang November 2022 forderte das Auswärtige Amt alle deutschen Staatsbürger zur Ausreise aus dem Land auf: „Für deutsche Staatsangehörige besteht die konkrete Gefahr, willkürlich festgenommen, verhört und zu langen Haftstrafen verurteilt zu werden“.

#### Haftanstalten
Das Evin-Gefängnis gilt neben dem Ghasar-Gefängnis und dem Towhid-Gefängnis schon seit der Regierungszeit von Schah Mohammad Reza Pahlavi, aber auch nach dessen Sturz unter der Führung Chomeinis und Chamene’is als Foltergefängnis. Nach Aussage der ehemaligen Insassin Marina Nemat, die über zwei Jahre im Evin-Gefängnis inhaftiert war, überlebte von ihren Zellengenossinnen im Trakt 246 keine die Haft. Nach Angaben Nemats war der Trakt, in dem zu Schah-Zeiten 50 Personen einsaßen, während ihrer Haftzeit mit 650 Frauen belegt. Im Kahrisak-Gefängnis südlich von Teheran starben während der Wahlunruhen 2009 drei Menschen. Nach einem Artikel in der linken Zeitung Jungle World kam es nach diesen Unruhen zur massenweisen Vergewaltigung von jungen Frauen und Männern in den Gefängnissen des Regimes. Nachdem mit Mohsen Rouhalamini, der ebenfalls dort festgesetzt worden sein soll, auch der Sohn eines prominenten Konservativen getötet wurde, protestierten konservative Politiker. In der Folge ließ Staatsoberhaupt Chamenei das Gefängnis schließen. Gegen zwei Gefängniswärter des Kahrisak-Gefängnisses wurde später die Todesstrafe verhängt, insgesamt kamen 12 Beamte nach den brutalen Misshandlungen bei den Protesten gegen die Präsidentschaftswahlen vor Gericht, von denen neun zu Haft- und Prügelstrafen verurteilt wurden. Ein parlamentarisch berufenes Komitee machte in seinem Bericht Anfang 2010 den damaligen Generalstaatsanwalt Teherans, Said Mortasawi, für die Vorfälle verantwortlich.
Generell verweisen Oppositionsgruppen immer wieder auf die menschenunwürdigen Zustände in iranischen Haftanstalten. So auch bezüglich der Haftanstalt Vakilabad in der nordöstlichen Stadt Maschhad. In dem Zuchthaus sei es zu Massenhinrichtungen gekommen; die Haftbedingungen – darunter schwere Folterungen – wurden in einem Bericht des UN-Generalsekretärs am 14. März 2011 beschrieben. Zu Gruppenexekutionen ist es auch in den Gefängnissen von Birdschand und Taibad gekommen. Menschenrechtsaktivisten in Maschhad werfen Ermittlungsbeamten körperliche Misshandlungen und schwere Folter in Haftanstalten vor, um von Häftlingen Geständnisse zu erlangen, die dann bei ihrer Verurteilung oft der einzige Schuldbeweis seien.
In Gefängnissen kommt es nach wie vor (Stand November 2022) systematisch zu Vergewaltigungen.

#### Todesstrafe
→ Siehe auch: Todesstrafe#Iran

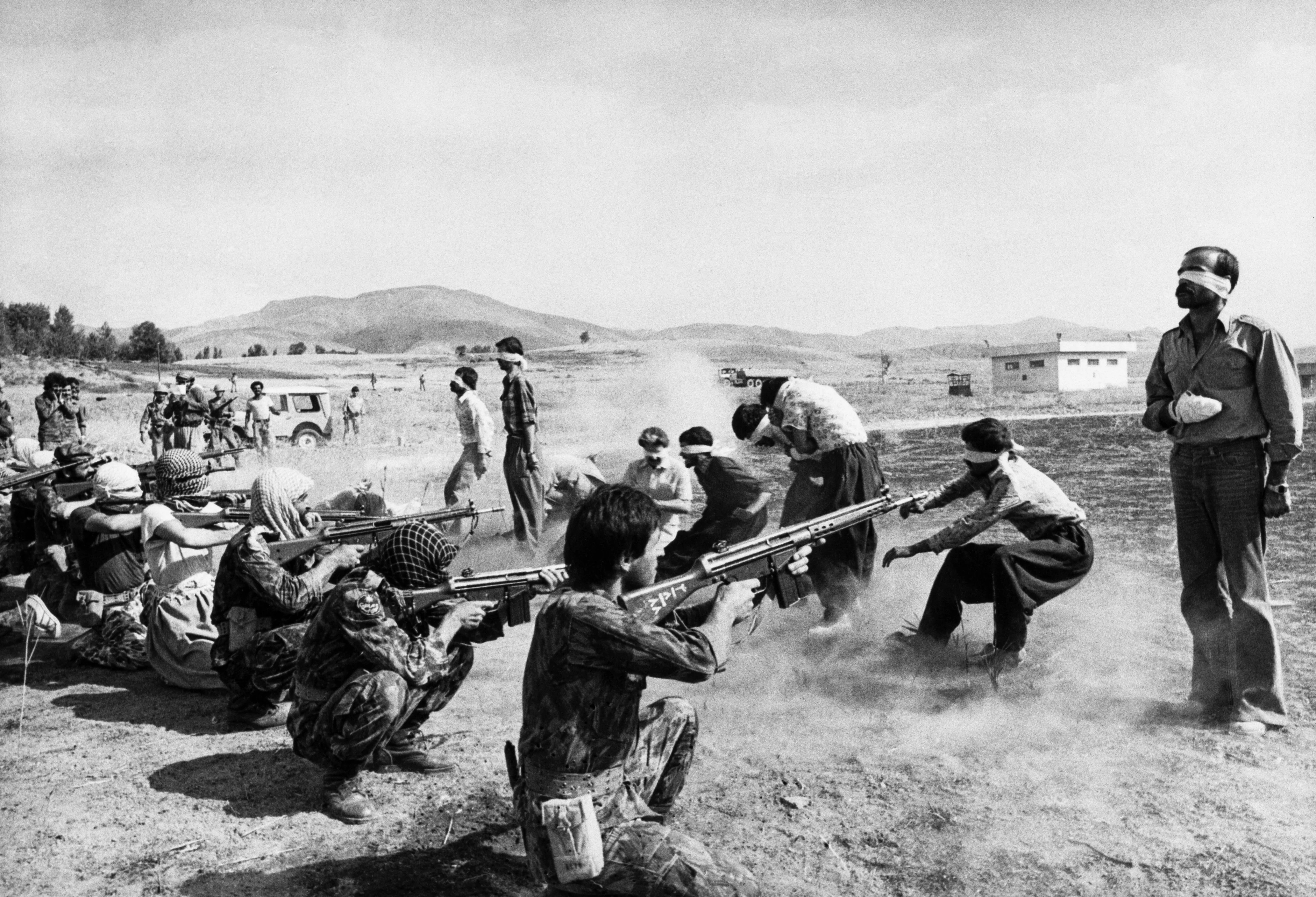
Ein Erschießungskommando der Revolutionsgarde am Flughafen Sanandaj im Jahr 1979. Der iranische Fotograf Jahangir Razmi gewann mit dieser Aufnahme den Pulitzer-Preis.

Iran ist nach einer kurzen Phase zurückgehender Hinrichtungszahlen seit mehreren Jahren (Stand 2017) gemessen an der Bevölkerungszahl das Land mit den meisten Hinrichtungen weltweit. In absoluten Zahlen rangiert es an zweiter Stelle nach China. Vor allem in den Jahren nach der Islamischen Revolution von 1979 wurden die heutigen Hinrichtungszahlen noch weit übertroffen. So wurden in Massenexekutionen mehrere tausend politische Gefangene hingerichtet, meist ohne faires Verfahren und ein Teil von ihnen trotz der Verurteilung zu einer Haftstrafe. Im Jahresbericht von 1985 spricht Amnesty International von insgesamt 6108 Hinrichtungen zwischen Februar 1979 und Ende 1984. In einem Bericht von 1990 konstatierte Amnesty International tausende Hinrichtungen nach häufig willkürlicher Inhaftierung zwischen 1987 und 1990. Allein zwischen Juli 1988 und Januar 1989 seien über 2000 politische Gefangene exekutiert worden, viele von ihnen wegen gewaltloser Aktivitäten inhaftiert. Regelmäßig weist Amnesty International darauf hin, dass die in den Jahresberichten angegebenen Zahlen als untere Grenze zu verstehen sind. Insbesondere die Exekutionen politischer Gefangener würden häufig geheim gehalten und seien so nur schwer vollständig erfassbar. Immer wieder kam es zu Gruppen- und Massenhinrichtungen, ein rechtsstaatlicher Prozess sei daher nicht gewährleistet; zur Verurteilung führende „Geständnisse“ würden zum Teil durch Folter erzwungen.
Die Familien ermordeter Personen entscheiden, ob die Todesstrafe gegen den Täter vollstreckt wird. Sie haben ein Recht auf Vergeltung, können den zum Tode Verurteilten aber auch begnadigen und Vergeltungszahlungen mit ihm aushandeln. Entscheiden sich die Familien für die Todesstrafe, haben sie die Pflicht, an der Hinrichtung teilzunehmen. In einigen Regionen müssen sie den Tod zudem selbst herbeiführen. In den meisten Fällen entschied sich die Familie für eine „Vergebung“, also eine Begnadigung.
Die Todesstrafe kann in Iran für Mord, verschiedene Drogendelikte, „politische Vergehen“, Prostitution, Ehebruch und „Verstöße gegen Moral“ bzw. „Verdorbenheit auf Erden“ sowie Gotteslästerung verhängt werden. Auch für Apostasie (Abfall vom Islam) wurde und wird die Todesstrafe vollstreckt. 2011 wurde die Todesstrafe am häufigsten (81 %) wegen Drogenhandels, Gotteslästerung (4,3 %) und Vergewaltigung (4,1 %) vollzogen. Dabei ist Hängen als Hinrichtungsart üblich, 53 der 753 Verurteilten wurden 2014 öffentlich hingerichtet. Erschießung, Enthauptung, Steinigung und (theoretisch) die Kreuzigung sind nach dem iranischen Strafgesetzbuch möglich; Abseits der Todesstrafe werden nach wie vor Strafen wie die Amputation von Gliedmaßen, die Prügelstrafe und das Ausstechen der Augen verhängt.
Iran Human Rights (IHR) weist darauf hin, dass die meisten Todesurteile seit 1979 durch das Islamische Revolutionsgericht verhängt und vollstreckt wurden, im Jahr 2016 64 % der Hinrichtungen und mehr als 3200 Hinrichtungen seit 2010. Die dortigen Verfahren sind weniger transparent als bei öffentlichen Gerichten und Amtsmissbrauch durch die Richter des Revolutionsgerichtes ist verbreitet. Verfahren an diesen Gerichten dauern häufig weniger als 15 Minuten, es gibt kein Recht auf selbstgewählte Anwälte und Verurteilungen basieren regelmäßig auf durch Folter erzwungenen Geständnissen.
Auch Jugendliche unter 18 Jahren werden in Iran zum Tode verurteilt und hingerichtet, obwohl der Staat den UN-Zivilpakt unterzeichnet hat, der dies verbietet (vgl. unten). Teilweise wird die Vollstreckung des Urteils bis zum Erreichen der Volljährigkeit aufgeschoben. Seit der Islamischen Revolution wurden zudem über 4000 homosexuelle Männer öffentlich hingerichtet.
Nur selten werden Exekutionen auf internationalen Druck hin gestoppt bzw. verschoben. Auch Ausländer werden hingerichtet, insbesondere weil Iran doppelte Staatsbürgerschaften nicht anerkennt und so konsularische Hilfe verhindert. So wurde beispielsweise die aus Iran stammende Niederländerin Sahra Bahrami im Januar 2011 durch Hängen hingerichtet. Die Hinrichtung des Deutsch-Iraners Jamshid Sharmahd am 28. Oktober 2024 führte in Deutschland zu erheblicher Empörung. Bereits 2010 hatte der damalige stellvertretende Außenminister Hassan Ghaschghavi erklärt, dass das islamische System an der Hinrichtungspraxis festhalten wird:

„Wir leben in einem islamischen Land und wir handeln nach den Regeln des Korans. Selbst wenn wir hunderttausend Menschen exekutieren müssen, werden wir mit der Durchsetzung dieser Regeln fortfahren.“

Die jährliche Entwicklung der Anzahl vollstreckter Todesstrafen in der Islamischen Republik Iran wird wie folgt von den Vereinten Nationen (für den Zeitraum 2004 bis Ende 2015) sowie in nur leichter Abweichung von Amnesty International (zwischen 1979 und 2016) und dem Iranischen Menschenrechts-Dokumentationszentrum (IHRDC, von 2011 bis 2015) dokumentiert – eine hohe Dunkelziffer wird durchgängig vermutet:
Mindestanzahl der Hinrichtungen pro Jahr:
Quellen:
1. 1979 bis 2003: Amnesty International Jahresberichte Iran (für das Jahr 1998 existiert kein Bericht, die Zahl für 1979 beruht auf Schätzungen)
2. 2004 bis 2014: Iran Human Rights (IHR), März 2016
3. 2014 bis 2015: UN-Bericht zur Lage der Menschenrechte in der Islamischen Republik Iran
3. 2008 bis 2022: Amnesty International 
| Hinrichtungen in der Islamischen Republik Iran, 1979–2022 | Hinrichtungen in der Islamischen Republik Iran, 1979–2022 | Hinrichtungen in der Islamischen Republik Iran, 1979–2022 | Hinrichtungen in der Islamischen Republik Iran, 1979–2022 | Hinrichtungen in der Islamischen Republik Iran, 1979–2022 |
| --- | --------------------------------------------------------- | --------------------------------------------------------- | --------------------------------------------------------- | --------------------------------------------------------- |
| Jahr |                                                           |                                                           | Hinrichtungen                                             |                                                           |
| 2022 | 2022                                                      |                                                           | mehr als 576                                              | mehr als 576                                              |
| 2021 | 2021                                                      |                                                           | 314                                                       | 314                                                       |
| 2020 | 2020                                                      |                                                           | 246                                                       | 246                                                       |
| 2019 | 2019                                                      |                                                           | mehr als 251                                              | mehr als 251                                              |
| 2018 | 2018                                                      |                                                           | 253                                                       | 253                                                       |
| 2017 | 2017                                                      |                                                           | 507                                                       | 507                                                       |
| 2016 | 2016                                                      |                                                           | 567                                                       | 567                                                       |
| 2015 | 2015                                                      |                                                           | 969                                                       | 969                                                       |
| 2014 | 2014                                                      |                                                           | 753                                                       | 753                                                       |
| 2013 | 2013                                                      |                                                           | 687                                                       | 687                                                       |
| 2012 | 2012                                                      |                                                           | 580                                                       | 580                                                       |
| 2011 | 2011                                                      |                                                           | 676                                                       | 676                                                       |
| 2010 | 2010                                                      |                                                           | 546                                                       | 546                                                       |
| 2009 | 2009                                                      |                                                           | 402                                                       | 402                                                       |
| 2008 | 2008                                                      |                                                           | 350                                                       | 350                                                       |
| 2007 | 2007                                                      |                                                           | 317                                                       | 317                                                       |
| 2006 | 2006                                                      |                                                           | 177                                                       | 177                                                       |
| 2005 | 2005                                                      |                                                           | 94                                                        | 94                                                        |
| 2004 | 2004                                                      |                                                           | 99                                                        | 99                                                        |
| 2003 | 2003                                                      |                                                           | 108                                                       | 108                                                       |
| 2002 | 2002                                                      |                                                           | 113                                                       | 113                                                       |
| 2001 | 2001                                                      |                                                           | 139                                                       | 139                                                       |
| 2000 | 2000                                                      |                                                           | 75                                                        | 75                                                        |
| 1999 | 1999                                                      |                                                           | 165                                                       | 165                                                       |
| 1998 | 1998                                                      |                                                           | k. A.                                                     | k. A.                                                     |
| 1997 | 1997                                                      |                                                           | 143                                                       | 143                                                       |
| 1996 | 1996                                                      |                                                           | 110                                                       | 110                                                       |
| 1995 | 1995                                                      |                                                           | 47                                                        | 47                                                        |
| 1994 | 1994                                                      |                                                           | 139                                                       | 139                                                       |
| 1993 | 1993                                                      |                                                           | 93                                                        | 93                                                        |
| 1992 | 1992                                                      |                                                           | 330                                                       | 330                                                       |
| 1991 | 1991                                                      |                                                           | 775                                                       | 775                                                       |
| 1990 | 1990                                                      |                                                           | 750                                                       | 750                                                       |
| 1989 | 1989                                                      |                                                           | 1500                                                      | 1500                                                      |
| 1988 | 1988                                                      |                                                           | 1342                                                      | 1342                                                      |
| 1987 | 1987                                                      |                                                           | 158                                                       | 158                                                       |
| 1986 | 1986                                                      |                                                           | 115                                                       | 115                                                       |
| 1985 | 1985                                                      |                                                           | 470                                                       | 470                                                       |
| 1984 | 1984                                                      |                                                           | 661                                                       | 661                                                       |
| 1983 | 1983                                                      |                                                           | 399                                                       | 399                                                       |
| 1982 | 1982                                                      |                                                           | 624                                                       | 624                                                       |
| 1981 | 1981                                                      |                                                           | 2616                                                      | 2616                                                      |
| 1980 | 1980                                                      |                                                           | 700                                                       | 700                                                       |
| 1979 | 1979                                                      |                                                           | 900**                                                     | 900**                                                     |
| Quellen: UN-Bericht zur Lage der Menschenrechte in der Islamischen Republik Iran, März 2015, Iran Human Rights (IHR), März 2016, Amnesty International Jahresberichte Iran. ** nach Angaben von AI 800-1000 seit der Islamischen Revolution im Februar |                                                           |                                                           |                                                           |                                                           |

Nachdem 2005 in Iran nach Angaben von Amnesty International noch 94 Menschen hingerichtet worden waren, darunter acht Minderjährige, stiegen die Zahlen in den folgenden Jahren deutlich auf teils weit über 600 Menschen an. 2009 wurden etwa 400 Personen hingerichtet. Allein 112 Todesurteile wurden zwischen der umstrittenen Präsidentenwahl am 12. Juni und der zweiten Amtseinführung von Präsident Mahmud Ahmadineschad am 5. August vollstreckt. 2011 warf Amnesty International der iranischen Führung vor, zum Jahresanfang täglich mehr als zwei Menschen hinzurichten und sprach von einem Tötungsrausch. Der Europäische Rat nennt namentlich zahlreiche Richter und Berufungsrichter – unter anderem der Revolutionsgerichte in Teheran (Abteilungen 15, 26 und 28) und Maschhad – auf Sanktionslisten und wirft diesen summarische Todesurteile en masse ohne faire Anhörungsverfahren vor. Verantwortlich genannt und sanktioniert werden auch mehrere Staats- und Generalstaatsanwälte, darunter Ghorbanali Dorri-Nadschafabadi, Gholamhossein Mohseni-Esche'i und Said Mortasawi.
Nach der Amtseinführung Hassan Rohanis am 14. Juni 2013 stiegen die Exekutionszahlen nochmals deutlich. So wurden zwischen Juli 2013 und Juni 2014 nachweislich insgesamt 852 Personen hingerichtet. Allein im Januar 2014 wurden über 70 Menschen in Iran hingerichtet, unter anderem der Dichter Haschem Schaabani. Damit wurden mit 33 Tötungen allein in der zweiten Januarwoche mehr Todesstrafen vollstreckt als im gesamten Januar des Vorjahres. Auch im Februar hielt die Hinrichtungswelle an. Die in den vergangenen Jahren leicht unter den Angaben der UN liegenden Zahlen des IHRDC verzeichneten für das Jahr 2014 insgesamt 721 Hinrichtungen, davon nur 268 offiziell verkündet; der Report der UN vom März 2015 spricht von mindestens 753 hingerichteten Menschen für 2014, von denen 53 öffentlich getötet wurden, und die beinahe zur Hälfte (362 Hinrichtungen) international als minderschwer und die nicht der Todesstrafe wert beurteilte Drogenkriminalität betrafen. Insbesondere die Vollstreckung des Todesurteils gegen die 26-jährige Reyhaneh Jabbari sorgte für internationale Empörung. Im Jahr 2015, dem Jahr der Beendigung der internationalen Isolation, stiegen die Exekutionszahlen mit etwa drei Toten pro Tag auf den höchsten Stand seit 1989 an; insgesamt wurden 969 Menschen hingerichtet. Auch 2016 richtete Iran trotz eines deutlichen Rückgangs auf 567 Exekutionen weiterhin mehr Menschen hin als alle anderen Staaten des Nahen Ostens (66 %). Als einziger Staat neben Nordkorea veranstaltete Iran dabei auch mindestens 33 Hinrichtungen öffentlich. 2017 wurden 507 Hinrichtungen vorgenommen, 2018 waren es 253. Die in Oslo ansässige Organisation Iran Human Rights (IHR) dokumentierte für 2024 975 Hinrichtungen, was einem Anstieg zum Vorjahr um 17 Prozent entspreche und den höchsten Wert darstelle, den die Organisation seit Beginn ihrer Aufzeichnungen 2008 jemals ermittelt habe.

#### Hinrichtung Minderjähriger
Laut Scharia sind Jungen ab 15 Jahren und Mädchen schon ab neun Jahren volljährig und voll strafmündig. Das Mindestheiratsalter und damit auch die Straffähigkeit wurde in Iran im Mai 2002 vom „Rat zur Feststellung der Interessen des Staates“ (ein Schlichtungsrat) für Mädchen auf 13 und für Jungen auf 15 Jahre festgelegt. Immer wieder werfen Menschenrechtsgruppen wie Amnesty International Iran vor, als einer der letzten Staaten zum Tatzeitpunkt Minderjährige zum Tode zu verurteilen und hinzurichten. So stellte Amnesty International in einem Bericht für das Jahr 2006 fest, dass mindestens drei Hinrichtungsopfer zum Zeitpunkt der mutmaßlichen Tat und ein weiterer noch am Tag der Hinrichtung minderjährig waren. 2007 seien bei einem massiven Anstieg der Hinrichtungszahlen unter anderem mindestens sieben zur Tatzeit Minderjährige hingerichtet worden. Zudem hätten sich noch mindestens 75 minderjährige Straftäter in Todeszellen befunden. Auch in den folgenden Jahren wurden regelmäßig jugendliche Straftäter exekutiert: acht im Jahr 2008, fünf 2009, einer 2010, und drei bis sieben im Jahr 2011. Auch in den Berichten von 2013 und 2015 ist die Rede von etwa 100 jugendlichen Straftätern, die in Todeszellen auf ihre Hinrichtung warten. Laut dem UN-Bericht zur Lage der Menschenrechte in Iran vom März 2015 wurden 2014 mindestens 13 Jugendliche exekutiert. 2016 wurden laut Amnesty International mindestens zwei zum Zeitpunkt der Festnahme minderjährige Personen exekutiert.
Die Todesurteile seien dabei häufig das Ergebnis überhasteter Prozesse und widersprächen selbst den strafprozessualen Regeln der Scharia. So wurde in der Stadt Neka ein sechzehnjähriges Mädchen wegen angeblich unkeuschen Verhaltens von dem Richter Hadschi Radschai verurteilt und nach der von diesem betriebenen Bestätigung aus Teheran hingerichtet, obwohl die Hinrichtung als Verstoß gegen den von Iran unterschriebenen Internationalen Pakt über bürgerliche und politische Rechte einen völkerrechtswidrigen Akt darstellt. Der Westdeutsche Rundfunk nannte 2007 sechs weitere Minderjährige, die wegen des gleichen Vergehens von einem Todesurteil bedroht sind. Die Wiener Zeitung warf dem wahlkämpfenden iranischen Präsidenten – Mahmud Ahmadineschad – vor, die Hinrichtung der zum Tatzeitpunkt 17-jährigen Delara Darabi 2009 als Wahlkampfmittel benutzt zu haben. Auch ihre Hinrichtung war nach iranischem und islamischem Recht illegal.

#### Hinrichtung unverheirateter Frauen
Vor der Hinrichtung junger unverheirateter Frauen wurden laut der linken Wochenzeitung Jungle World diese mehrfach der Form halber mit regimetreuen Männern verheiratet und vergewaltigt, um zu vermeiden, dass sie gemäß schiitischem Glauben als Jungfrauen nach ihrem Tod unmittelbar in das Paradies gelangen.

### Politische Indizes
| Name des Index                     | Indexwert    | Weltweiter Rang | Interpretationshilfe | Jahr |
| ---------------------------------- | ------------ | --------------- | --- | ---- |
| Fragile States Index               | 82,9 von 120 | 43 von 179      | Stabilität des Landes: große Warnung 0 = sehr nachhaltig / 120 = sehr alarmierend Rang: 1 = fragilstes Land / 179 = stabilstes Land | 2024 |
| Demokratieindex                    | 1,96 von 10  | 154 von 167     | Autoritäres Regime 0 = autoritäres Regime / 10 = vollständige Demokratie                                                            | 2024 |
| Freedom in the World Index         | 11 von 100   | —               | Freiheitsstatus: unfrei 0 = unfrei / 100 = frei                                                                                     | 2024 |
| Rangliste der Pressefreiheit       | 21,3 von 100 | 176 von 180     | Sehr ernste Lage für die Pressefreiheit 100 = gute Lage / 0 = sehr ernste Lage                                                      | 2024 |
| Korruptionswahrnehmungsindex (CPI) | 23 von 100   | 151 von 181     | 0 = sehr korrupt / 100 = sehr sauber                                                                                                | 2024 |

### Menschenrechte

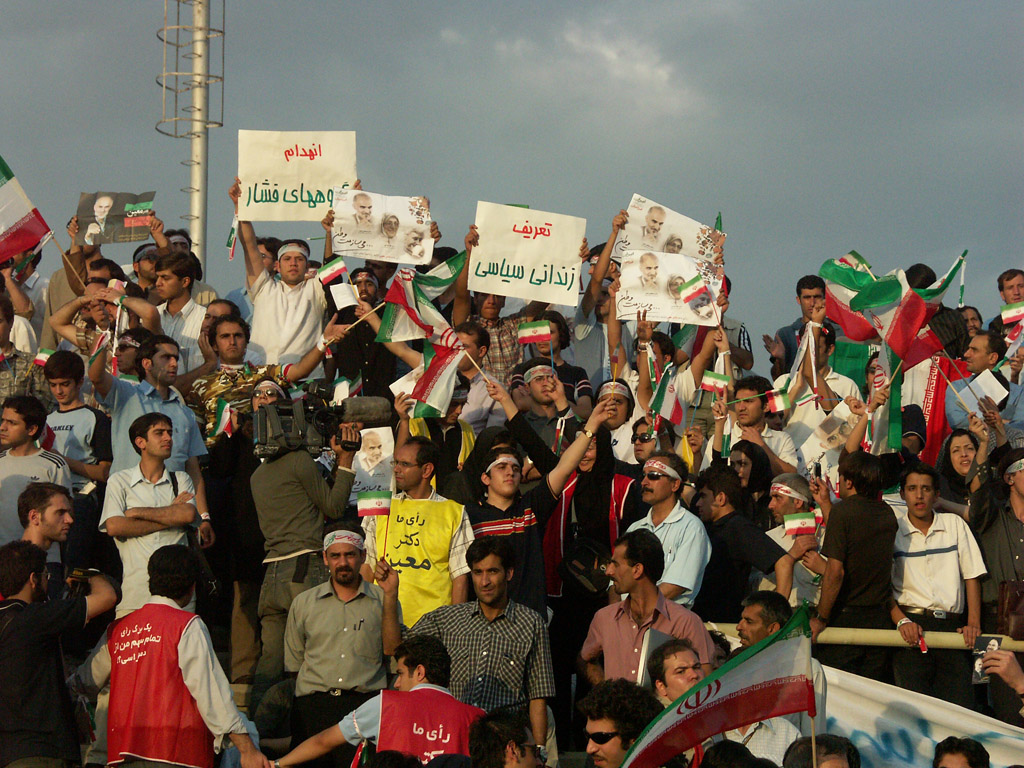
Anhänger Mostafa Moins bei einer Kundgebung für Menschenrechte 2005

Freedom House bewertet das politische System Irans im Jahr 2023 als „nicht frei“, mit großen Mängeln in den Bereichen der politischen Rechte und der Bürgerrechte.
Nach der islamischen Revolution begann eine Mordserie an Dissidenten und Oppositionspolitikern im Ausland, die man zu Feinden Gottes erklärt hatte. Diese Serie erreichte zwischen 1989 und 1996 ihren Höhepunkt und forderte mehr als 160 Opfer. Zu den Opfern gehören der Neffe des Schahs, Shahriar Shafiq (ermordet 1979 in Paris), Ali Akbar Tabatabai (ermordet 1980 in Bethesda), General Gholam Ali Oveisi (ermordet 1984 in Paris), der desertierte Pilot der iranischen Luftwaffe Ahmed Moradi-Talebi (ermordet 1987 in Genf), der Vorsitzende der Demokratischen Partei Kurdistan-Iran Abdul Rahman Ghassemlou (ermordet 1989 in Wien), der Menschenrechtsaktivist Kazem Rajavi (ermordet 1990 in Genf) der frühere iranische Premierminister Schapur Bachtiar (ermordet 1991 nahe Paris) oder vier kurdische Politiker beim Mykonos-Attentat 1992 in Berlin. Die Ermordung von Salman Rushdie, für die 1989 aufgrund des Buches The Satanic Verses bis zu 2,6 Millionen US-Dollar Belohnung versprochen wurden, gelang nicht. Während eines Vortrags an der Chautauqua Institution am 12. August 2022 in Chautauqua, New York, wurde Rushdie allerdings durch mehrere Stiche an Hals, Gesicht, Leber und Arm verletzt, der Angreifer, der 24-jährige Hadi M. aus New Jersey, wurde festgenommen. In sozialen Netzen hatte er mit dem Schiaextremismus und der Revolutionsgarde sympathisiert. Regierungsnahe iranische Medien begrüßten den Angriff und bezeichneten Rushdie unter anderem als „Satan auf dem Weg zur Hölle“, die Nachrichtenseite Asr Iran veröffentlichte ein Zitat von Chamenei, in dem es heißt, der vom ehemaligen iranischen Revolutionsführer Ayatollah Ruhollah Chomeini abgeschossene „Pfeil“ werde eines Tages das Ziel treffen. Nur in den Fällen Mykonos und Salman Rushdie kam es zu Verurteilungen in den betroffenen westlichen Staaten, die dann auch die Verantwortung der höchsten Führungsebene Irans feststellte. In den meisten Fällen wurde aus Rücksicht auf Handelsbeziehungen und aus Sorge um Vergeltung auf strafrechtliche Verfolgung der Verantwortlichen verzichtet. Interpol und die argentinische Justiz jedoch suchten den ehemaligen Verteidigungsminister Ahmad Vahidi und den ehemaligen Geheimdienstminister Ali Fallahian wegen Mordes.

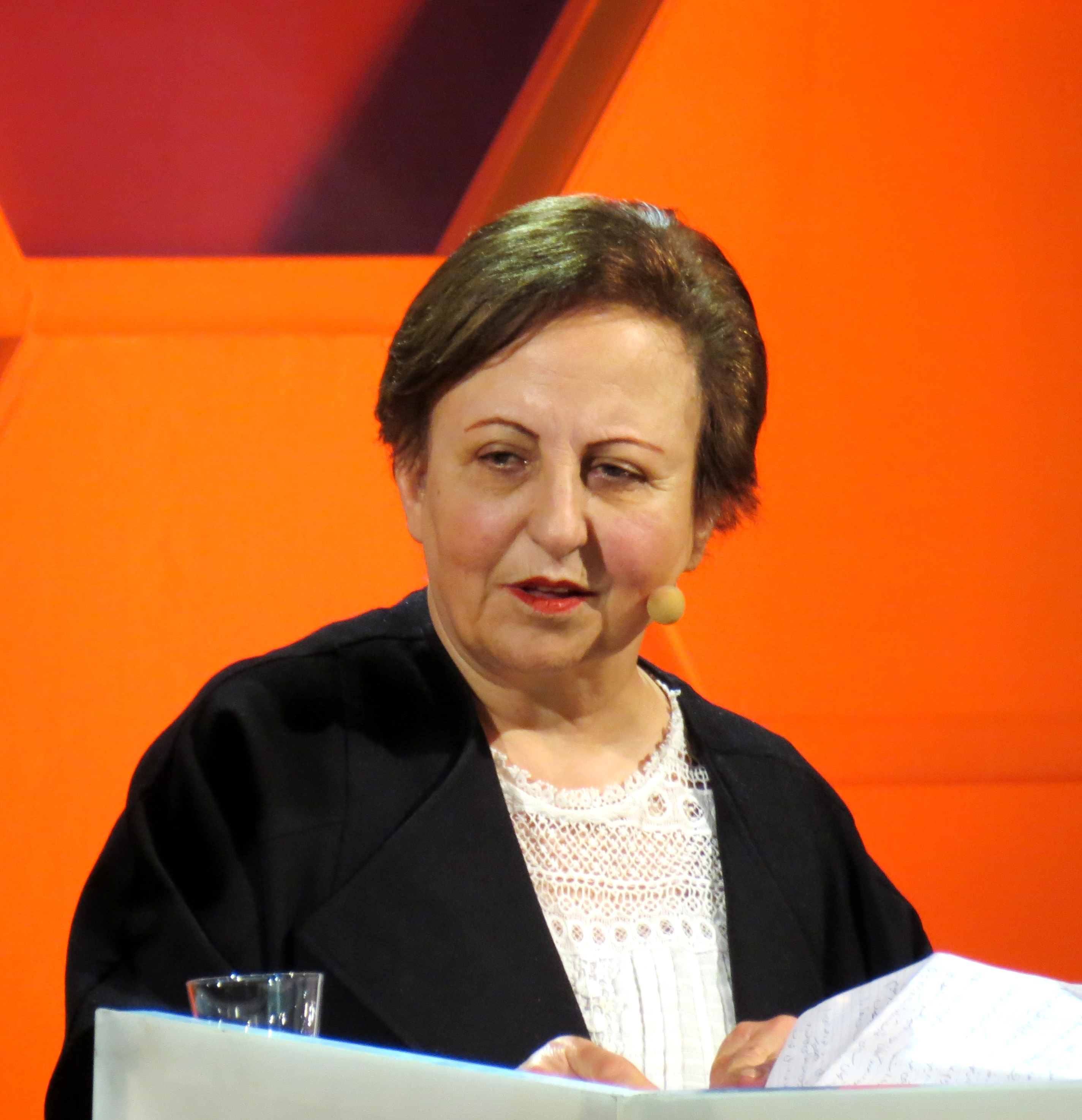
Friedensnobelpreisträgerin Shirin Ebadi

Nach Jahren der massiven Repression durch die neuen Machthaber gab die Wahl Mohammad Chātamis im Jahr 1997 vielen Anlass für Hoffnung auf eine Besserung der Menschenrechtslage. So konnten sich in der Folge auch diverse Nichtregierungsorganisationen gründen. Die Bemühungen erfuhren schließlich durch die Verleihung des Friedensnobelpreises im Jahre 2003 an die iranische Menschenrechtsaktivistin Shirin Ebadi internationale Beachtung. Oppositionsgruppen kritisierten jedoch die verbreitete Einschätzung Chātamis als eines Reformers und wiesen anlässlich der zurückgehenden internationalen Isolierung Irans darauf hin, dass weiterhin „die echten Reformer in  Iran im Gefängnis [sitzen]“, die Opposition in Iran wie im Ausland verfolgt werde und die Menschenrechtsverletzungen fortbestünden. Auch Amnesty International berichtete von anhaltenden massiven Menschenrechtsverletzungen in großer Zahl, unter anderem von 73 Toten und mehreren Hundert Verletzten bei Übergriffen von Polizei- und Sicherheitskräften bei drei öffentlichen Kundgebungen im Jahr 2005.
In den folgenden Jahren verschlechterte sich die Menschenrechtslage in Iran jedoch abermals deutlich. Die politische wie alltägliche Repression wie auch die Zahl der Hinrichtungen nahm unter Mahmud Ahmadineschad wieder zu und fand in der gewaltsamen Niederschlagung der Proteste nach der iranischen Präsidentschaftswahl 2009 ihren vorläufigen Höhepunkt. Ein Bericht des Menschenrechtsrates der Vereinten Nationen, der vom UN-Sicherheitsrat aufgefordert worden war, die Situation der Menschenrechte in Iran zu untersuchen, sprach Ende März 2011 von unveränderten und zahlreichen Verletzungen grundlegender Menschenrechte in Iran. Genannt wurden insbesondere eine steigende Anzahl von Hinrichtungen, Amputationen, willkürliche Verhaftungen, unfaire Gerichtsverfahren, Folter sowie Misshandlungen von Menschenrechtsaktivisten, Rechtsanwälten, Journalisten und Oppositionellen. Die iranische Regierung wurde daraufhin vom UNO-Sicherheitsrat aufgefordert, die nationale Gesetzgebung zu überprüfen, insbesondere den Strafrechtskatalog und das Minderjährigen-Recht, um eine Kongruenz mit internationalem Recht herzustellen. Weiterhin solle Iran Todesstrafen und andere Formen der Bestrafung unterlassen, soweit sie internationalem Recht widersprechen.
Die an die Wahl Hassan Rohanis im Jahr 2013 geknüpften Hoffnungen auf eine Entspannung der innenpolitischen Lage, eine Entlassung der vielen seit 2009 inhaftierten politischen Gefangenen sowie auf größere politische wie alltägliche Freiheiten zerschlugen sich nach einigen als an den Westen gerichtete, symbolische Gesten kritisierte Maßnahmen sehr schnell. Unter anderem nominierte Rohani im August 2013 den konservativen Kleriker Mostafa Pour-Mohammadi als Justizminister. Die iranische Friedensnobelpreisträgerin Shirin Ebadi kritisierte die Menschenrechtsbilanz Rohanis scharf und warf der Regierung vor, über die Freilassung von politischen Gefangenen zu lügen. Keine ihrer Erwartungen sei erfüllt. Laut Ebadi habe Rohani vielleicht „den Ruf eines moderaten Reformers“, sende bisher aber in Bezug auf Menschenrechte die „falschen Signale“. Ebadi und Amnesty International weisen dabei auch auf den starken Anstieg der Hinrichtungszahlen auf ein Rekordniveau seit Rohanis Amtsantritt hin.
Das deutsche Auswärtige Amt warnt seit Ende 2020 Doppelstaatler vor einer Einreise in die Islamische Republik Iran.

#### Status der Minderheiten
Die Religionsgemeinschaften der Zoroastrier, der Juden und der Christen sind gemäß den Artikeln 13 und 14 der iranischen Verfassung als „offizielle religiöse Minderheiten“ anerkannt, die unter dem Schutz der Verfassung stehen. Zum Schutz der jüdischen Minderheit erließ Chomeini im Jahr 1979 eine Fatwa. Repräsentanten der jüdischen Minderheit sitzen seit 1905 im iranischen Parlament. Die Zahl der jüdischen Iraner hat sich seit der Islamischen Revolution jedoch von 80.000-60.000 auf schätzungsweise 10.000 verringert.
Entgegen den Verfassungsartikeln werden religiöse Minderheiten in Iran seit der Revolution auch benachteiligt. Insbesondere zeigt das die Verfolgung der Bahai, welche die größte religiöse Minderheit stellen und als Apostaten gelten. Von der Regierung werden die Bahai zu Erzfeinden des Schiitentums und des Nationalstolzes stilisiert und dienen immer wieder als Sündenböcke, die instrumentalisiert werden, um die emotionale Unterstützung der Massen zu gewinnen. Ebenso wird die Verfolgung der Sufi (islamische Mystiker) von Seiten der Regierung toleriert bzw. unterstützt.
Weiterhin werden Aufstände im Gebiet der Kurden mit massiven militärischen Sanktionen beantwortet, bei denen zahlreiche Zivilisten umkommen. Ahwazi, Aserbaidschaner, Belutschen, Kurden und Turkmenen werden in Iran diskriminiert. So ist der Einsatz der jeweiligen Muttersprache in Regierungseinrichtungen verboten. Der Zugang zum Bildungswesen und zum Arbeitsmarkt ist im Vergleich zu Persern stark eingeschränkt.

#### Politische Verfolgung
Angehörige von verschiedenen oppositionellen politischen Gruppierungen, darunter auch die linken Volksmudschahedin, sind von Todesurteilen und Folter bedroht. Menschenrechtsorganisationen verweisen auf hunderte politische Gefangene in iranischen Gefängnissen, darunter Menschenrechtler, Internetaktivisten, Journalisten, Feministen und Mitglieder religiöser und ethnischer Minderheiten. Laut dem Iranischen Menschenrechts-Dokumentationszentrum (IHRDC) saßen zu Beginn des Jahres 2016 mindestens 827 Personen für die Ausübung elementarer Menschenrechte im Gefängnis. gewaltfreie politische Forderungen, so auch die vom verstorbenen Chomeini-Antipoden Hossein Borudscherdi vorgetragene Forderung nach traditionell schiitischer Trennung von Staat und Religion sowie nach Gewaltenteilung, werden mit Haft und Folter beantwortet, so im Falle des international bekannten Hossein Kazemeyni Borudscherdi. Nach der gewaltsamen Unterdrückung der Proteste nach der iranischen Präsidentschaftswahl 2009 – die größten Massenproteste seit der Islamischen Revolution 1979 – kam es zur verschärften Verfolgung Oppositioneller, besonders durch die allgegenwärtige islamische Basidsch-Miliz, die einen Teil der iranischen Revolutionsgarde stellt. Bis heute (Stand: Februar 2016) stehen die damaligen, als gemäßigt geltenden Präsidentschaftskandidaten Mir Hossein Mussawi und Mehdi Karroubi sowie ihre Ehefrauen unter Hausarrest. Auch Protestaktionen von Studenten im Juni 1999, die in Teheran nach einer Verschärfung der Pressegesetze und des Verbots der Zeitung Salam stattfanden, wurden durch Sicherheitskräfte in Zivil und Basidschimilizen mit Stürmung von Studentenwohnheimen, Verprügeln und aus dem Fenster Stürzen von Studenten beantwortet. Daraufhin erfolgten am 10. Juni Demonstrationen in der Hauptstadt und anderen großen Städten des Landes mit Tausenden von Protestierenden. Anschließend kam es zu 1500 Festnahmen, Amnesty International meldete fünf Todesopfer.
Mehrfach wurden ausländische Staatsbürger in Iran festgenommen und in Schauprozessen verurteilt, um diese Geiseln anschließend als politisches Druckmittel gegenüber fremden Staaten einzusetzen. Die Geständnisse und Verhöre der Inhaftierten erfolgten, laut den später (bspw. im Rahmen von Gefangenenaustauschen) Freigelassenen, unter anderem unter Anwendung von Folter. Die Haftbedingungen selbst kommen einem Missbrauch gleich.

#### Meinungsfreiheit
Informations- und Redefreiheit sind in Iran nicht gegeben. Journalisten, Blogger, Menschenrechtsaktivisten und Oppositionelle müssen mit Repressionen, Verhaftung, Folter und sogar mit der Todesstrafe rechnen. Im Sommer 2007 verschlechterten sich die Bedingungen für die Pressefreiheit erheblich. Zeitungen wurden verboten und Journalisten verhaftet. Beispielsweise wurde die reformorientierte Zeitschrift Scharq wegen eines Interviews mit der in Kanada im Exil lebenden lesbischen Schriftstellerin Saghi Qahraman verboten. Beobachter sahen einen direkten Zusammenhang mit den schlechten Umfrageergebnissen für den damals amtierenden Staatspräsidenten Mahmud Ahmadineschad. Unter dem seit August 2013 amtierenden Präsidenten Hassan Rohani verschlechterte sich die Lage mit einer „regelrechten Jagd auf Blogger und Internet-Aktivisten“ jedoch nochmals dramatisch.

#### Homosexualität
Homosexualität widerspricht laut iranischer Rechtsprechung dem Islam. Homosexualität bei Frauen wird mit Auspeitschung bestraft, auf „sexuelle Handlung zwischen Männern, entweder mit Eindringen oder in Form von Tafkhiz [تفخيذ] (Aneinanderreiben von Oberschenkel und Penis)“ steht die Todesstrafe, häufig in Verbindung mit einer öffentlichen Auspeitschung. Im Juli 2005 sorgte die öffentliche Auspeitschung (228 Peitschenhiebe) und Hinrichtung von zwei Jugendlichen wegen homosexueller Handlungen weltweit für Aufsehen, auch weil vermutet wurde, dass der offizielle Grund der Hinrichtung, die Vergewaltigung eines Dreizehnjährigen, von den Behörden erst nachträglich hinzugefügt wurde.
Auch andere homosexuelle Handlungen werden bestraft. So sieht das iranische Recht beispielsweise für das „Küssen aus Wollust“ bis zu 60 Peitschenhiebe vor. Aufgrund einer Fatwa von Ajatollah Chomeini sind im Gegensatz zu anderen islamischen Ländern geschlechtsangleichende Maßnahmen sowie der anschließende Wechsel des juristischen Geschlechts in Iran erlaubt.

#### Organentnahmen
Im Jahr 2022 wurde berichtet, dass afghanische Flüchtlinge, die sich im südlichen Teil Irans in Krankenhäuser begaben, für tot erklärt worden sind und die Leichen bei der Übergabe an Verwandte keine Nieren mehr aufwiesen.

### Außenpolitik

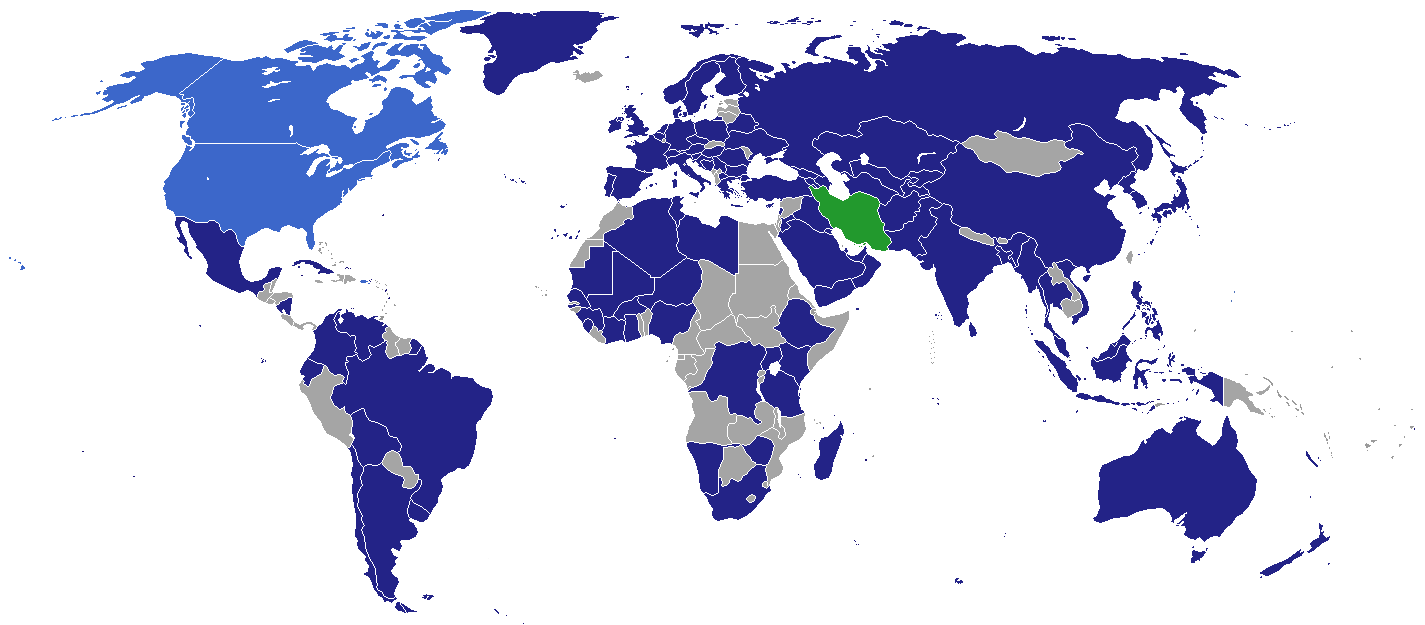
Standorte der diplomatischen Vertretungen von Iran

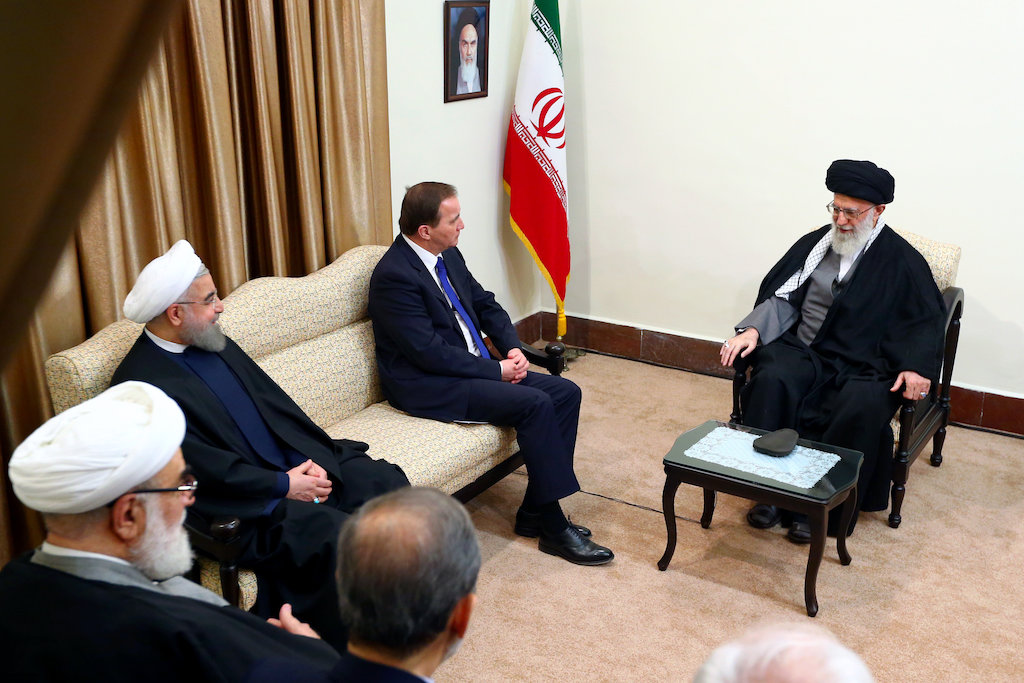
Ali Chamenei mit Stefan Löfven, 2017

Im Nahen Osten ist das schiitische Iran mit den meisten anderen Staaten aufgrund derer sunnitischer Staatsideologien verfeindet. Die einzigen regionalen Verbündeten Irans sind die anderen Mitglieder der Achse des Widerstands. In den letzten Jahren vertieften sich die Beziehungen zu China und Russland.
Bis zum Jahre 1979 war Iran der wichtigste Verbündete der westlichen Welt am Persischen Golf. Seit der islamischen Revolution verfolgt Iran eine komplexe und teils widersprüchliche Außenpolitik, die versucht, Islam, Antiimperialismus und Führerschaft der Dritten Welt zu vereinen. Seit dem Tode Chomeinis ist Ideologie zunehmend der Wahrnehmung nationaler Interessen gewichen. Wenngleich Iran als aggressiver Staat mit Bestrebungen, eine Regionalmacht zu werden, wahrgenommen wird, so ist das Land weitgehend isoliert. Der Staat Iran sieht sich heute von rivalisierenden sunnitischen Staaten und Bündnispartnern des Westens umringt und hat wenige verlässliche Partner. Das Verhältnis zum Westen wird dabei vom Streit um das Atomprogramm dominiert.
Neben der Menschenrechtslage in Iran, die regelmäßig von UN-Resolutionen verurteilt wird, ist seit einigen Jahren vor allem das iranische Atomprogramm der wichtigste Anlass für internationale Kritik. In mehreren Resolutionen schloss sich der UN-Sicherheitsrat bezüglich des iranischen Atomprogramms den Forderungen der IAEO an und verabschiedete auch mehrfach völkerrechtlich verbindliche Sanktionen gegen die Islamische Republik.
Teheran ist der Sitz des Sekretariats der Organisation für wirtschaftliche Zusammenarbeit, in der auch die Türkei, Pakistan und Zentralasiatische Staaten Mitglied sind.

#### Isolation und Sanktionen
Als schiitische Mittelmacht und in der Tradition einer jahrtausendealten Kulturnation greift Iran in die Innenpolitik seiner Nachbarländer ein, woraus sich zahlreiche diplomatische Spannungen ergeben. Insbesondere durch seine Politik der ballistischen und vermuteten atomaren Aufrüstung sowie durch die massiven Verletzungen grundlegender Menschen- und Minderheitenrechte geriet die Islamische Republik Iran in eine zunehmende internationale Isolation, die auch mit massiven wirtschaftlichen Konsequenzen für die Bevölkerung verbunden ist. So hat der Sicherheitsrat der Vereinten Nationen seit 2006 in mehreren Resolutionen verschiedene Wirtschaftssanktionen und Reiseverbote gegen Iran verhängt, Geldtransfers in und aus Iran gestalten sich zunehmend kompliziert bis unmöglich. Mitte März 2012 wurde erstmals in der Geschichte der SWIFT der internationale Datenverkehr zwischen SWIFT und iranischen Banken blockiert, um den Sanktionsregeln der Europäischen Union zu genügen, wodurch nahezu vollständig Geldtransfers zwischen Europa und Iran unterbunden werden. Institutionen, Banken, Firmen, Universitäten, Regierungsstellen und auch Einzelpersonen sind auf Sanktionslisten der Vereinten Nationen, der Europäischen Union sowie der Vereinigten Staaten und Kanada aufgelistet, für die ein teils totales Handels- bzw. Reiseverbot besteht. Darunter fällt auch der iranische Außenminister Ali Akbar Salehi in seiner Funktion als ehemaliger Leiter der Iranischen Atomenergieorganisation sowie Minister für Atomenergie im Kabinett Ahmadineschad II.
Am 20. Januar 2014 wurden die Sanktionen zunächst für 6 Monate erheblich gelockert. Die Unterzeichnung eines Abkommens zur dauerhaften Regelung wurde in der Folge immer wieder verschoben und schließlich am 14. Juli 2015 in Wien als erfolgt verkündet.
Die Bewegung der Blockfreien Staaten ist angesichts der Isolierung des Landes eine wichtige Institution, in der das Land Kontakte und Anerkennung findet und in dem es einen Führungsanspruch für die Dritte Welt zu verwirklichen sucht. Andere Verbündete wie Venezuela oder Nordkorea, mit denen Iran diverse Abkommen geschlossen hat, verfügen nicht über den Einfluss, Iran aus seiner Isolation zu helfen.

#### Vereinigte Staaten
Bis zur Islamischen Revolution im Jahre 1979 waren Iran und die Vereinigten Staaten Verbündete im Kalten Krieg. Als Konsequenz der Besetzung der US-Botschaft und der Geiselnahme von Teheran am 4. November 1979 brachen die Vereinigten Staaten ihre diplomatischen Beziehungen zu Iran jedoch ab; die ideologische Feindschaft gegenüber dem Großen Satan USA war seither Konstante der iranischen Außenpolitik. Seitdem gab es über viele Jahre fast keine direkten Kontakte zwischen den Regierungen beider Staaten. Obwohl beiden von Beobachtern eine Vielzahl gemeinsamer Interessen zugeschrieben wird, sind mehrmals Ansätze zu einer Normalisierung der Beziehungen von der Gegenseite abgelehnt worden. Nicht zuletzt ist die Dämonisierung des Feindes sowohl in Iran als auch in den USA innenpolitisch nützlich. Jedes Jahr am 4. November fanden bislang Anti-USA-Demonstrationen in ganz Iran statt.

#### Israel

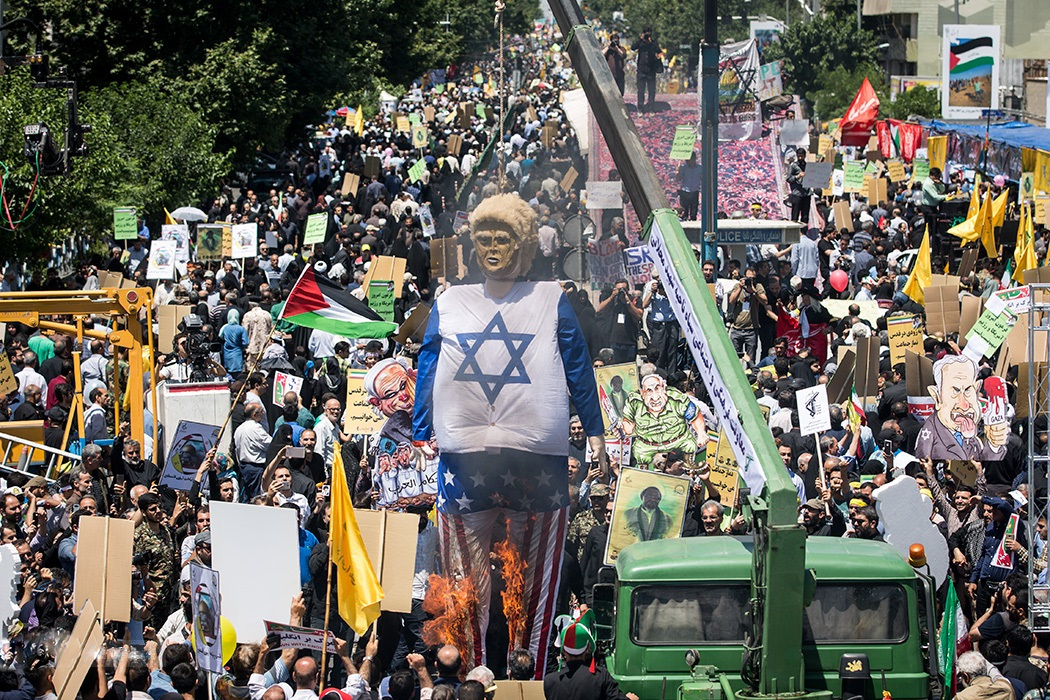
Iran, März 2018

Im Rahmen des antiisraelischen Paradigmas hat Iran nach 1979 die politischen und wirtschaftlichen Kontakte mit Israel abgebrochen, von den israelischen Waffenlieferungen an Iran von 1980 bis 1986 im Ersten Golfkrieg abgesehen. Iran bestreitet Israel jedes Recht auf Existenz. Chamenei bezeichnete Israel als ein zu beseitigendes „Krebsgeschwür“. Die Repräsentanten der jüdischen Minderheit in Iran, Haroun Yashyaei und Ciamak Moresadegh, sehen einen Antizionismus, doch keinen Antisemitismus in Iran, was von Beobachtern teils bestätigt und teils in Abrede gestellt wird. Moresadegh, als Abgeordneter der jüdischen Minderheit im iranischen Parlament, verglich die israelische Militäroffensive in Gaza 2014 dagegen mit NS-Aktionen während des Zweiten Weltkriegs.
Propagandistischer Höhepunkt ist der seit 1979 jährlich stattfindende al-Quds-Tag mit seinen staatlich organisierten Massendemonstrationen gegen Israel. Ferner wurden 2006 und 2014 sogenannte „internationale Holocaust-Konferenzen“ veranstaltet, bei denen Antizionisten, Rechtsextremisten und Islamisten den Holocaust leugneten und das Existenzrecht Israels bestritten. Zudem unterstützt Iran im Rahmen seiner antiisraelischen Staatsdoktrin offen radikalislamische Terrorgruppen wie Hamas und Hisbollah im bewaffneten Kampf gegen Israel. In einer viel diskutierten Rede vom 26. Oktober 2005 griff der iranische Präsident Mahmud Ahmadineschad die seit 1979 von beiden Führern vorgegebene und regelmäßig von verschiedenen Repräsentanten Irans vorgetragene Vernichtungsdrohung gegen Israel auf und forderte: „Das Regime, das Jerusalem besetzt hält, muss aus den Annalen der Geschichte (safhe-ye ruzgār) getilgt werden.“ In einigen Medien, darunter auf der Website der staatlichen iranischen Rundfunkanstalt IRIB, wurde der Satz mit „Israel muss von der Landkarte getilgt werden“ übersetzt.
Auch in der Regierungszeit Rohanis behielt Iran seine feindliche Haltung bei und unterstrich diese unter anderem mit mehreren Raketentests Anfang März 2016. Getestete Geschosse waren laut der staatlichen Nachrichtenagentur Fars mit dem Satz „Israel muss ausradiert werden“ beschriftet. Zudem erklärte ein hochrangiger Kommandeur der Revolutionswächter in diesem Zusammenhang, dass das iranische Raketenprogramm gegen Israel gerichtet sei: „Wir haben unsere Raketen mit einer Reichweite von 2000 Kilometern gebaut, um unseren Feind, das zionistische Regime, aus einer sicheren Entfernung treffen zu können“. Die USA, Großbritannien, Frankreich und Deutschland betrachteten die Tests als Verstoß gegen das kurz zuvor geschlossene Atomabkommen.

#### Arabische Länder
Die Mehrheit der arabischen Länder sieht den Nachbarn Iran mit Argwohn. Dies liegt unter anderem in dem einst von Chomeini proklamierten Revolutionsexport und dem allgemeinen Streben nach Einfluss in der Region begründet, der sich auch in der Finanzierung und militärischen Unterstützung bestimmter Gruppierungen äußert.
Seit den 1980er Jahren war Syrien der einzige zuverlässige langfristige Partner Irans. Ein eventueller Sturz des syrischen Regimes unter Baschar al-Assad im Bürgerkrieg könnte für Iran bedeuten, seinen Einfluss auf die Politik in der Levante zu verlieren. Das Land hat nach dem Sturz Saddam Husseins auch enge Beziehungen zur schiitischen Mehrheit im benachbarten Irak aufgebaut und finanziert dort bewaffnete Milizen. 2014 behauptete ein iranischer Abgeordneter, dass Iran vier arabische Regierungen im Irak, in Syrien, im Libanon und im Jemen kontrollieren würde. In seiner außenpolitischen Strategie ist Iran darauf bedacht, eine Einflusssphäre in den Staaten des Schiitischen Halbmonds und darüber hinaus aufzubauen.
Außerdem spielt Iran eine entscheidende Rolle beim Bürgerkrieg im Jemen, denn er unterstützt die Miliz mit Waffen, Geldwäsche oder illegalen Substanzen.

#### Russland
In den westlichen Staaten wird eine Allianz zwischen Russland und Iran befürchtet. Beide Länder haben eine Reihe gemeinsamer Interessen: Russland benötigt Iran als Abnehmer von Waffen und Nukleargütern, Iran war bisher auf Russland angewiesen um die Sanktionen zu umgehen. Das gegenseitige Misstrauen war aus historischen Gründen jedoch groß, indem sich beide Staaten gegenseitig mangelnder Kooperationsbereitschaft beschuldigten. Dies hat sich inzwischen geändert, und im politisch instabilen Kaukasus verfolgt Iran eine sachorientierte Politik. Iran pflegt mit dem christlichen Armenien beste Beziehungen und unterstützt es gegen das schiitische Aserbaidschan, mit dem es sich in einem Konflikt um die Grenzziehung im Kaspischen Meer befindet und das verdächtigt wird, Separatismus bei der aserbaidschanischen Minderheit in Iran zu fördern.
Im Januar 2022 hielten Iran, China und Russland ihre dritte gemeinsame Marineübung im nördlichen Indischen Ozean ab. Diese Übungen fanden seit 2019 statt.

#### China
Die Volksrepublik China ist in letzter Zeit zu einem wichtigen Partner Irans geworden. Besonders bei der Erreichung der Neue-Seidenstraße-Initiative Chinas ist der Iran ein strategischer Partner. Im August 2019 besuchte der iranische Außenminister Mohammed Dschawad Sarif Peking, um den Fahrplan für eine strategische Partnerschaft zu diskutieren. Ziel der Partnerschaft sind chinesische Investitionen in iranische Schlüsselindustrien im Ausgleich für Öllieferungen aus Iran zu sehr günstigen Bedingungen. Zwar sieht China einen eventuell nuklear gerüsteten Iran als gegenläufig zu seinen Interessen, es half Iran aber, die westlichen Sanktionen abzumildern und hat im Gegenzug seine wirtschaftlichen Beziehungen mit dem Land ausgebaut. Im März 2021 unterzeichneten beide Länder ein strategisches Partnerschaftsabkommen mit einer 25-jährigen Laufzeit. Mit einem von China vermittelten Abkommen nahmen Saudi-Arabien und Iran im März 2023 wieder diplomatische Beziehungen auf.

### Atomprogramm

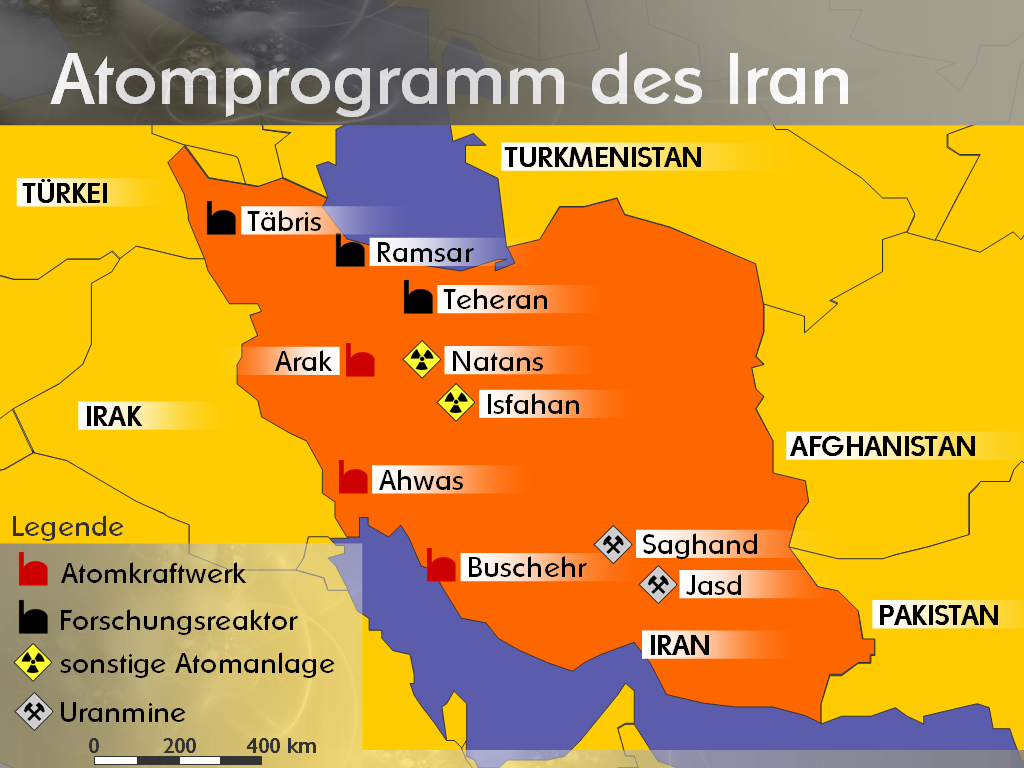
Karte mit den wichtigsten Standorten des iranischen Atomprogramms

Der Beginn des iranischen Atomprogramms fällt in die 1950er Jahre: Dem Zeitgeist entsprechend beabsichtigte der Schah, mit Hilfe der Atomkraft eine starke Nation aufzubauen. Im Rahmen des Atoms-for-Peace-Programms kam bereits im Jahr 1957 der erste Reaktor nach Iran. Dank des großen persönlichen Interesses des Schahs an der Atomkraft und den hohen Erdöleinnahmen wurde die 1974 gegründete AEOI mit einem großen Budget ausgestattet. Nicht zuletzt bestand damals das Ziel, die großen Ölgewinne so im Land zu investieren, dass die Wirtschaft nicht aus dem Gleichgewicht gebracht wurde. Das Atomprogramm sah zu Beginn der 1970er Jahre den Bau von bis zu 20 Reaktoren vor. Im Jahre 1975 wurde der Vertrag für den Bau des ersten Atomkraftwerkes mit der Kraftwerk Union AG unterzeichnet, etwas später jener für den Bau eines weiteren Kraftwerkes mit Framatome, beide waren schlüsselfertige Projekte. Darüber hinaus wurde von der CEA ein schlüsselfertiges Forschungszentrum nahe Isfahan gebaut. Der Erwerb von Atomwaffen stand ausdrücklich nicht im Zentrum dieser Bemühungen. Der Schah hielt seine konventionelle Rüstung für so stark, dass er meinte, seine Beziehungen zu den USA nicht mit einem Atomwaffenprogramm belasten zu müssen. Somit gehörte Iran zu den ersten Unterzeichnern des Atomwaffensperrvertrages. Bis zur Islamischen Revolution hielt sich Iran an alle Verpflichtungen unter diesem Abkommen und ließ sämtliche Inspektionen ungehindert zu. Die USA hatten jedoch Bedenken dagegen, Iran atomar zu unterstützen: Sie hatten das Szenario eines Sturzes der Pahlavi-Diktatur und eines irrationalen Nachfolgerregimes vor Augen und versuchten zu verhindern, dass Iran die volle Kontrolle über den Brennstoffkreislauf bekommt.
Nach der islamischen Revolution wurde das Atomprogramm zunächst als Teil eines Komplotts zur Verwestlichung Irans betrachtet und gestoppt, ausländische Arbeiter mussten das Land verlassen. Zahlungen an die Auftragnehmer wurden eingestellt. Erst 1984 wurde wieder Geld für den Atomkraftwerks-Bau budgetiert, die Auftragnehmer weigerten sich jedoch, während des Irak-Iran-Krieges am Kraftwerk Buschehr weiterzuarbeiten. Ab Mitte der 1980er Jahre befand sich Iran auf der Suche nach einem Partner, um sein Atomprogramm weiterzuführen, denn die ihm laut Atomwaffensperrvertrag zustehende Unterstützung wurde von den offiziellen Atomstaaten verweigert. Hilfe anderer Staaten wurde durch die USA erfolgreich verhindert. Offiziell lehnte Iran nach wie vor die Atombombe ab. Diese Haltung wurde aber bereits in den frühen 1980er Jahren angezweifelt, weil das Land angesichts seiner komplizierten außenpolitischen Gemengelage allen Grund gehabt hätte, nach Atomwaffen zu streben. Medien der westlichen Welt spekulierten bereits damals, wie weit der Weg bis zur iranischen Atombombe noch sei. In der zweiten Hälfte der 1980er Jahre begann Iran, ohne Meldung an die IAEA und unter Umgehung von Exportbeschränkungen, an einem Programm zur Uran-Anreicherung zu arbeiten. Der erste Aufruf zur Atomwaffenentwicklung kam 1988 aus dem Mund von Ali Akbar Hāschemi Rafsandschāni, der wegen der Israelischen Atomwaffen eine islamische Atombombe forderte. Ab der Mitte der 1990er Jahre begann der Bau des Schwerwasser-Reaktors in Arak und der Urananreicherungsanlage in Natanz; parallel dazu verschlechterten sich die Beziehungen speziell zu den USA weiter.
Im Jahr 2002 machten im Ausland lebende Mitglieder der Volksmudschahedin die geheim gehaltenen Aktivitäten öffentlich; 2003 flog das Netzwerk von Abdul Kadir Khan, über das Iran Pläne und Ausrüstung bezogen hatte, auf. Somit war offenbart, dass Iran an zwei Wegen zu Kernwaffen arbeitete und dass er das Programm verschwiegen hatte. Während Iran Luftangriffe auf die Anlagen befürchtete, starteten Verhandlungen mit den EU-3, die in einem Abkommen mündeten, in dem Iran sich zur Aussetzung der Uran-Anreicherung, zu Transparenz und zu Zusammenarbeit mit der IAEA verpflichtete. Da Iran seiner Meinung nach für die Aussetzung der Anreicherung keine Gegenleistung erhielt, nahm man zwei Jahre später die Bemühungen wieder auf; inzwischen hatte sich auch herausgestellt, dass Iran über Pläne für den Atombombenbau verfügte. Nach dem Amtsantritt von Mahmud Ahmadineschad ging das Land auf Konfrontationskurs mit dem Westen und verweigerte den Dialog. Es gelang, 2006 Uran auf bis zu 3,5 % anzureichern, was für Brennstoff in Atomkraftwerken genügt, im August 2006 wurde die Anlage in Arak eröffnet, und 2007 wurde der Bau der Anreicherungsanlage in Fordo an die IAEA gemeldet. Gleichzeitig gelang auch die Herstellung höherangereicherten Urans. Das westliche Ausland reagierte mit Sanktionen: Ende 2006 wurden durch die Resolution 1737 des UN-Sicherheitsrates Lieferungen von Gütern für die Atomindustrie verboten, diese wurden im März 2007 verschärft und auf Raketentechnik ausgedehnt. Resolution 1803 (2008) erließ Reiseverbote, Sanktionen gegen iranische Firmen, die im Nuklearsektor tätig waren, und Handelsverbote mit Dual-Use-Technik. Die USA und die EU erließen weitergehende einseitige Sanktionen gegen iranische Staatsfirmen und die Revolutionsgarden, die Guthaben der Bank Melli wurden eingefroren. Trotz einer verstärkten Wendung Irans in Richtung China und Russland sorgten diese Maßnahmen für Wirtschaftsprobleme; 2010 wurden die Sanktionen um ein Waffen- und Finanzembargo ausgedehnt (Resolution 1929), schließlich verstärkte die EU ihr Embargo, in dem sie iranisches Öl boykottierte und die Guthaben der iranischen Zentralbank einfror. Parallel zur diplomatischen Schiene wurde das iranische Atomprogramm geheimdienstlich bekämpft, so beeinträchtigte das Computervirus Stuxnet im Jahr 2009 Zentrifugen für die Urananreicherung; iranische Nuklearwissenschaftler (Dariusch Rezaie, Mostafa Ahmadi Roschan) wurden ermordet. Explosionen in iranischen Forschungszentren traten seit dem Jahr 2010 gehäuft auf. Bei Explosionen im Sommer 2020 wurde unter anderem eine unterirdische Nuklearanlage in Natanz beschädigt.
Erst nach einem neuerlichen Regierungswechsel waren Verhandlungen mit Iran fruchtbar: Am 20. Januar 2014 wurden die Sanktionen zunächst für sechs Monate erheblich gelockert. Die Unterzeichnung eines Abkommens zur dauerhaften Regelung wurde in der Folge immer wieder verschoben und schließlich am 14. Juli 2015 in Wien als erfolgt verkündet.
Nach mehreren Raketentests im März 2016, forderten die USA, Großbritannien, Frankreich und Deutschland in einem Brief den Sicherheitsrat auf, „angemessene Reaktionen“ in die Wege zu leiten, da Iran damit gegen die Bedingungen des Atomabkommens verstoßen habe. Die getesteten Raketen „[könnten] grundsätzlich Atomsprengköpfe transportieren“.

### Militär

Wappen des iranischen Verteidigungsministeriums

Mit dem Aufbau eines Militärs nach westlichem Vorbild wurde in Iran erst in den 1920er Jahren begonnen. Reza Schah Pahlavi wendete zeitweise bis zu 40 % der iranischen Staatsausgaben für militärische Zwecke auf, das Militär wurde zu einer der wichtigsten Stützen der Herrschaft der Schahs. Vor der islamischen Revolution verfügte Iran über die fünftgrößte Streitmacht der Welt, hatte 400.000 Mann unter Waffen und importierte moderne Waffensysteme in großen Mengen, sodass sich bis zu 20.000 US-amerikanische Militärberater im Land befanden. Nach der Revolution kam es im Militär zu politischen Säuberungen, der etwa 17.000 Offiziere zum Opfer fielen, was zu chaotischen Zuständen und geminderter Schlagkraft im Iran-Irak-Krieg führte.
In den regulären Streitkräften Irans (Artesch) dienen heute etwa 400.000 Soldaten. Die Revolutionswächter (Pasdaran) verfügen über 120.000 Soldaten. Diese Zahlen sind seit 2001 etwa gleich geblieben. Beide verfügen über Land-, See- und Luftstreitkräfte. Während die regulären Streitkräfte im konventionellen Bereich besser ausgerüstet sind, besitzen die Revolutionswächter starke Verflechtungen mit der politischen Elite des Landes. Zu den Revolutionswächtern gehört auch die Quds-Einheit für Missionen im In- und Ausland. Der dritte Arm des iranischen Militärs ist die Miliz Basidsch, die sich unter dem Kommando der Revolutionswächter befindet und Aufstände niederschlagen sowie Invasionen abwehren soll. Ursprünglich zählte zu den Aufgaben der Revolutionswächter auch der Revolutionsexport, dies vergrößerte und legitimierte jedoch die Präsenz des US-Militärs in den Nachbarländern Irans. Deshalb verfolgte Iran seit den 1990er Jahren eine Strategie der Abschreckung und Entspannung; seit 2001 fürchtete man jedoch einen Feldzug der USA gegen Iran und begann trotz der internationalen Isolation, sich militärisch für dieses Szenario vorzubereiten.
Die Revolutionswächter sind nicht nur eine militärische, sondern auch eine wirtschaftliche Kraft in Iran. Dank ihrer Verflechtung mit der Politik haben sie mit zahlreichen Unternehmen eine dominierende Stellung in Bau-, Öl-, Gas-, Elektronik- und Rüstungsindustrie aufgebaut, die sie weiterhin festigen.
Das Verteidigungsbudget Irans hat sich zwischen den Jahren 2001 und 2010 verdoppelt und erreichte im Jahre 2010 10,5 Milliarden US-Dollar. Im Jahr 2017 lagen sie bei knapp 14,5 Milliarden US-Dollar oder 3,1 % der Wirtschaftsleistung. Im regionalen Vergleich ist das jedoch nicht besonders hoch: Allein die sieben Mitglieder des Golf-Kooperationsrates geben insgesamt sieben Mal so viel für ihr Militär aus wie Iran. Speziell bezüglich konventionellen Fähigkeiten sind die iranischen Streitkräfte limitiert. Es ist davon auszugehen, dass die iranische Armee überfordert wäre, wenn sie in eines ihrer Nachbarländer einmarschieren müsste. Aus diesem Grunde basiert die in Iran als „passive Verteidigung“ bezeichnete Verteidigungsstrategie darauf, einen Angriff mit unkonventionellen Mitteln für den Angreifenden so teuer wie möglich zu machen.

### Zensur
In seiner Geschichte hat Iran Phasen mit strenger Zensur (etwa nach dem Putsch 1953 und nach den Protesten der grünen Bewegung 2009) und relativer Achtung der Meinungsfreiheit (kurz vor und nach der islamischen Revolution) durchgemacht. Im Jahr 2011 unterhielt das Ministerium für Kultur und islamische Führung ein System, das Verlage dazu zwingt, sich eine Lizenz und für jedes zu veröffentlichende Buch eine Freigabe zu besorgen; Lizenzentzug bedeutet, das Geschäft aufgeben zu müssen. Selbst mit einer Freigabe ist es jedoch möglich, dass die Staatsanwaltschaft schädliche Inhalte in einer Publikation ausmacht und deshalb Autor, Verleger und Zensor zur Rechenschaft gezogen werden. Dieses System, dessen Existenz die iranische Regierung abstreitet, verletzt die iranische Verfassung und die im Rahmen des Internationalen Pakts über bürgerliche und politische Rechte durch von Iran gemachten Zusagen. Es erzeugt bei allen Beteiligten aufgrund seiner Willkürlichkeit und Intransparenz Angst. Dazu kommen ein hohes finanzielles Risiko für die Verleger sowie hohe Kosten. Es schädigt dadurch die Entwicklung der iranischen Literatur ganz erheblich. Ausländische Werke werden häufig gar nicht oder nur in veränderter Form zur Veröffentlichung zugelassen, was weitergehendes Misstrauen bei der potentiellen Leserschaft schürt. Autoren publizieren ihre Werke deshalb teilweise nur im Internet, wenngleich auch dort Zensur herrscht.
Die Regierung überwacht und filtert den Internetverkehr oder verlangsamt ihn stark, wie etwa während der Präsidentschaftswahlen von 2013. Im Jahre 2007 waren zehn Millionen Internetseiten für Benutzer in Iran gesperrt, im Jahre 2009 wurde das Gesetz gegen virtuelle Verbrechen erlassen und eine Institution gegen kriminelle Inhalte geschaffen. Aus diesem Grund verwendeten im Jahre 2014 mehr als zwei Drittel der Iraner Technologien, die die Internetkontrollen umgingen. Dennoch sind auch führende iranische Politiker auf Plattformen wie Facebook oder Twitter vertreten, deren Nutzung in Iran eigentlich verboten ist. Im Wahlkampf zu den Präsidentschaftswahlen war eine Lockerung der Internetzensur eines der wichtigsten Wahlversprechen des späteren Siegers Rohani. Seitdem ist die iranische Internetzensur nach chinesischem Vorbild zentraler und intelligenter geworden und wird von Bestrebungen begleitet, ein inländisches und von der Regierung kontrolliertes Angebot zu schaffen, um dadurch die Attraktivität ausländischer Dienste zu senken.

### Verwaltungsgliederung
Iran ist in 31 Provinzen, die Ostans (Persisch: ostān, Plural ostānhā) genannt werden, unterteilt:
1. Teheran
2. Ghom
3. Markazi („Zentral“)
4. Qazvin
5. Gilān
6. Ardabil
7. Zandschān
8. Ost-Aserbaidschan
9. West-Aserbaidschan
10. Kordestān
11. Hamadān
12. Kermānschāh
13. Ilam
14. Lorestān
15. Chuzestān
16. Tschahār Mahāl und Bachtiyāri
17. Kohgiluye und Boyer Ahmad
18. Buschehr
19. Fārs
20. Hormozgān
21. Sistan und Belutschistan
22. Kerman
23. Yazd
24. Esfahān
25. Semnān
26. Mazandaran
27. Golestān
28. Nord-Chorāsān
29. Razavi-Chorāsān
30. Süd-Chorāsān
31. Alborz

Jeder Provinzverwaltung steht ein Gouverneur, der Ostandar (Persisch: ostāndār) genannt wird, vor. Dieser wird vom Innenminister mit Zustimmung des Kabinetts ernannt.
Die Provinzen untergliedern sich weiter in Verwaltungsbezirke (vergleichbar etwa einem deutschen Landkreis), die Schahrestan (persisch شهرستان, Singular: schahrestān, Plural: schahrestānhā) genannt werden.
Verwaltungsbezirke wiederum werden in Kreise, die Bachschs (persisch بخش, DMG baḫš) genannt werden, unterteilt.

## Wirtschaft

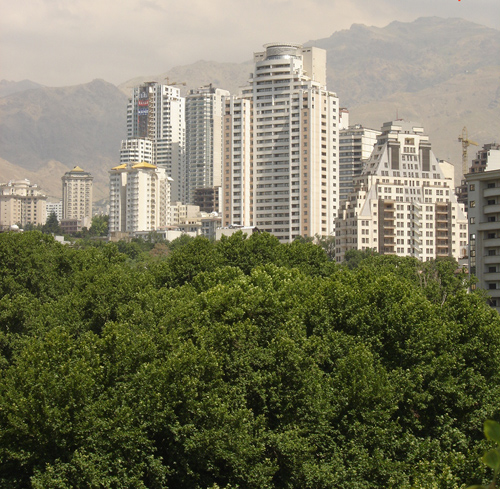
Berge des Elburs über dem Neubaugebiet von Elahiyeh

Die iranische Wirtschaft ist geprägt von starker staatlicher Einflussnahme, der hohen Bedeutung von Öl- und Gasexport sowie den internationalen Sanktionen aufgrund des iranischen Atomprogrammes. Die größte Herausforderung für die Regierung besteht darin, für die zahlreichen jungen Menschen ausreichende Arbeitsplätze bereitzustellen.
Das um die Kaufkraftparität bereinigte Bruttoinlandsprodukt betrug vor der Islamischen Revolution etwa 8000 US-Dollar, bis 1988 war es auf 4000 US-Dollar gesunken und bis 2005 auf 7000 US-Dollar gestiegen. Das Wirtschaftswachstum schwankt seit der Revolution stark; es lag im Jahr 1991 bei 12 %, im Jahr 1994 stagnierte die Wirtschaft. Zu den Gründen hierfür zählen Krieg, schwankende Einnahmen aus dem Ölexport, staatliche Eingriffe und schlechtes Management. Es wird erwartet, dass das nominale Bruttoinlandsprodukt, das 2016/17 377 Milliarden US-Dollar betrug, in den kommenden Jahren jeweils um etwa 4,3 % wächst, wobei das Wachstum des Nicht-Öl-Anteils schwächer ausfällt. Die Inflation lag 2016/17 bei 8,9 %, es wird erwartet, dass sie in den kommenden Jahren zwischen 10 und 11 % verharren wird. Die Arbeitslosigkeit, die 2016/17 bei 12,5 % lag, wird wahrscheinlich auf diesem Niveau verbleiben.
Zu den wichtigsten Wirtschaftszweigen Irans zählen die Öl- und Gasindustrie, petrochemische Industrie, Kfz-Industrie, Landwirtschaft, Metallindustrie und die Zement- und Baustoff-Produktion.
Das Land führt mehrere Wertpapierbörsen, wovon die Teheraner Börse die größte ist und mit dem TEPIX, den Leitindex der Volkswirtschaft angibt.
Trotz vieler Probleme und internationaler Sanktionen wird die Wirtschaft Irans aufgebaut. Die iranische Stahlproduktion wuchs von 0,55 Mio. Tonnen im Jahr 1980 über 1,6 Mio. Tonnen im Jahr 1990 und 6,6 Mio. Tonnen im Jahr 2000 auf 14,5 Mio. Tonnen im Jahr 2012. Die Zementproduktion stieg von 7,5 Mio. Tonnen im Jahr 1980 über 23,9 Mio. Tonnen im Jahr 2000 und 35,0 Mio. Tonnen im Jahr 2007 auf 70 Mio. Tonnen im Jahr 2012. Damit ist Iran der viertgrößte Zementhersteller weltweit.
Im Global Competitiveness Index, der die Wettbewerbsfähigkeit eines Landes misst, belegt Iran Platz 69 von 137 Ländern (Stand 2017–2018). Der Index für wirtschaftliche Freiheit 2024 des Landes war der 169 höchste von 176 Ländern. Die iranische Wirtschaft wird sehr stark vom Staat beeinflusst und ist nicht liberalisiert. Iran belegt im Doing Business-Index der Weltbank von 2018 Rang 124 unter 190 Nationen. Im theokratischen Iran sind weite Teile der Wirtschaft verstaatlicht. Dazu zählen zum Beispiel bis auf wenige Ausnahmen die Banken. Weitere wirtschaftliche Bereiche sind privat oder genossenschaftlich organisiert. Allgemein wird die kapitalistisch ausgerichtete Wirtschaft als Kommandowirtschaft bezeichnet, in der die politischen Machtzentren versuchen die Wirtschaft zu steuern. Der staatlichen Planung liegen jeweils Fünfjahrespläne zugrunde.
| Jahr                                    | 2010    | 2015    | 2016    | 2017    | 2018    | 2019    | 2020    | 2021    | 2022    | 2023    |
| --------------------------------------- | ------- | ------- | ------- | ------- | ------- | ------- | ------- | ------- | ------- | ------- |
| BIP in Mrd. USD (Kaufkraftparität)      | 1.020,1 | 1.115,2 | 1.225,0 | 1.281,4 | 1.278,0 | 1.162,0 | 1.237,8 | 1.322,6 | 1.470,4 | 1.600,1 |
| BIP pro Kopf in USD (Kaufkraftparität)  | 13.756  | 14.127  | 15.327  | 15.806  | 15.569  | 13.987  | 14.729  | 15.735  | 17.318  | 18.658  |
| BIP-Wachstum (real)                     | 5,8 %   | −1,4 %  | 8,8 %   | 2,8 %   | −1,8 %  | −3,1 %  | 3,3 %   | 4,7 %   | 3,8 %   | 5,0 %   |
| Inflation (in Prozent)                  | 12,3 %  | 11,1 %  | 6,8 %   | 8,2 %   | 26,9 %  | 34,8 %  | 36,5 %  | 40,2 %  | 45,8 %  | 40,7 %  |
| Staatsverschuldung (in Prozent des BIP) | 15 %    | 37 %    | 48 %    | 45 %    | 43 %    | 47 %    | 48 %    | 42 %    | 37 %    | 34 %    |

### Außenhandel
2021 exportierte Iran Waren im Wert von 76,4 Milliarden US-Dollar. Die größten Export-Partner waren 2019 China (45,6 %), Indien (13,9 %), Türkei (10,5 %), Südkorea (7,3 %) und die Vereinigten Arabischen Emirate (4,2 %). Das wichtigste Exportgut ist Erdöl. Der hohe Erdölpreis erlaubt Iran Quersubventionen seiner Industrie und Staatskasse.
Der Import betrug 2021 55 Milliarden US-Dollar. Die größten Importpartner waren 2019 China (24,9 %), die Vereinigten Arabischen Emirate (13,8 %), Indien (6,4 %), die Türkei (6,3 %) und Deutschland (5,9 %).
Gegen Iran wurden verschiedene Embargos verhängt. Für die Länder der Europäischen Union sind die Beschränkungen der Verordnung (EU) Nr. 267/2012 einschlägig.
| Entwicklung des Außenhandels (in Mrd. US$ und in % gegenüber dem Vorjahr) | Entwicklung des Außenhandels (in Mrd. US$ und in % gegenüber dem Vorjahr) | Entwicklung des Außenhandels (in Mrd. US$ und in % gegenüber dem Vorjahr) | Entwicklung des Außenhandels (in Mrd. US$ und in % gegenüber dem Vorjahr) | Entwicklung des Außenhandels (in Mrd. US$ und in % gegenüber dem Vorjahr) | Entwicklung des Außenhandels (in Mrd. US$ und in % gegenüber dem Vorjahr) | Entwicklung des Außenhandels (in Mrd. US$ und in % gegenüber dem Vorjahr) | Entwicklung des Außenhandels (in Mrd. US$ und in % gegenüber dem Vorjahr) | Entwicklung des Außenhandels (in Mrd. US$ und in % gegenüber dem Vorjahr) |
| ------------------------------------------------------------------------- | ------------------------------------------------------------------------- | ------------------------------------------------------------------------- | ------------------------------------------------------------------------- | ------------------------------------------------------------------------- | ------------------------------------------------------------------------- | ------------------------------------------------------------------------- | ------------------------------------------------------------------------- | ------------------------------------------------------------------------- |
|                                                                           | 2019                                                                      | 2019                                                                      | 2020                                                                      | 2020                                                                      | 2021                                                                      | 2021                                                                      |                                                                           |                                                                           |
|                                                                           | Mrd.US$                                                                   | % gg. Vj.                                                                 | Mrd.US$                                                                   | % gg. Vj.                                                                 | Mrd.US$                                                                   | % gg. Vj.                                                                 |                                                                           |                                                                           |
| Einfuhr                                                                   | 52,2                                                                      | − 14,1                                                                    | 46,6                                                                      | − 10,7                                                                    | 55,0                                                                      | + 18,0                                                                    |                                                                           |                                                                           |
| Ausfuhr                                                                   | 59,4                                                                      | − 36,4                                                                    | 49,8                                                                      | − 16,1                                                                    | 76,4                                                                      | + 53,3                                                                    |                                                                           |                                                                           |
| Saldo                                                                     | + 7,2                                                                     |                                                                           | + 3,2                                                                     |                                                                           | + 21,4                                                                    |                                                                           |                                                                           |                                                                           |
| Quelle:GTAI                                                               |                                                                           |                                                                           |                                                                           |                                                                           |                                                                           |                                                                           |                                                                           |                                                                           |

### Staatshaushalt
Der Staatshaushalt umfasste 2016 Ausgaben von umgerechnet 72,29 Mrd. US-Dollar, dem standen Einnahmen von umgerechnet 65,87 Mrd. US-Dollar gegenüber. Daraus ergibt sich ein Haushaltsdefizit in Höhe von 1,6 % des BIP.
Die Staatsverschuldung betrug 2016 35,0 % des BIP.
2020 betrug der Anteil der Staatsausgaben (in % des BIP) folgender Bereiche:
- Gesundheit: 5,3 %
- Bildung: 3,6 %
- Militär: 2,1 % (2023)

### Religiöse Stiftungen
Einen bedeutenden Wirtschaftsfaktor stellen die religiösen Stiftungen (Bonyād) dar. Sie kontrollieren ca. 80 % der Wertschöpfung. Die Regierung plant, den privaten Sektor deutlich zu erhöhen. Das System der Bonyāds bestand bereits unter dem Schah und erfüllte schon damals karitative Aufgaben, wie sie auch schwarze Kassen für die herrschende Elite darstellten. Auch heute werden den Bonyāds Vorwürfe wegen mangelnder Transparenz, Korruption und Vetternwirtschaft gemacht. Steuervorteile würden die Entwicklung eines privaten Wirtschaftssektors behindern. Die Bonyāds agieren in Form von Holdings und sind in großen Teilen der Wirtschaft marktbeherrschend, so zum Beispiel im Bereich des Exports, beim Baumaterial (Beton), Reedereien und Petrochemie, außerdem betreiben sie Hotels, Universitäten und Banken. Verantwortlich sind die Bonyāds alleine dem Religionsführer und Staatsoberhaupt Āyatollāh Ali Chamenei. Die beiden größten Stiftungen, deren Besitz je auf bis zu 15 Milliarden US$ angesetzt wird, sind die Bonyād-e-Mostafezān (Stiftung für Entrechtete) sowie der Astan-e Qods-e Razavi von Maschhad, ursprünglich die Verwaltung eines Heiligengrabs, inzwischen aber ein Großkonzern. Im Sozialsystem Irans sind die Bonyāds neben dem Staat der größte Faktor und unterstützen ungefähr die Hälfte der bedürftigen Bevölkerung.

### Privatisierung
Bereits seit 2001 betreiben die iranischen Regierungen Programme zur Förderung der Privatwirtschaft. Der Verfassungsartikel 44 musste dafür geändert werden. 2006 gab die Regierung ein Privatisierungsprogramm heraus, das strategisch wichtige Industrien im Ölsektor und im Finanzbereich einschloss. Die Umsetzung des Programms war schwach, weil der private Sektor wenig Interesse an Investitionen zeigte. 2008 gab die Regierung ein weiteres Programm zur Ermutigung der privaten Investitionen heraus.
Von den Privatisierungsbestrebungen profitiert auch die Islamische Revolutionsgarde, deren Rentenkassen große Firmen zum Beispiel in der Telekommunikationsindustrie aufkaufen. Inwiefern die Kommandeure der Revolutionsgarden direkten Einfluss auf die Geschäftsführung der erworbenen Firmen nehmen, ist umstritten. Da Kapitalmonopole in Iran nicht wie in anderen Ländern vorhanden sind, sind viele Firmen mit akkumuliertem Kleinkapital und durch Rentenkassen finanziert. Eine direkte Einflussnahme der Revolutionsgarden auf die Geschäftsführung ist nicht in jedem Fall zu erkennen, so sitzt im Aufsichtsrat der von den Revolutionsgarden erworbenen Telekom kein Mitglied der Pāsdārān. Auch dieser Kauf war zur Hälfte privat finanziert. Kritisiert werden Steuervorteile gegenüber privaten Unternehmen sowie die Zollfreiheit der Revolutionsgarden. Am Ausbau der Teheraner Metro sind die Nationale Baugesellschaft, die den Revolutionsgarden gehören soll, und die religiöse Stiftung Bonyād-e Mostazafin va Dschānbāzān („Stiftung der Unterdrückten und Kriegsversehrten“) je zur Hälfte beteiligt. Die Pāsdārān selber bestreiten jede direkte wirtschaftliche Aktivität und weisen insbesondere den Vorwurf des Schmuggels, der von Präsident Ahmadineschad erhoben wurde, zurück.

### Landwirtschaft
Die landwirtschaftliche Nutzfläche beträgt trotz zahlreicher Gebirge und Wüsten 10 % der Landesfläche, wovon ein Drittel künstlich bewässert wird. Die Landwirtschaft ist einer der größten Arbeitgeber des Landes. Wichtige Produkte sind Pistazien, Weizen, Reis, Zucker, Baumwolle, Früchte, Nüsse, Datteln, Wolle und Kaviar. Seit der Revolution von 1979 wurde der Anbau von Weintrauben wegen des in Iran gesetzlich (mit der Scharia) festgelegten Verbots von Alkoholkonsum für Muslime, auf den 200.000 Hektar Rebfläche fast vollständig auf Tafeltrauben und Rosinen umgestellt. Bei Rosinen ist Iran inzwischen nach der Türkei der zweitgrößte Exporteur der Welt, bei Safran mit ungefähr 90 % Marktanteil des globalen Bedarfs mit Abstand der größte.

### Bergbau, Erdöl und Erdgas

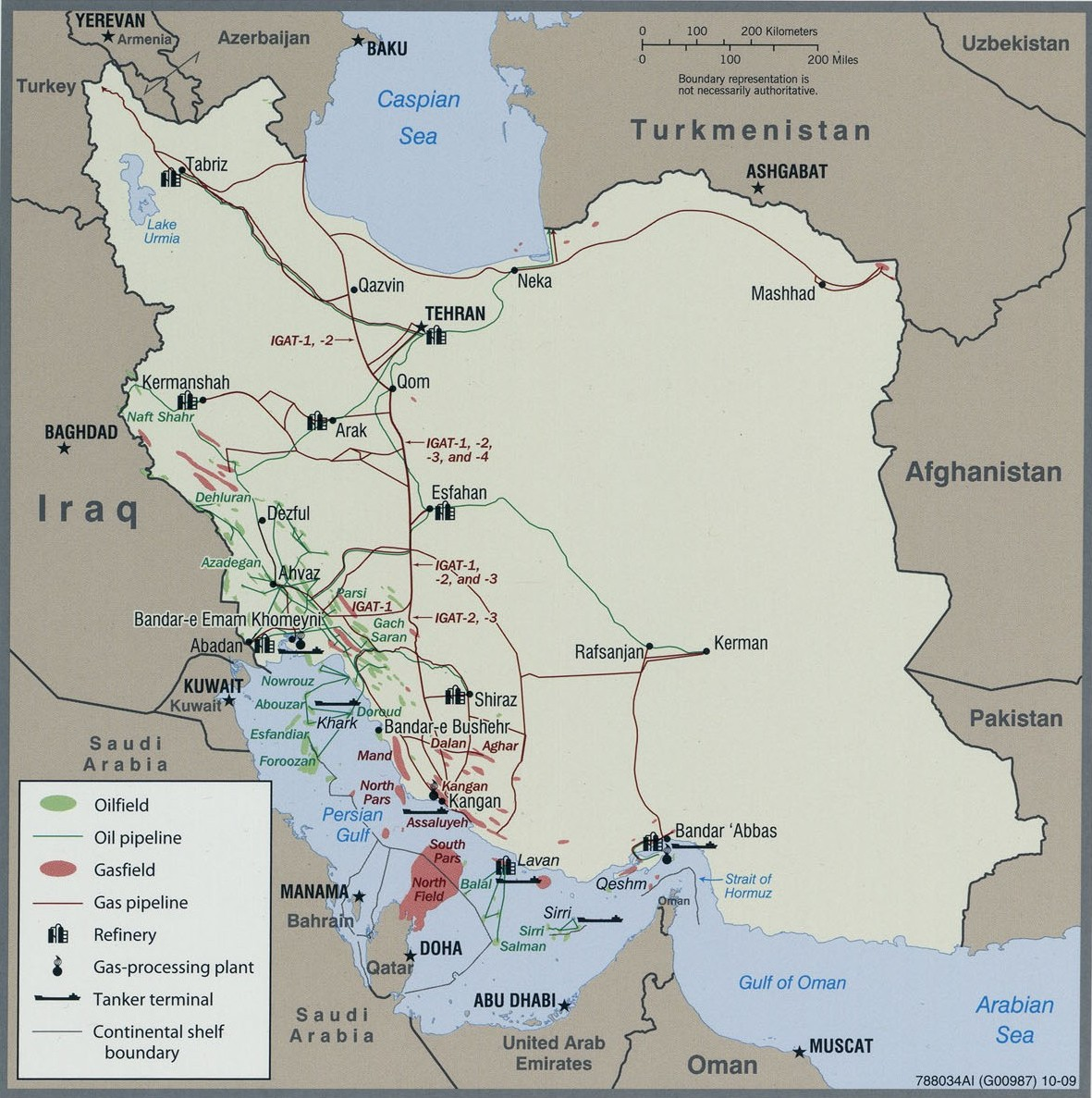
„Wichtige Einrichtungen des Erdölsektors“ (Karte der CIA, 2009)

Die Förderung und Verarbeitung von Erdöl und Erdgas spielen in der iranischen Wirtschaft eine besonders wichtige Rolle. Das erste iranische Erdöl wurde in der Stadt Masdsched Soleyman im Jahr 1908 von der britischen Burma Oil Company, die die D’Arcy-Konzession übernommen hatte, gefunden. In der Folge wurde die Anglo-Persian Oil Company gegründet, die in britischem Besitz war, aber einen Anteil der Gewinne an den iranischen Staat abliefern musste. Die ausländische Kontrolle über das iranische Öl und die niedrigen Zahlungen, die der iranische Staat aus dem Ölgeschäft erhielt, mündeten ab 1946 zur Forderung, die Ölindustrie zu verstaatlichen, später zur Abadan-Krise und zum Sturz der Regierung Mossadegh. Im Jahr 1960 war Iran Gründungsmitglied der OPEC.
1968 förderte Iran 2.847.580 Barrel pro Tag und wurde damit zum größten Erdölproduzenten im Nahen Osten und nach den USA, der UdSSR und Venezuela zum viertgrößten Ölproduzenten der Welt, sowie einer der größten Erdgas-Produzenten.
Seit der Islamischen Revolution sind alle natürlichen Ressourcen in staatlichem Eigentum, alle Öl- und Gasprojekte laufen über die staatlichen Firmen National Iranian Oil Company, National Iranian Gas Company und National Petrochemical Company. Die Produktionsniveaus von vor der Revolution (6 Millionen Barrel pro Tag) wurden seitdem wegen Kriegen, nicht getätigten Investitionen und des Rückganges der Ergiebigkeit existierender Quellen nicht mehr erreicht.
Die Förderung und Verarbeitung von Erdöl und Erdgas trug im Jahr 2012 etwa 20 % zum iranischen BIP bei. Im gleichen Jahr war Iran der drittgrößte Förderer von Erdgas und der sechstgrößte Förderer von Erdöl. Es wurde geschätzt, dass zu Ende des Jahres 2012 157 Milliarden Barrel Erdöl (und damit 9,4 % der weltweiten Erdölvorkommen) und 33,6 Billionen Kubikmeter Erdgas (18 % der weltweiten Erdgasvorkommen) in Iran lagern. Allerdings meldete d Iran im Jahr 2019 den Fund eines neuen Erdölfeldes mit 53 Milliarden Barrel Öl. Im Jahr 2014 förderte Iran täglich 3,4 Millionen Barrel Erdöl. Davon verblieben 1,8 Millionen Barrel für den Eigenverbrauch im Land; die Raffineriekapazitäten lagen 2014 bei 2 Millionen Barrel pro Tag. Trotzdem mussten etwa 61.000 Barrel pro Tag an Erdölprodukten importiert werden. Im Jahr 2013 wurden darüber hinaus 163 Milliarden Kubikmeter Erdgas gefördert (4,8 % der weltweiten Menge) und fast zur Gänze im Inland verbraucht. South Pars ist das größte Gasfeld des Landes, es liegt im Persischen Golf und enthält 40 % der iranischen Gasreserven. Somit gehört Iran zu den größten Erdgasverbrauchern der Welt. Um das Wachstum des Energiebedarfes zu verlangsamen, und um Verschwendung sowie Schmuggel einzudämmen, wurden im Jahr 2010 die Subventionen gekürzt, weitere Maßnahmen werden noch folgen.
Die Erdöllagerstätten Irans befinden sich größtenteils im Südwesten des Landes und setzen sich teilweise auf das Territorium von Nachbarstaaten fort. Eines der größten Erdgasfelder liegt bei Gach Saran am Rand des Zagros-Gebirges. Etwa 70 % der Erdölvorkommen sind onshore, etwa 80 % der Lagerstätten wurden vor 1965 entdeckt (Stand 2015). Von den Häfen am Persischen Golf muss das Öl durch die dichtbefahrene Straße von Hormus zu den Empfängerländern transportiert werden; durch diese Straße flossen 2013 täglich 17 Millionen Barrel Erdöl und 3,7 Tcf verflüssigtes Erdgas.
Aufgrund der internationalen Sanktionen gegen Iran sank die Erdölförderung zwischen 2011 und 2014 stark und die Förderung von Erdgas nahm nur sehr leicht zu. Die Einnahmen für den iranischen Staat sanken von 118 Milliarden US-Dollar 2011/12 auf rund 56 Milliarden US-Dollar 2013/2014. Der Rückgang in der Fördermenge wird vor allem auf den Mangel an ausländischer Technik und Investition, den Rückzug ausländischer Partner bei der Erschließung neuer Quellen und auf die nicht mögliche Versicherungsdeckung für Tankertransporte zurückgeführt.
Der Bergbau und die Weiterverarbeitung der abgebauten Rohstoffe tragen weitere 14,2 % zum BIP Irans bei. Zu den wichtigsten dieser Rohstoffe gehören Kohle (1,3 Millionen Tonnen 2012), Eisen (24 Millionen Tonnen), Kupfer (260.000 Tonnen), Aluminium (230.000 Tonnen), Blei (40.000 Tonnen) und Mangan (70.000 Tonnen). Die Minen sind teils in privatem Besitz, teils werden sie über das staatliche Unternehmen IMIDRO von der Regierung kontrolliert.

### Automobilindustrie
In der Automobilindustrie waren 2010 rund 500.000 Menschen beschäftigt, damit ist die Branche der zweitgrößte Arbeitgeber nach der Ölindustrie und Iran der größte Automobilproduzent im Mittleren Osten. 2012 ist die iranische Automobilproduktion scharf eingebrochen; es wurden nur noch 989.110 Fahrzeuge produziert – 40 Prozent weniger als 2011. Darunter fallen 848.000 PKW und 141.110 Nutzfahrzeuge. Die beiden größten Automobilhersteller sind die staatliche SAIPA – um 2015 derzeit im Privatisierungsprozess – und Iran Khodro (IKCO). Die IKCO produziert neben einheimischen Modellen wie Dena und Runna in Lizenz Modelle unter anderem von Peugeot. SAIPA hat die IKCO im Jahr 2010 das erste Mal in der Rangfolge überholt. Nach Ansicht des Business Monitor International’s Iran Autos Report wird sich die Belastbarkeit der iranischen Automobilindustrie erst in den nächsten Jahren zeigen, wenn der einheimische Markt gesättigt ist und Iran zunehmend auf dem internationalen Markt agiert, denn bisher ist der Produktionsanstieg noch überwiegend auf die Unterstützung der Regierung zurückzuführen. 12,64 % der zugelassenen Kraftfahrzeuge werden mit Gas betrieben. Iran liegt damit weltweit an fünfter Stelle der Nutzung von gasbetriebenen Kraftfahrzeugen. Der schwedische LKW-Produzent Scania eröffnete 2011 eine neue Produktionslinie in Qazvin und löst damit Daimler-Chrysler ab, das seine Geschäftskontakte mit Iran abgebrochen hat.

### Tourismus
Erklärtes Ziel der iranischen Regierung ist es, mehr Touristen anzulocken, um Deviseneinnahmen und Arbeitsplätze zu generieren. Bis ins Jahr 2025 sollen jährlich zehn Millionen Personen Iran besuchen. Als besondere touristische Anziehungspunkte gelten:
- Strände am Kaspischen Meer und am persischen Golf, die insgesamt 3000 Kilometer Küstenlänge umfassen
- Sandwüsten Kawir und Lut
- Städte wie Teheran und Isfahan mit ihren alten Bauten, Museen und Bazaren[509]

### Ungleichverteilung und Subventionen
Zu den Leitmotiven der Islamischen Revolution gehörte die Umverteilung von den Kapitalisten zu den „Enterbten“. Aus diesem Grund wurden nach der Revolution zahlreiche Anstrengungen wie die Elektrifizierung ländlicher Regionen und Verbesserungen im Gesundheits- und Bildungssystem unternommen, aber auch Subventionen für Lebensmittel, Medikamente und Energie sowie Arbeitsmarktregulierungen eingeführt. In den 1990er Jahren ist der Anteil der Bevölkerung, der in Armut leben muss, stark gesunken; heute leben nur 2–3 % der Iraner in schwerer Armut, im internationalen Vergleich ein niedriger Wert. Der die Ungleichverteilung messende Gini-Koeffizient liegt mit 0,43 nur wenig unter dem Niveau von vor der Revolution; im internationalen Vergleich ist er durchschnittlich.
Die iranische Regierung gab im Jahr 2005 etwa 2 Milliarden US-Dollar für Subventionen für Nahrungsmittel und Medikamente aus.
In der zweiten Jahreshälfte 2010 begann die iranische Regierung mit der Umsetzung einer lange geplanten Reform von Subventionen auf Energiepreise, Getreide, Brot und öffentlichen Personenverkehr. Der IWF attestierte Iran dazu gute Startbedingungen beim Rückgang der Inflation von über 30 % auf 10 % ab September 2009. Im ersten Jahr der Reformen wurden $ 60 Milliarden an Subventionen zurückgefahren, 15 % des Bruttoinlandproduktes. Grund für die Reform sind die steigenden Energiepreise auf dem Weltmarkt, bei künstlich niedrig gehaltenen Preisen im Inland, was dazu führte, dass Iran zu einem der größten Energieverschwender wurde, während gleichzeitig Haushalte mit niedrigem Einkommen von den Subventionen kaum profitierten. Der IWF nennt eine Summe von durchschnittlich $ 4000 jährlicher Subventionen für einen vierköpfigen Haushalt; doch gibt es einen großen Teil Iraner, deren Jahreseinkommen unter $ 4000 liegt. Man verspricht sich also sowohl einen sparsameren Umgang mit Energie als auch die Entwicklung energiesparender Techniken, zum Beispiel in der iranischen Autoproduktion, und mehr soziale Gerechtigkeit durch Direktzahlungen an einkommensschwache Haushalte sowie erhöhte Staatseinnahmen durch mehr Exportkapazitäten bei Öl und Gas. Insgesamt gehen 30 % des durch die gestrichenen Subventionen eingesparten Geldes direkt an die Bürger zurück, 20 % werden an die Industrie zur Entwicklung von Energiesparmaßnahmen gezahlt, der Rest verbleibt zum Ausgleich der erhöhten Energiepreise im Staatshaushalt. Es sind 93 % der iranischen Bürger für die Direktzahlungen registriert. Pro Person eines Haushaltes werden ca. $ 80 alle zwei Monate ausgezahlt. Der IWF zog im Juni eine positive Zwischenbilanz der Reformen: Trotz der bis um das 20fache erhöhten Energiepreise stieg die Inflationsrate maßvoll auf 14,2 % im Mai 2011. Es wurde eine vorübergehende Abschwächung des Wirtschaftswachstums und ebenso vorübergehender Anstieg der Inflationsrate erwartet, der IWF konstatierte aber mehr soziale Gerechtigkeit und geringeren Energieverbrauch.

### Arbeitsmarkt
Iran verfügt über eine große und gut ausgebildete Bevölkerung im arbeitsfähigen Alter. Das Land kann davon profitieren, den demographischen Übergang absolviert zu haben, sodass verstärkt in Humankapital investiert wurde und wird. Bis etwa 2045 wird Iran ein guter Abhängigenquotient vorausgesagt. Der ineffiziente Arbeitsmarkt verhindert jedoch, dass das Land den maximalen Nutzen aus dieser Situation zieht. In den vergangenen 30 Jahren lag die Arbeitslosenquote in Iran immer um die 11 %, wobei die Jugendarbeitslosigkeit bei etwa 30 % liegt. Darüber hinaus partizipieren nur 17 % der Frauen am Arbeitsmarkt, wodurch eine im internationalen Vergleich sehr niedrige Partizipationsrate resultiert. Dazu kommt ein großes Gefälle zwischen städtischer und ländlicher Arbeitslosigkeit. Das Arbeitsgesetz von 1990 sieht hohe Strafen für jene Unternehmen vor, die Arbeitnehmer ohne wichtigen Grund kündigen. Dies hat zur Folge, dass private Unternehmen nur sehr vorsichtig neue Arbeitskräfte einstellen und dass sie sich nur an vorgelegten Diplomen über die Fähigkeiten eines Bewerbers orientieren können. Die Folge davon ist, dass junge Leute bestrebt sind, bestmögliche Diplome statt produktiver Fähigkeiten zu erwerben, und dass etwa 84 % aller Universitätsabgänger im staatlichen und halbstaatlichen Sektor aufgenommen werden. Somit übernimmt der Arbeitsmarkt die Funktion einer Sozial- und Arbeitslosenversicherung, was zu großen gesamtwirtschaftlichen Kosten führt.
Nach der islamischen Revolution bestimmte Ajatollah Chomeini, dass nur Gläubige, die an die Islamische Republik glauben, Spitzenaufgaben in Staat und Wirtschaft übernehmen dürfen: Fromme und rechtschaffene Personen müssen staatliche Aufgaben übernehmen, weil sonst der Staat verderbe. Dieses Prinzip gilt heute im gesamten staatlichen Bereich des Landes, der 70 % der Wirtschaftsleistung erbringt. Das im Auswahlgesetz von 1996 verankerte Gozinesh-Verfahren sieht die Auswahl des Personals anhand religiöser Denkweise sowie ideologischer, moralischer und politischer Faktoren vor. Diese Kriterien werden anhand von Fachfragen zu religiöser Praxis, dem Koran sowie Politik, Ideologie und Geschichte der Islamischen Republik abgeprüft, darüber hinaus werden Nachbarn und Familie befragt. Die Konformität von Arbeitnehmern, die das Gozinesh-Verfahren bestanden haben, werden am Arbeitsplatz weiterhin überwacht. Diese Praxis führt dazu, dass das Potential an gut ausgebildetem Personal vergeudet wird, dass gut ausgebildete Personen in Berufen arbeiten müssen, für die sie überqualifiziert sind, und dass entscheidende Positionen von Leuten bekleidet werden, die dafür nicht geeignet sind. Viele säkular eingestellte Menschen müssen somit für ihren Arbeitsplatz ein Doppelleben führen. Diese Umstände tragen maßgeblich zur Talentflucht, der Abwanderung qualifizierter Personen aus Iran bei.
Neben der hohen Arbeitslosigkeit ist Kinderarbeit und die Beschäftigung von Billiglohnarbeitern vor allem aus Afghanistan verbreitet. Für die Beschäftigten gibt es keine gewerkschaftliche Vertretung. Besonders Billiglohnarbeiter sind starken Repressionen ausgesetzt.

## Infrastruktur

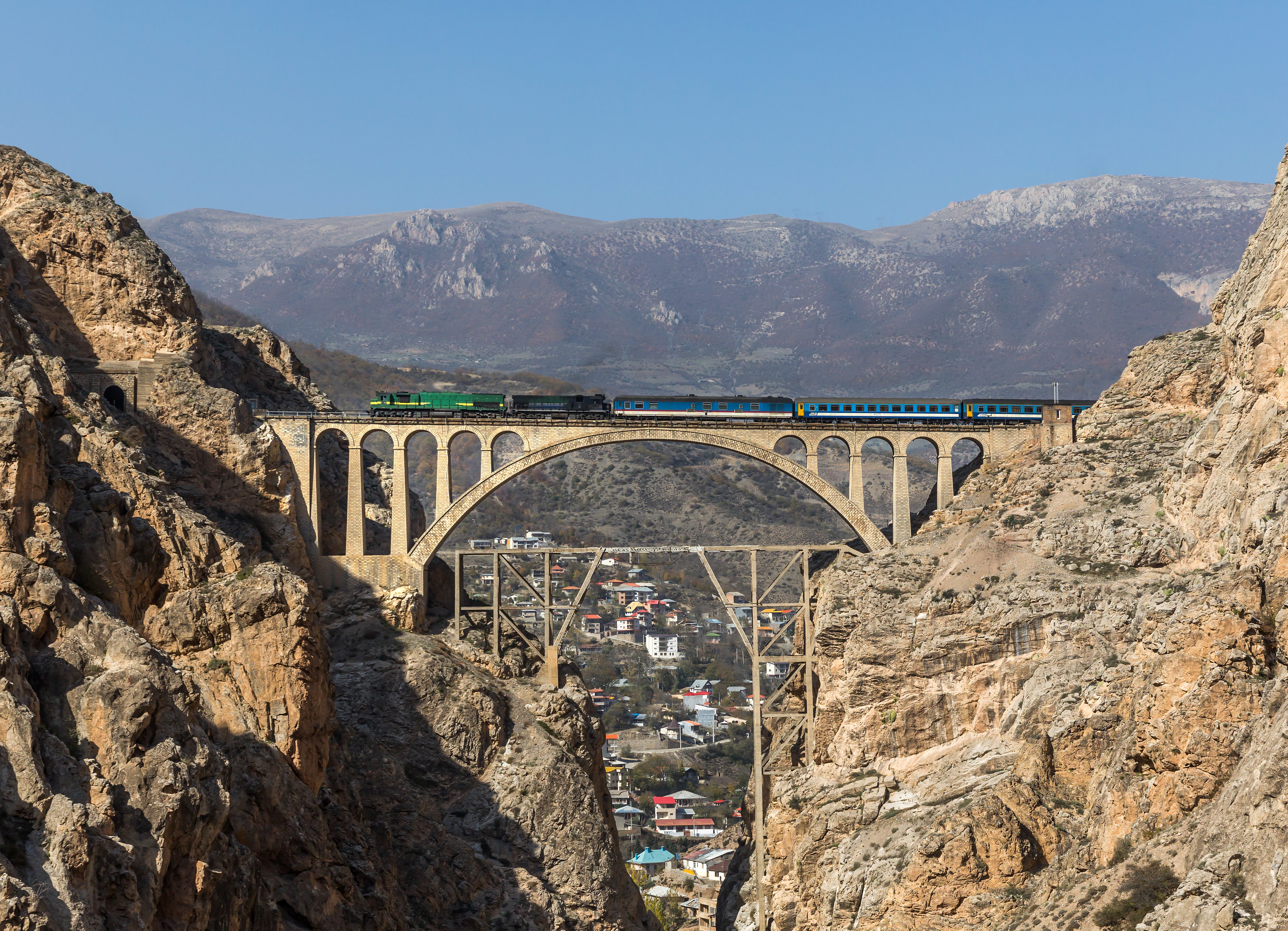
Veresk Mazandaran

### Verkehr
Iran hat ca. 2500 km Autobahnen sowie ein großes Netz weiterer Straßen inklusive ausgebauter Schnellstraßen. Das gesamte Straßennetz hat eine Länge von 198.866 km (160.366 km davon asphaltiert).
Mit 32,1 Toten auf 100.000 Einwohner pro Jahr hatte das Land eine der höchsten Raten an Verkehrstoten weltweit. Zum Vergleich: In Deutschland waren es im selben Jahr 4,3 Tote. Insgesamt kamen damit ca. 25.000 Personen im Straßenverkehr ums Leben. Gründe dafür sind ein überlastetes Verkehrsnetz mit einer ungenügenden Infrastruktur bei einer relativ fortgeschrittenen Motorisierung. 2017 kamen in Iran 256 Kraftfahrzeuge auf 1000 Einwohner (in Deutschland waren es über 500 Fahrzeuge).
Seit 1888 verfügt Iran über ein Eisenbahnnetz.
- Eisenbahngesellschaft der Islamischen Republik Iran
- Transiranische Eisenbahn.

Die staatliche Fluggesellschaft Iran Air befliegt nationale und internationale Routen. Aufgrund der internationalen Sanktionen hat die Airline mit dem Zustand einer veralteten Flotte zu kämpfen. Neben der staatlichen Iran Air besteht eine Reihe privater Fluggesellschaften, wodurch alle größeren Städte in Iran mit dem Flugzeug erreicht werden können.

### Feuerwehr
In der iranischen Feuerwehr waren im Jahr 2019 insgesamt 9285 Berufsfeuerwehrleute organisiert, die in 452 Feuerwachen und Feuerwehrhäuser, in denen 1300 Löschfahrzeuge und 20 Drehleitern bzw. Teleskopmasten bereitstehen, tätig sind. Die nationale Feuerwehrorganisation Tehran Fire Department (TFD) repräsentiert die iranische Feuerwehr mit ihren Feuerwehrangehörigen im Weltfeuerwehrverband CTIF.

### Energie
In Iran wurden im Jahr 2013 etwa 224 Milliarden kWh an elektrischer Energie generiert, 92 % davon in Wärmekraftwerken, die mit Erdgas (70 %) oder Erdöl befeuert wurden. Die verbleibenden 8 % kamen aus Atomkraft, Wasserkraft und anderen erneuerbaren Energiequellen. Es wird erwartet, dass der Bedarf an elektrischer Energie weiter steigen wird, wenngleich die Regierung zu Beginn des Jahres 2014 die Strompreise um 25 % angehoben hat und im Jahre 2015 eine weitere Anhebung plant, um das Wachstum zu vermindern und den Druck auf die existierenden Kapazitäten zu dämpfen. Um den Bedarf zu decken, aber auch um noch mehr elektrische Energie exportieren zu können, hat das Energieministerium den Bau von 35 neuen Kraftwerken vorgeschlagen.
Das momentan einzige iranische Atomkraftwerk ist die Anlage in Buschehr, die eine Leistung von 700 MW haben soll. Mit seinem Bau wurde bereits in den 1970er Jahren begonnen, aufgrund von Islamischer Revolution, Beschädigungen im Irak-Iran-Krieg und Problemen mit dem Auftragnehmer Rosatom, den man mit der Fertigstellung betraut hatte, ging das Kraftwerk erst im Jahr 2013 ans Netz. Es existieren Pläne für zwei weitere Blöcke in Buschehr, die jeweils 1000 MW leisten sollen. Bereits seit langem ist ein weiteres Atomkraftwerk in Darkhovin in Planung. Pläne, an 15 weiteren Standorten Atomkraftwerke zu errichten, sind aufgrund der internationalen Sanktionen gegen Iran bisher nicht in die Umsetzung gelangt.
Iran entwickelte sich zu einem großen Staudammbauer. 157 Dämme wurden gebaut, 84 befinden sich im Bau oder Planung, vor der Islamischen Revolution gab es nur 13 Staudämme im Land. Abgesehen von der Produktion von Elektrizität, die dann wiederum mehr Öl für den Export freigibt, will das Land damit die fortschreitende Wasserknappheit handhaben. Das größte Projekt ist der Bachtiyari-Staudamm in der Provinz Lorestan im Südwesten Irans, im Zagros-Gebirge. Er soll der größte doppelbögige Staudamm der Welt werden, mit einer Höhe von 315 Metern. Bedingt durch seine schwierige geographische Lage ist es nicht notwendig, Menschen dafür umzusiedeln.

### Internet
Iran erhielt 1993 Zugang zum Internet. Im Jahr 2022 nutzten 81,7 Prozent der Einwohner Irans das Internet. Überwacht werden Internetinhalte von der Internetpolizei „Fata“, so etwa die Instagram-Kanäle.
Siehe: #Medien

### Literatur

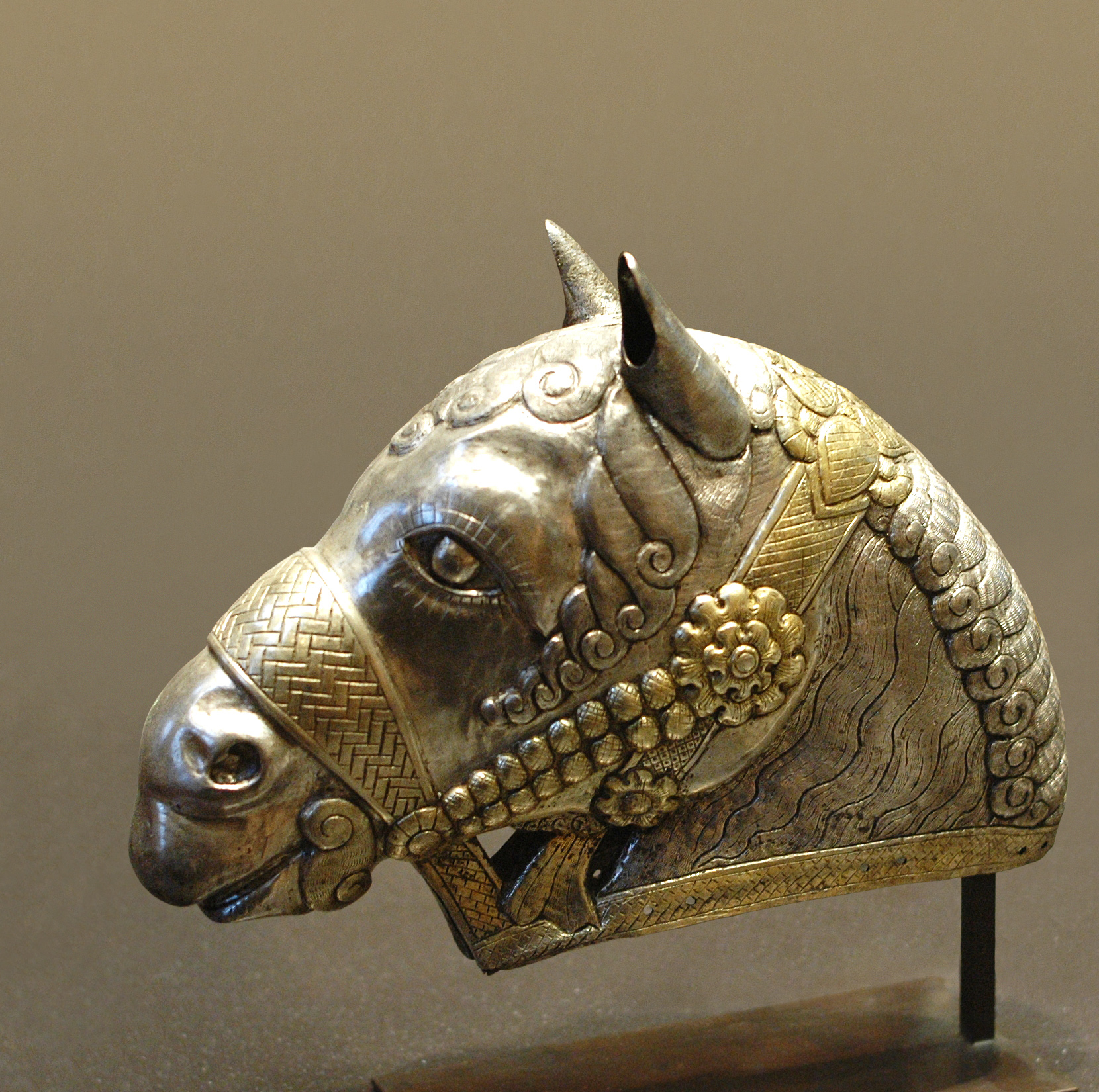
Sassanidischer Pferdekopf, Kerman
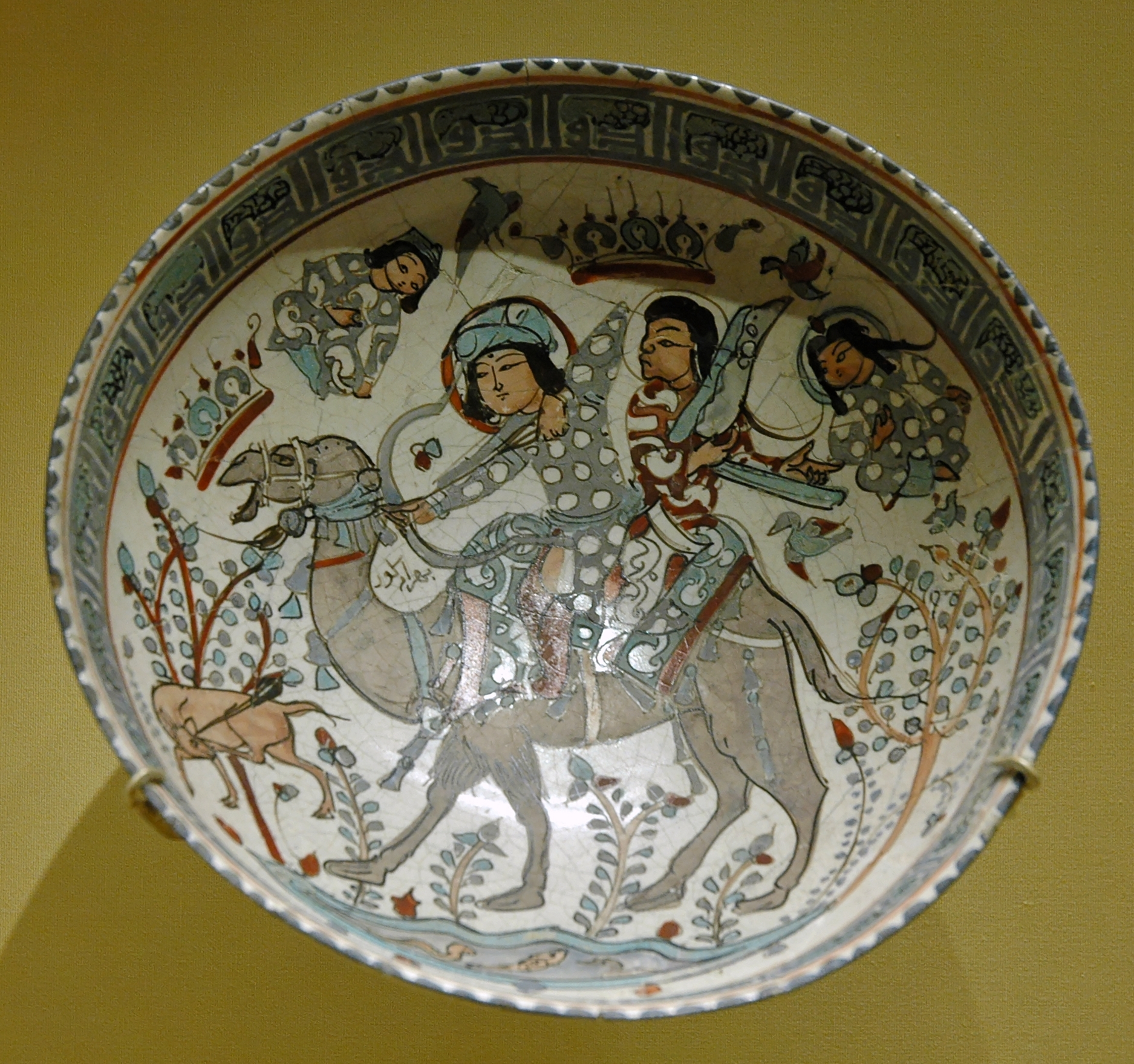
Bahram Gur (Figur aus dem Schāhnāme) mit der Harfenistin Azadeh – Schale (12./13. Jahrhundert)
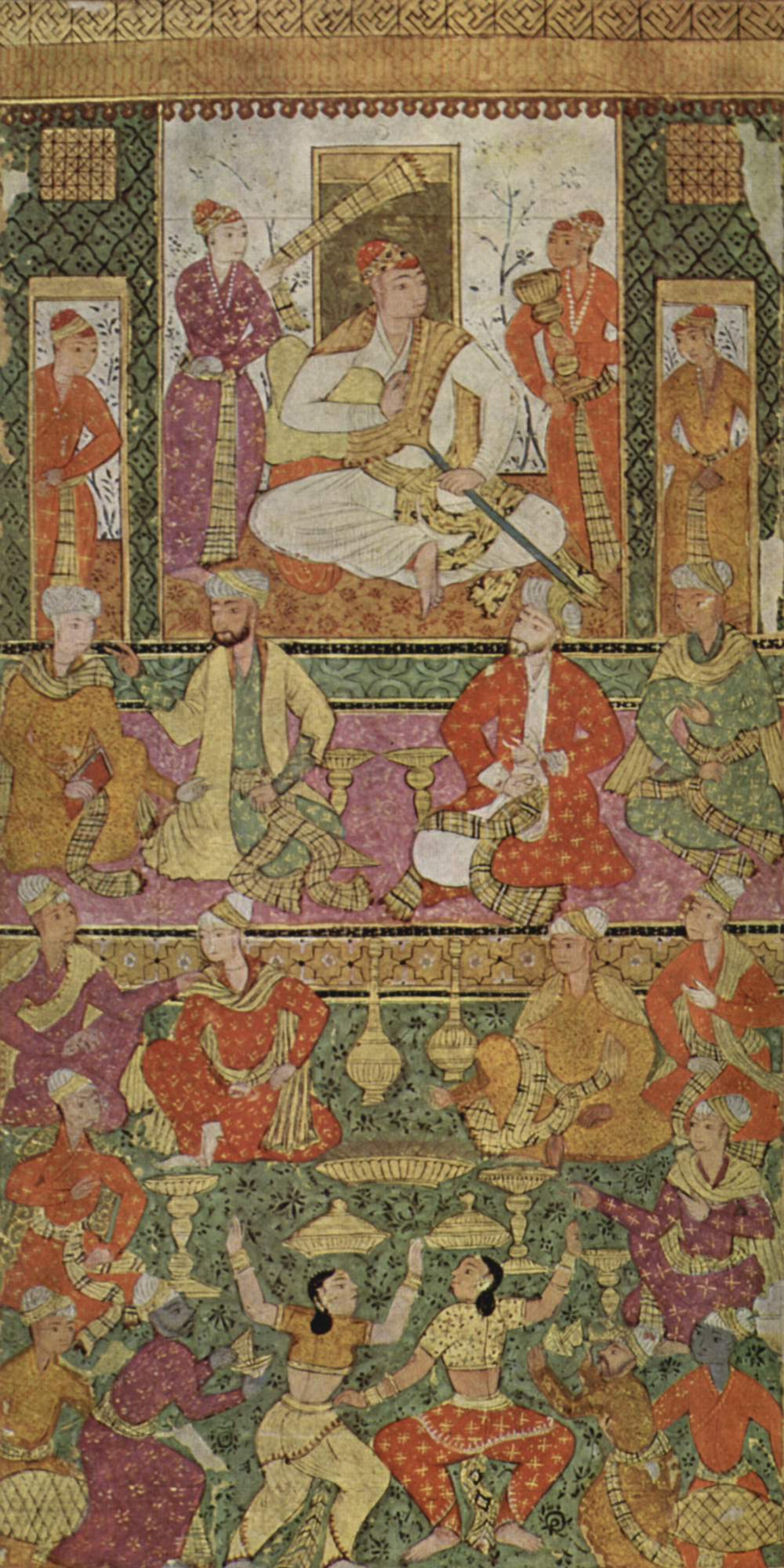
Der Diwan des Hafis
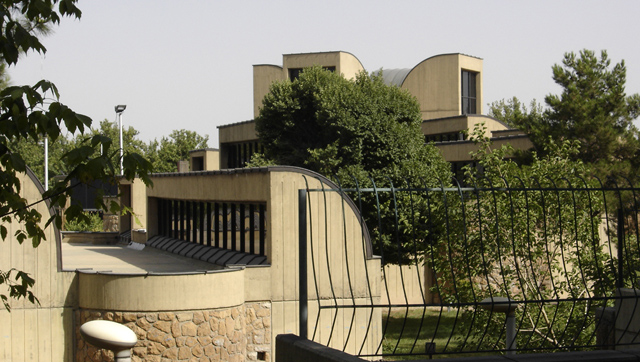
Teheraner Museum für Zeitgenössische Kunst

## Kultur

### Architektur

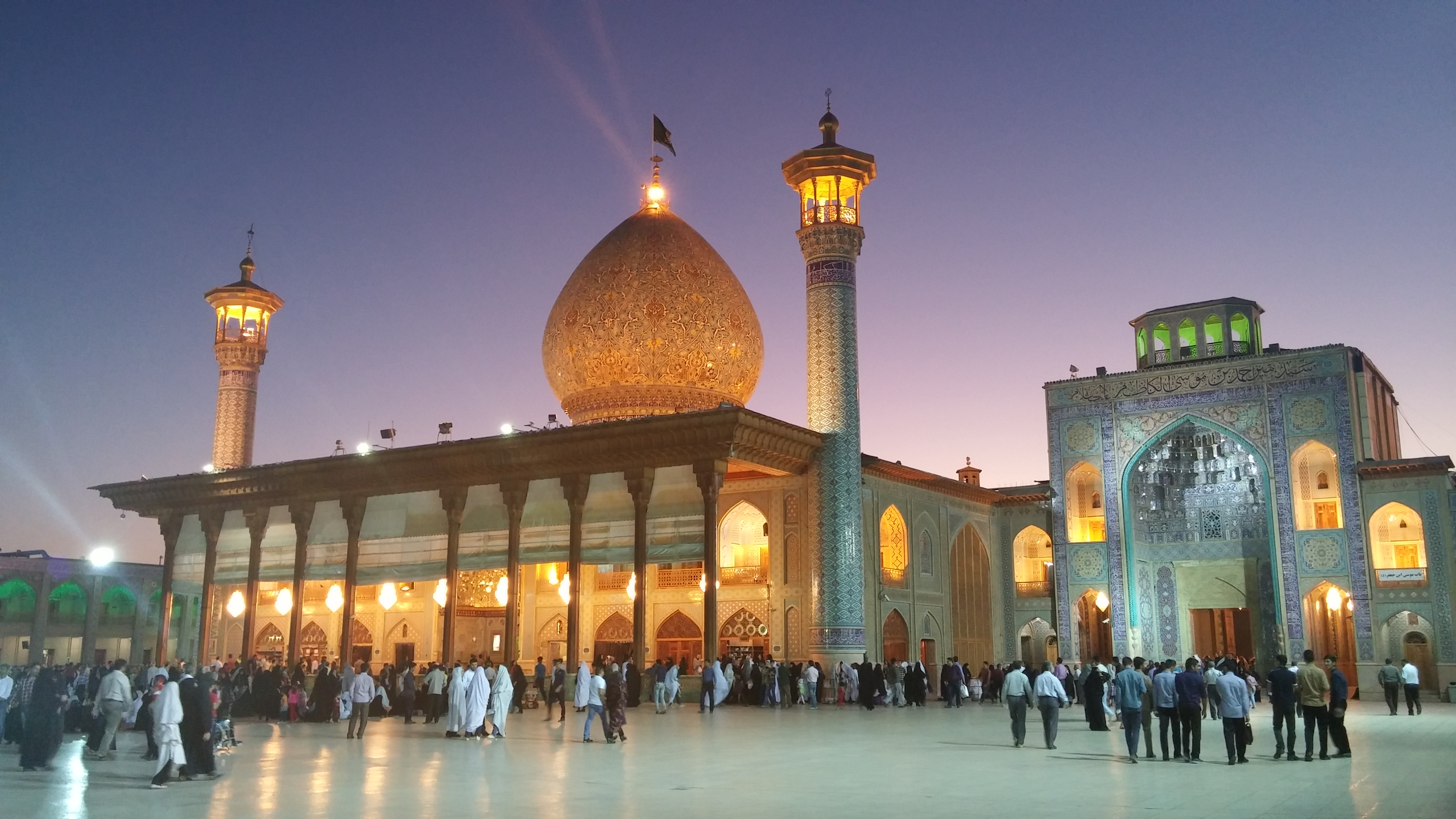
Schah-Tscheragh-Schrein in Schiras

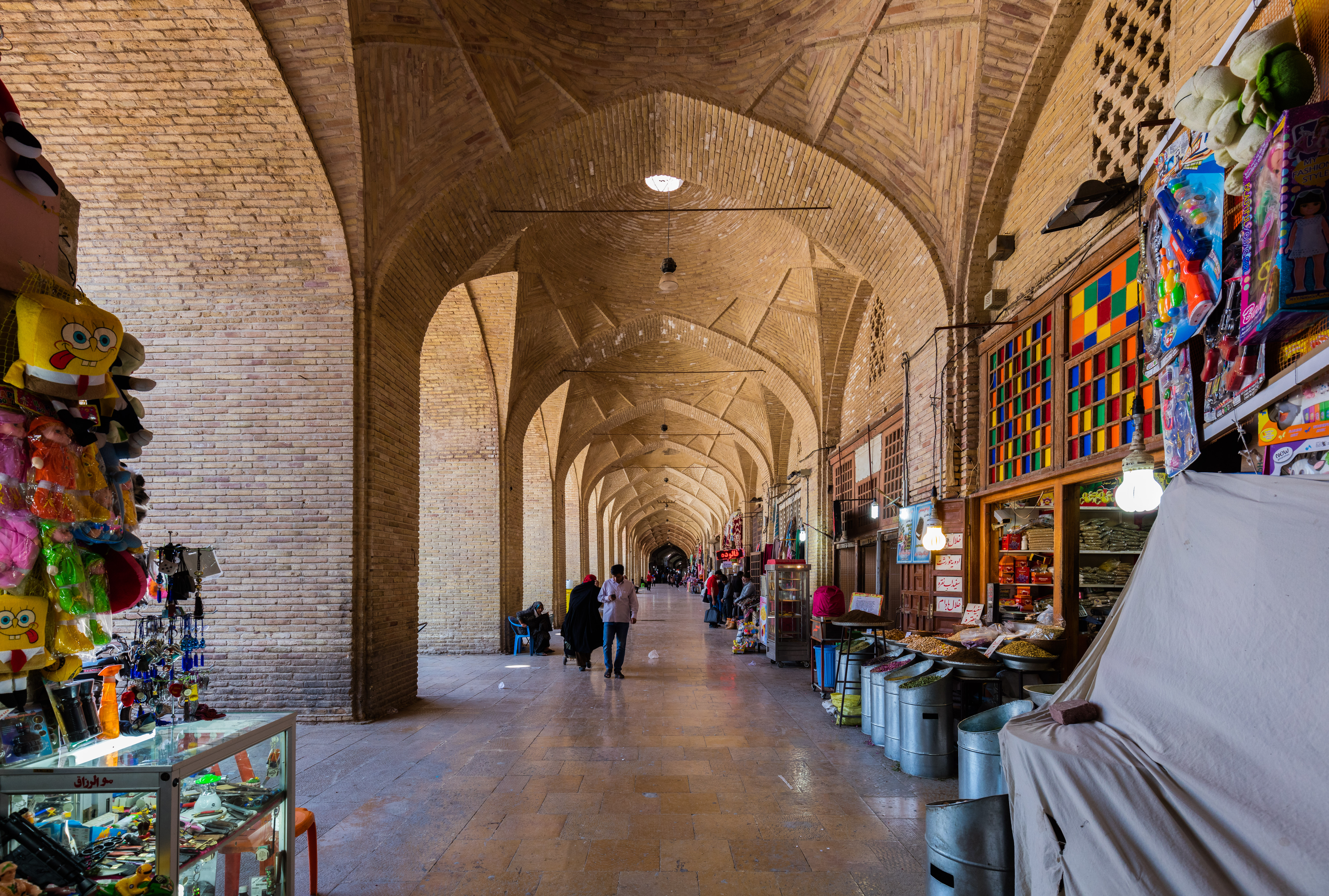
Basar in Kerman

Die traditionelle iranische Architektur spiegelt die klimatischen und sozialen Gegebenheiten des Landes wider. Um das sehr heiße und trockene Sommerwetter zu überstehen, wurden bereits seit drei Jahrtausenden, Qanate, unterirdische Wasserspeicher und Eishäuser gebaut. Mit Windtürmen wird frische Luft in die teils unter der Erde liegenden Wohnräume gebracht, wo man es über Wasserflächen streichen lässt, um die Räumlichkeiten zu kühlen. Als Baumaterial dient vor allem Lehm und daraus gebrannte oder ungebrannte Ziegel; dieses Baumaterial schützt gegen Hitze und hält bei Kälte die Wärme im Raum. Mauern, seien es Stadtmauern oder Mauern um das eigene Haus, widerspiegeln die zahlreichen Überfälle, unter denen die iranische Bevölkerung zu leiden hatte, aber auch die religiös bedingte Notwendigkeit, das private Leben vom öffentlichen Leben zu trennen. So hat das traditionelle Wohnhaus keine Fenster nach außen, sondern nur in einen Innenhof. Die aus dem Zoroastrismus stammende Vorliebe für das Licht als Quelle von Schönheit, aber auch die Vorliebe für reiche Verzierungen, hat sich bis in die heutige Zeit als prägendes Element der iranischen Architektur überliefert. Die traditionelle iranische Stadt trennt Wohnviertel von Geschäftsvierteln, wo sich auch Basar und Hauptplatz befinden. Ethnischen und religiösen Minderheiten sind meist auch eigene Stadtviertel zugewiesen; reiche und arme Bewohner wurden jedoch nicht voneinander getrennt.
Die früheste präislamische Architektur Irans ist in Form von Überresten von Häusern aus Lehmziegeln erhalten (Tappe Zaghe nahe Qazvin). Die Elamiten bauten riesige Zikkurate, die mit Mosaiken aus glasierten Ziegeln verkleidet waren, wie in Tschogha Zanbil. Die erste größere Stadt war die geplant gebaute Residenz der Meder-Könige, Ekbatana. Aus der Zeit des Achämenidenreichs sind zahlreiche architektonische Reste von den typischen eleganten, mit Reliefs geschmückten Palästen, Mausoleen und Feuertempeln erhalten, allen voran die Hauptstädte Pasargadae und Persepolis. Unter den Parthern hielten Gewölbe, Kielbögen sowie der starke Gebrauch von Steinmetz- und Stuckarbeiten Einzug. Die Sassaniden orientierten sich an den Bauwerken der Achämeniden, ihre Bauwerke waren durch kunstvolle Bemalungen charakterisiert.
Nach der Einführung des Islam in Iran änderte sich auch das architektonische Schaffen. Moscheen, zunächst noch einfache Gebäude, wurden bald nach iranischem Geschmack Kuppelgebäude, verziert mit Kalligraphien, Stuck, Muqarnas, Fliesen, Mosaiken und Spiegelarbeiten. Zu den architektonisch bedeutendsten religiösen Gebäuden zählen der Imam-Reza-Schrein, der Schrein der Fatima Masuma, der Schah-Abdol-Azim-Schrein oder Schah Tscheragh. Die Verzierung der Moscheen mit Fliesen nicht nur außen, sondern auch innen kam im 13. Jahrhundert auf; die Fliesen können Blumen-, Kalligraphie- oder geometrische Motive haben. Die Safawiden waren besondere Förderer der Architektur, sie ließen ihre Hauptstadt Isfahan mit dem Ensemble um den Meidan-e Emam, Gärten und Palästen wie dem Tschehel Sotun ausstatten; die Zand verschönerten Schiras mit zahlreichen Bauwerken wie der Zitadelle oder Gartenanlagen wie dem Bāgh-e Eram.
In der Zeit der Kadscharen hielten europäische Konzepte Einzug in die iranische Architektur. Vor allem die Beaux-Arts-Architektur ist in zahlreichen staatlichen Neubauten sichtbar. In der Zwischenkriegszeit wurden viele Gebäude von europäischen Architekten für Iran geplant, die nur oberflächlich mit persischen Formen geschmückt sind. Das Stadtbild vieler Städte wurde mit großen Plätzen und Denkmälern bereichert, wovon der Schahyad-Turm aus dem Jahre 1971 das bekannteste ist. Nach der Islamischen Revolution wurde alles Westliche und Vorislamische zunächst abgelehnt, seitdem sind Bauformen erschienen, die iranische, islamische und westliche Traditionen vereinen, wofür das Abbasi Hotel in Isfahan steht. Angesichts der schnell wachsenden Stadtbevölkerung ist heute vielerorts die schnelle Wohnraumbeschaffung ohne architektonische Überlegungen dominierend.
Hinsichtlich der Baudenkmäler und Kulturgüter gibt es seit 2018 eine Initiative von Karl von Habsburg, Präsident von Blue Shield International und des österreichischen Botschafters Stephan Scholz zur Errichtung eines nationalen Blue Shield Committees.

### Feste und Feiertage

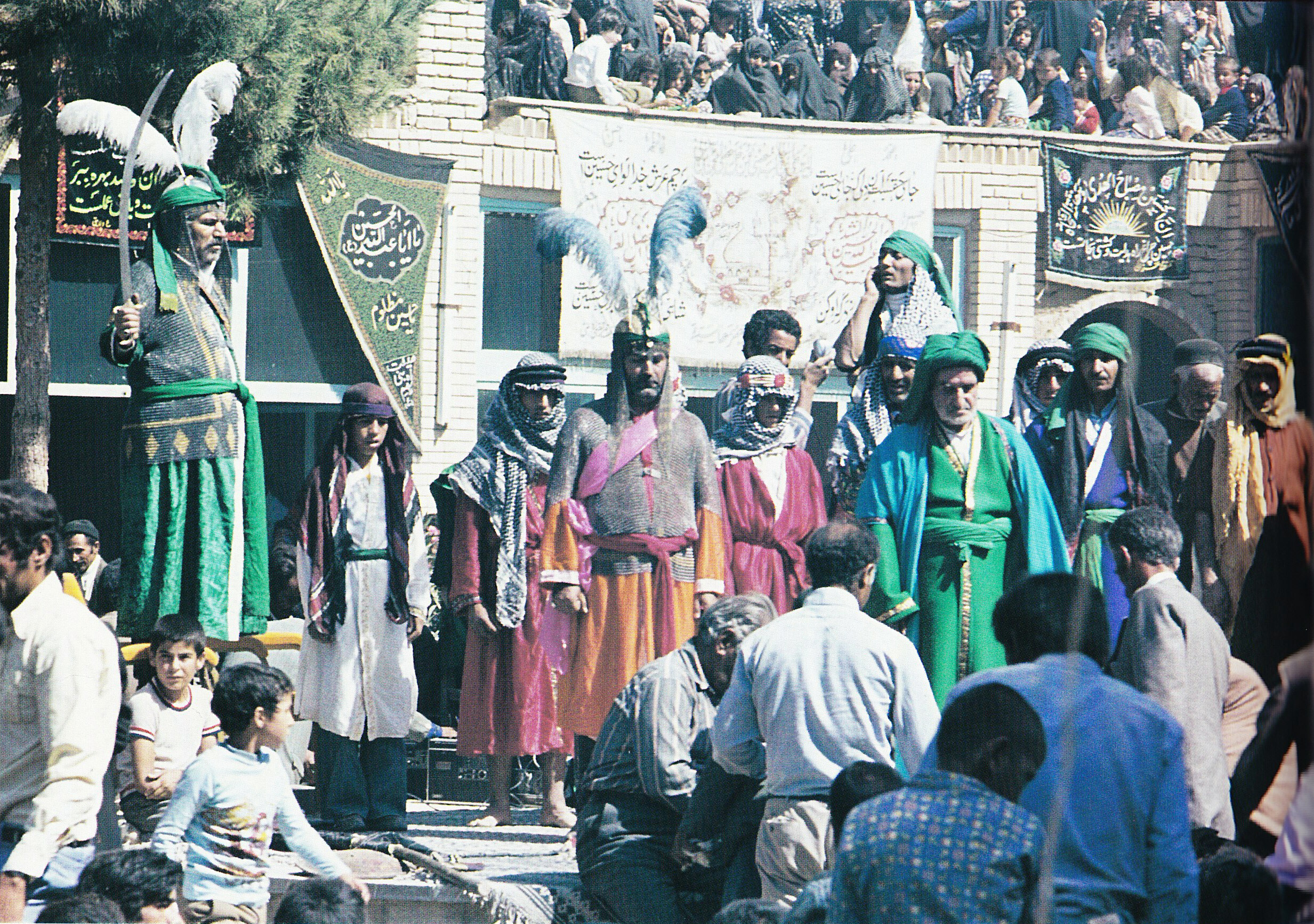
Eine Taʿziye-Aufführung in Schiras

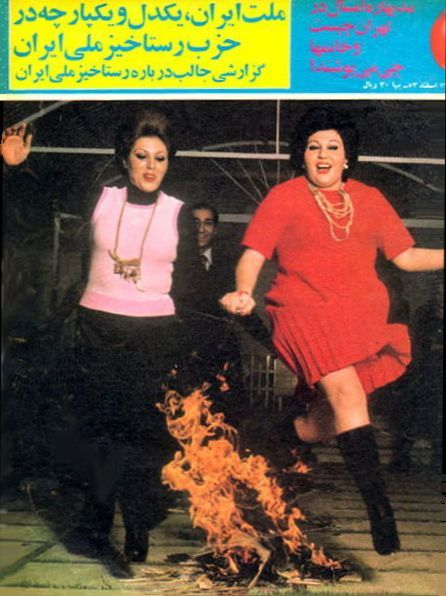
Feuerspringen zu Tschahar Schanbeh Suri, 1975

Es gibt in Iran eine so hohe Anzahl an Feiertagen und Festen, dass kritische Stimmen befürchten, die Wirtschaft nehme vom vielen Feiern Schaden.
Die islamischen Festtage, bei den Schiiten überwiegend Trauertage, zählen zu den wichtigsten im Leben der Iraner; dabei gibt es Feste, die generell zur islamischen Religion gehören und andere, die nur im schiitischen Islam gefeiert werden. Zu den generell islamischen Feiertagen gehören die Freitage, der Ramadan, das Fest des Fastenbrechens sowie das Opferfest. Die Tradition, ein Kamel für das Opferfest zu schmücken, mit einer Prozession durch die Stadt zu treiben und dann zu opfern, wurde in der Pahlavi-Zeit abgeschafft. Von den Feiertagen, die mit dem Leben des Propheten Mohammed in Zusammenhang stehen, werden der Geburtstag, die Nachtreise und sein Tod gefeiert; dies wird von konservativen Muslimen nicht gern gesehen, aber als Zeichen der Gemeinsamkeit mit den sunnitischen Muslimen trotzdem begangen. Die wichtigsten schiitischen Feiertage werden im Monat Muharram begangen. An Tasua und Aschura werden in allen Städten von religiösen Bruderschaften Prozessionen organisiert, bei denen sich die Teilnehmenden selbst geißeln oder übergroße Objekte, die an den Tod des Imam Al-Husain ibn ʿAlī in der Schlacht von Kerbela erinnern, mittragen. Typisch für Iran sind die zu diesem Anlass aufgeführten dramatischen Aufführungen namens Taʿziye, die das Martyrium von Husain nachspielen. Dabei wird es sehr gern gesehen, wenn die Teilnehmer echte, ungehemmte Trauer zeigen. Betrauert wird indes nicht nur der Tod von Husain, sondern besonders auch von der Prophetentochter Fatemeh, seines Schwiegersohnes Ali, Imam Dschafar und Imam Ali Reza.
Vier Mal im Jahr werden wichtige Feste gefeiert, die aus der zoroastrischen Tradition stammen, heute aber weitgehend säkularisiert sind und die im iranischen Kulturraum von fast allen Völkern begangen werden. Dies sind Nouruz (mit Tschahar Schanbe Suri und Sizdah bedar zwei Wochen gefeiert), der einzige nichtislamische gesetzliche Feiertag, und Yalda. Nouruz ist das iranische Neujahrsfest, das zur Tag-und-Nacht-Gleiche im Frühling stattfindet. Es symbolisiert einen Neuanfang, für den die Leute ihre Häuser gründlich säubern, neue Kleidung tragen und sich gegenseitig beglückwünschen. Zentrales Element der Feiern ist das Arrangieren eines Sofreh, eines besonders schönen Tuches, auf dem man sieben Gegenstände mit symbolisch positiver Bedeutung anordnet, die alle mit dem persischen S (Haft Sin) beginnen müssen. Am Mittwoch vor dem Nouruz-Fest werden an Tschahar Schanbeh Suri Freudenfeuer entzündet, und wer immer kann, springt über eines der Feuer, um im kommenden Jahr Glück und Gesundheit zu haben. Sizdah Bedar wird am 13. Tag des neuen Jahres gefeiert; da die Zahl 13 als Unglückszahl gilt, soll man sich an diesem Tag nicht ärgern oder streiten. An Sizdah Bedar bevölkern die Iraner die Parks und Gärten und vergnügen sich bei Picknicks. An Yalda, der längsten Nacht des Jahres, entzünden die Menschen ein Feuer und versuchen, es die ganze Nacht brennen zu lassen. In dieser Nacht schlafen die Leute nicht, sondern unterhalten sich bei Essen, Geschichtenerzählen oder auch Tanz und Musik.
Wie in allen anderen Ländern gibt es auch Feiertage, die an bedeutende Ereignisse in der nationalen Geschichte erinnern sollen. Im Falle Irans werden vor allem Feierlichkeiten zum Gedenken an Ereignisse aus dem Zusammenhang mit der Islamischen Revolution und dem Leben des Ajatollahs Chomeini in der Regel von der Regierung organisiert. Der Feiertag mit der größten Anteilnahme der Bürger ist der Todestag von Chomeini, der jedes Jahr am 4. Juni begangen wird. Familien, die das herrschende System unterstützen (oder als solche wahrgenommen werden wollen), besuchen einen Ort, der mit dem Leben Chomeinis verbunden ist, um dort zu trauern: Chomeinis Geburtsort, sein Mausoleum, den Chomeini-Schrein oder die Stadt Ghom. An diesem Tag hängen schwarze Fahnen, und besonders zurückhaltende Kleidung wird von allen erwartet. Andere nationale Feiertage erinnern an die Verhaftung Chomeinis nach den Unruhen von 1963 (5. Juni), den Sieg der Islamischen Revolution (12. Februar), die Verstaatlichung der Anglo-Iranian Oil Company (20. März) und die Volksabstimmung über die Errichtung der Islamischen Republik (1. April).

### Küche

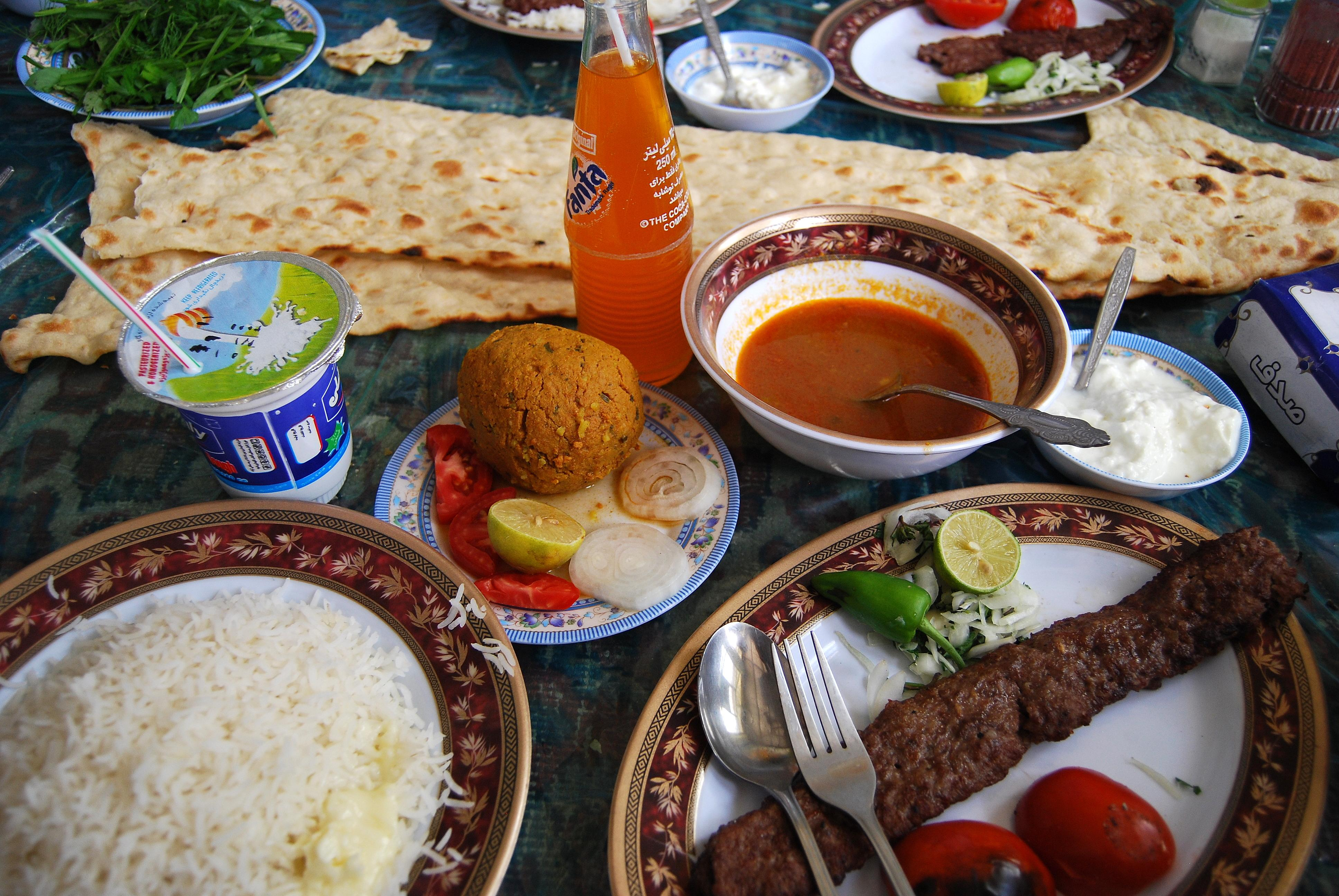
Ein nach dem Geschmack vieler Iraner gedeckter Tisch

Die iranische Küche ist sehr vielfältig. Sie hat mit der indischen, den zentralasiatischen, der türkischen und anderen orientalischen Küchen zahlreiche Gemeinsamkeiten. Die städtische Kochkunst des persischen Hochlandes wird als Standard betrachtet und um zahlreiche Gerichte lokaler oder ethnischer Herkunft bereichert. Die Hauptnahrungsmittel in Iran sind Reis und Weizen. Weizen wird vor allem in Form von Brot konsumiert, das die Iraner gern frisch für jede Mahlzeit kaufen. Die beiden beliebtesten Brotsorten sind Tâftun und Lavash, die zu sehr dünnen Laiben geformt und an die Innenwand des Ofens gedrückt gebacken werden. In der traditionellen Mahlzeit, die auf einem Tuch sitzend von geteilten Schüsseln und Platten eingenommen wird, dient dieses flache Brot nicht nur als Nahrungsmittel, sondern ersetzt auch Teller und Besteck. Reis war lange Zeit ein Luxusprodukt für die Reichen, heute kommt er im ganzen Land regelmäßig auf den Tisch. Er wird einfach gekocht und mit Butter versetzt (Kateh), mit Gemüse oder Fleisch zu einer eigenständigen Mahlzeit zubereitet (Polo, zum Beispiel der Sauerkirschreis Ālbālu Polo) oder kunstvoll gekocht, dann gedämpft (Tschelo, mit der begehrten Kruste am Boden des Topfes, Tahdig) und mit Safranreis garniert. Diese Art von Reis mit gegrilltem Fleisch, Tomaten, Zwiebel und Kräutern ist unter dem Namen Tschelo Kabāb das iranische Nationalgericht und steht in vielen Variationen im ganzen Land auf den Speisekarten der Restaurants. Tschelo kann auch zusammen mit Chorescht serviert werden, eine Art Ragout, das man ebenfalls in vielen Varianten antrifft. Zu den Varianten von Tschelo-Chorescht gehören Chorescht-e fesendschan (Hähnchen in einer Walnuss- und Granatapfel-Soße) oder Ghormeh Sabzi (Grüner Eintopf). Abguscht ist ebenfalls eine Art Ragout, bei der Fleisch, Bohnen, Gemüse, Kräuter und Obst gekocht werden. Nach dem Kochen werden die festen Bestandteile aus der Brühe gesiebt und püriert; Brühe und Püree werden mit Brot gereicht. Abguscht in einer seiner vielen Formen wird von den ärmeren Iranern fast täglich gegessen. Auch Eintöpfe (Āsch) mit Gemüse, Nudeln, Bohnen, Gerste oder Joghurt als Hauptbestandteil sind untrennbarer Teil der iranischen Küche.
Gewürze werden in der iranischen Küche, im Gegensatz zu jenen einiger Nachbarländer, nur zurückhaltend eingesetzt. Eine wichtige Besonderheit der traditionellen iranischen Kochkunst ist die Klassifizierung der Lebensmittel in heiß und kalt. Diese Bezeichnung bezieht sich nicht auf die Temperatur der Produkte, sondern auf deren vermutete Auswirkung auf die menschliche Befindlichkeit. Iranische Köche streben danach, heiße und kalte Lebensmittel so zu kombinieren, dass sie zueinander im Gleichgewicht stehen.
Das iranische Nationalgetränk ist Tee, der oft durch ein mit den Zähnen gehaltenes Stück Zucker geschlürft wird. Alkoholische Getränke sind den Muslimen in Iran seit der Islamischen Revolution streng verboten, obgleich nicht wenige, trotz des Risikos der Auspeitschung, solche konsumieren. Zum Essen trinken viele Iraner gern Dugh, ein leicht gesalzenes Joghurtgetränk, das häufig mit Gewürzen oder Kräutern verfeinert wird.

### Film
| Iranische Kinospielfilmproduktion |        |
| Jahr                              | Anzahl |
| 1975                              | 68     |
| 1985                              | 42     |
| 1995                              | k. A.  |
| 2005                              | 26     |

Die ersten Filme, die jemals in Iran gespielt wurden, gehen auf Mozaffar ad-Din Schah zurück, der im Jahre 1900 von einem Staatsbesuch in Frankreich einen Cinématographen mitbringen ließ. Die Filme, die sein Fotograf Mirza Ebrahim Khan Akkas Baschi aufnahm, wurden fortan Teil der Unterhaltung des königlichen Hofes. Das neue Medium hatte aber große Schwierigkeiten, in der iranischen Gesellschaft akzeptiert zu werden: Die ersten Kinos wurden der Hexerei bezichtigt, man behauptete, dass dort der Satan angerufen würde und dass Kinobesucher unmoralischen Aktivitäten nachgehen würden; der damalige religiöse Führer Fazlollah Nuri verlangte die Schließung der Kinos. Speziell die ersten iranischen Schauspielerinnen waren zahlreichen Anfeindungen und gesellschaftlicher Isolation ausgesetzt. In den frühen 1930er Jahren gab es immerhin 26 Kinos im Land. Die Pioniere des iranischen Filmes kamen entweder aus dem Ausland zurück wie Khan Baba Motazedi oder waren armenische Immigranten wie Hovhannes Ohanian. Sie schufen auch die ersten iranischen Filme, größtenteils Dokumentationen oder Gemische aus Komödie und Melodrama, wie sie in den folgenden Jahrzehnten populär bleiben sollten. Der erste persischsprachige Tonfilm wurde von Abdolhossein Sepanta im Jahre 1933 in Indien produziert; im Jahre 1935 beauftragte die Regierung Sepanta mit der Schaffung des ersten Filmes, der für Bildungszwecke bestimmt war: ein Streifen über den Dichter Firdausi.
Unter Reza Schah Pahlavi wurde das Kino gefördert. Der Schah ließ Filme produzieren, um seine Zeremonien, Regierungstätigkeit und Errungenschaften zu präsentieren. Er schuf günstige Bedingungen für den Import ausländischer Filme, sodass Produktionen aus den USA, Russland und Europa dominierten. Die einheimische Filmindustrie beschränkte sich auf die Synchronisation. Erst nach dem Zweiten Weltkrieg begannen erste Filmproduktionen im Studio Mitrā Film von Esmail Koushan, der nach ein paar finanziellen Fehlschlägen mit Scharmsār (Geschändet) seinen ersten Erfolg erzielte; dieser Film war an die damals populären indischen Filme angelehnt. Es folgte eine Teilung des iranischen Films in zwei Strömungen: das Sinemā Farsi mit größtenteils billigen, kommerziell orientierten Produktionen und die Filme der Neuen Welle (mowdsch-e now), die von in Europa ausgebildeten Schauspielern und Regisseuren produziert wurden und künstlerisch anspruchsvoll, meist aber nur außerhalb Irans erfolgreich waren. Im Rahmen der Weißen Revolution der Pahlavi-Regierung wurden schließlich Filmakademien, die Produktionsfirma Telefilm und Kunstfestivals gegründet. Ein großes Budget wurde der Filmproduktion unter staatlicher Kontrolle zugeteilt.

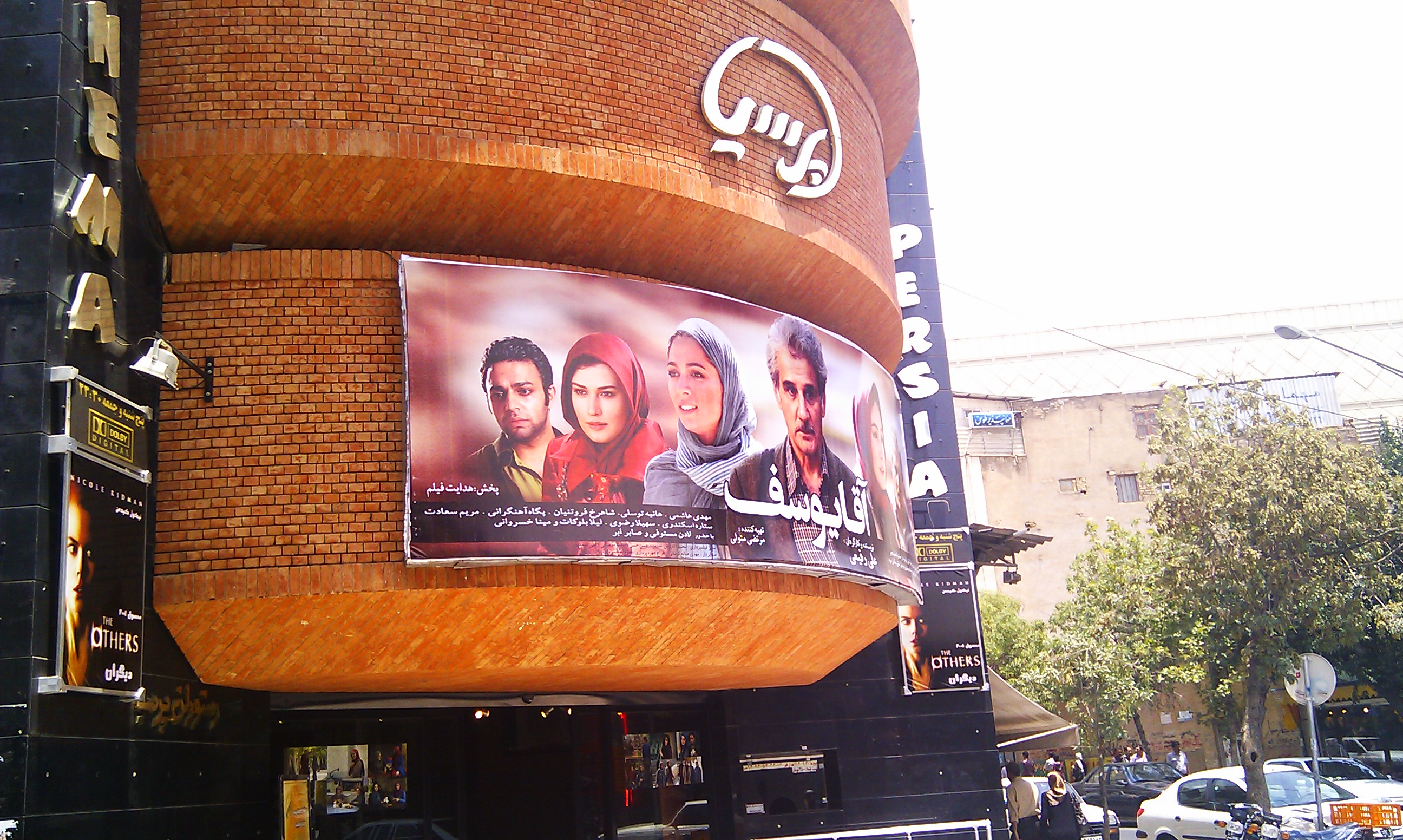
Kino in Schiras

Die Islamische Revolution brachte das Filmschaffen im Land zunächst zum Stillstand: Zahlreiche Kinos, die die islamischen Aktivisten als Hort der Korruption betrachteten, wurden zerstört; dazu zählte auch der Anschlag auf das Kino Rex in Abadan mit 430 Todesopfern. Den Künstlern wurde die Finanzierung entzogen, sie wurden willkürlichen Regelungen unterworfen, illegaler Aktivitäten beschuldigt, verhaftet, manche sogar hingerichtet. Die neuen Machthaber erkannten aber auch das propagandistische Potential des Mediums und nutzten es beispielsweise zur Verbreitung „islamischer Werte“ und im Kontext des Irak-Iran-Krieges. Erst seit den 1990er Jahren gibt es wieder Filmschaffen zu anderen Sujets im Land; die Regeln dafür können je nach politischer Lage extrem restriktiv sein. Das gilt besonders für weibliche Figuren, die immer nach moralischen und islamischen Maßstäben korrekt dargestellt sein müssen.
Dieser auch filmisch reflektierten (beispielsweise in Taxi Teheran) widrigen Produktionsbedingungen zum Trotz, existiert heute eine lebendige, international wahrgenommene iranische Filmszene mit international hoch angesehenen iranischen Regisseuren wie Abbas Kiarostami, Majid Majidi und Jafar Panahi. Viele Filme dürfen in Iran selbst jedoch nicht gezeigt werden. Wegen der Zensur, des behördlichen Drucks auf Darsteller und Produzenten sowie der Verhängung von Ausreisebeschränkungen und Berufsverboten leben inzwischen einige Filmschaffende, wie die Schauspielerin Golshifteh Farahani oder der Regisseur Mohsen Makhmalbaf im Exil. 2012 erhielt Nader und Simin – Eine Trennung von Asghar Farhadi als erster iranischer Film einen Oscar als Bester fremdsprachiger Film.
Neben den vielschichtigen subtil-suggestiven Werken der Neuen Welle, die hohen ästhetischen Ansprüchen genügen und die bei internationalen Festivals immer wieder ausgezeichnet werden, ist im Inland vor allem die zweite Strömung des häufig mit Gewaltszenen versehenen Film Farsi erfolgreich. Ausländische Filme werden offiziell kaum gezeigt, sind der Bevölkerung aber über den Schwarzmarkt meist dennoch zugänglich.

### Medien

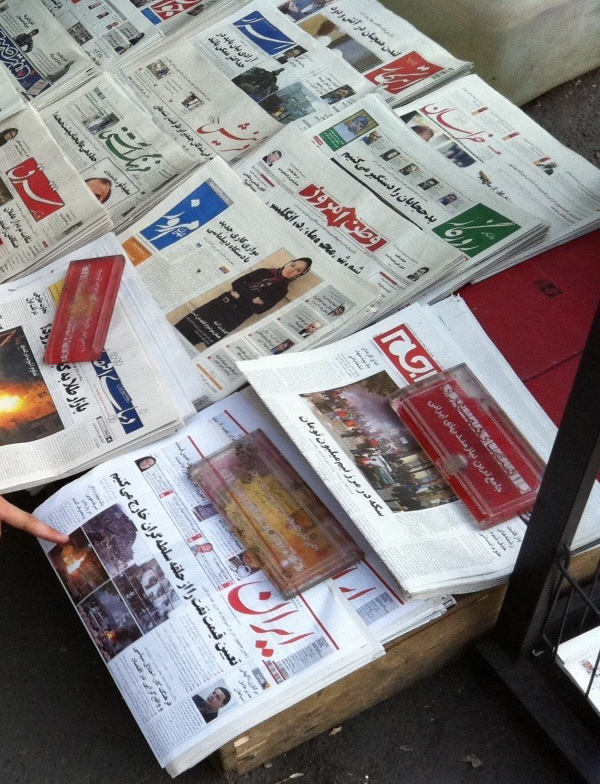
Iranische Zeitungen in Teheran

Zurzeit (Stand: Januar 2018) sitzen laut Reporter ohne Grenzen in Iran mindestens sieben Journalisten und zwölf Blogger in Haft, darunter die Trägerin des Friedensnobelpreises Narges Mohammadi, eine Journalistin, Frauenrechtlerin und Sprecherin des Zentrums der Verteidigung für Menschenrechte.
Teheran ist das Medienzentrum des Landes. Hier erscheinen die wichtigsten Tageszeitungen wie Abrar, Ettelā’āt, Hamschahri, Dschumhori-yi Islami, Keyhan, Resalat, Schargh (international auch Shargh), die englischsprachigen Zeitungen Tehran Times, Kayhan International, Iran Daily, Iran News sowie die Literatur- und Kunstzeitschrift Nafeh. Die bekanntesten Nachrichtenagenturen sind Islamic Republic News Agency, Iranian Students News Agency und Mehr News Agency. Sämtliche Zeitungen, Nachrichtenagenturen und die staatlichen Rundfunk- und Fernsehsender (IRIB) unterliegen staatlicher Zensur. Nach Artikel 110 der Iranischen Verfassung unterstehen diese direkt dem obersten Rechtsgelehrten. Bei im Januar 2018 stattgefundenen Protesten gegen die Regierung wurden die Messenger Telegram und WhatsApp im Mobilfunknetz blockiert. Die Arbeit der Presse und die Organisation der Proteste wurden damit massiv eingeschränkt, da keine Koordination und kein Austausch von Informationen mehr möglich war.
Zusätzlich gibt es über 30 persischsprachige Fernsehsender aus dem bei Los Angeles liegenden San Fernando Valley, Kalifornien, die über Satellit oder Internet in Iran empfangen werden können.
Im Jahr 2022 nutzten 81,7 Prozent der Einwohner Irans das Internet. Laut den Statistiken von Alexa Internet ist Google die am häufigsten verwendete Suchmaschine in Iran und Instagram das beliebteste Soziale Netzwerk. Der direkte Zugang zu vielen weltweit populären Websites wurde in Iran blockiert, einschließlich Instagram und Facebook. 2017 hatte Facebook jedoch rund 40 Millionen Abonnenten in Iran (48,8 % der Bevölkerung), die VPN und Proxyserver verwendeten, um auf die Website zuzugreifen. Auch hochrangige Politiker wie der iranische Außenminister Javad Zarif benutzen in Iran verbotene US-amerikanische Soziale Netzwerke.

### Sport

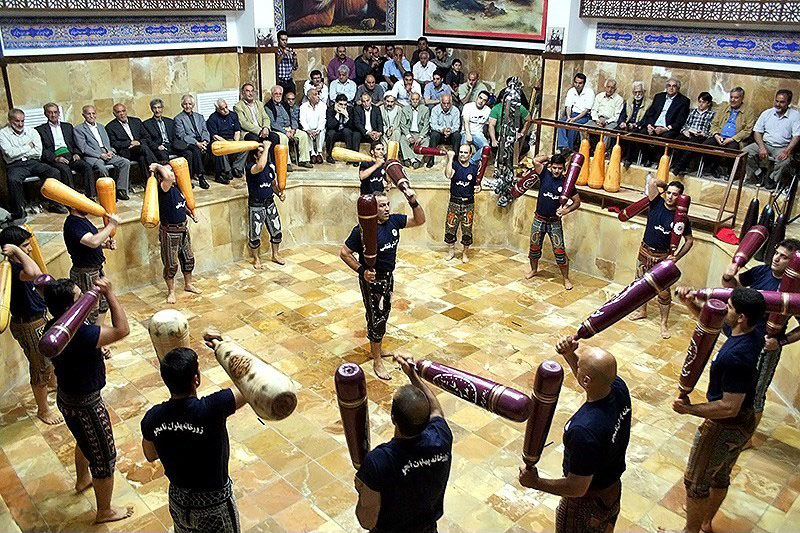
Traditioneller iranischer Kraftsport Varzesch-e bāstāni in einem Zurchaneh

Unmittelbar nach der Islamischen Revolution war das Sportgeschehen in Iran von der puritanischen Weltanschauung der neuen Machthaber geprägt: Eine Reihe von Sportarten wie Boxen, Pferdesport, Fechten oder Schach wurden aus verschiedenen Gründen verboten. Das Kartenspielen ist heute noch offiziell verboten. Frauen war das Sporttreiben generell nicht mehr erlaubt. In der neuen iranischen Gesellschaft war fast jede Form von Unterhaltung abgeschafft, so dass Fußballspiele einige von wenigen verbliebenen Zerstreuungen für junge Männer waren. Obwohl es immer wieder Ausschreitungen im Zusammenhang mit Fußballspielen gab, wagte es die Regierung nicht, Fußballspiele zu verbieten. In den 1980er Jahren setzte sich Sport als für die Regierung akzeptable Form der Unterhaltung durch, seitdem werden Sportereignisse aus dem In- und Ausland im iranischen Fernsehen übertragen, sofern die Kleidung der Sportler die Vorstellungen der religiösen Führung nicht zu stark verletzt.
Fußball ist die populärste Mannschaftssportart in Iran. Die iranische Nationalmannschaft konnte mehrmals die Asienspiele und die Fußball-Asienmeisterschaft gewinnen. An Fußball-Weltmeisterschaften nahm sie mehrmals teil, ohne über die Vorrunde hinauszukommen. Der Sieg gegen die USA im Jahre 1998 löste in Iran jedoch eine große Euphorie aus, die Regierung konnte nicht anders als den Menschen das Feiern auf den Straßen zu erlauben.
Die iranische Regierung betrachtet den Fußball nach wie vor als westlich-korrupt und versucht daher, ihm den traditionellen iranischen Kraftsport entgegenzusetzen, wenngleich er stark mit dem Pahlavi-Regime assoziiert wird. Diese Bemühungen waren wenig erfolgreich, weil ihn die jungen Iraner als altmodisch betrachten. Aus dieser Tradition heraus ist aber die iranische Stärke bei Individualsportarten wie Ringen, Gewichtheben, Taekwondo und Judo erwachsen. Der iranische Gewichtheber Hossein Rezazadeh gewann mehrere olympische Goldmedaillen und iranische Athleten wie Hadi Saei Bonehkohal konnten im koreanisch dominierten Taekwondo internationale Erfolge erzielen.
Iranischen Frauen ist heute das Sporttreiben wieder erlaubt. Besonders die Politikerin und Sportfunktionärin Faezeh Haschemi, Tochter des früheren Präsidenten Ali Akbar Hāschemi Rafsandschāni, hatte sich dafür eingesetzt, dass es für Frauen eigene Sporteinrichtungen gibt. Seit Anfang Oktober 2019 ist es Frauen in Iran erstmals seit 1979 außerdem wieder gestattet, Fußballstadien zu Spielen von Männermannschaften zu betreten. Der Aufhebung des Verbots ging die öffentliche Selbstverbrennung von Sahar Chodayari voraus, was Proteste der iranischen Bevölkerung, internationale Kritik, sowie Druck durch die FIFA zur Folge hatte. Chodayari, die ihren Verletzungen schließlich erlag, hatte sich als Mann verkleidet, um ein Fußballspiel zu besuchen, war jedoch enttarnt und daraufhin festgenommen worden. Mit ihrem Suizid protestierte sie gegen die ihr drohende Verurteilung zu einer Gefängnisstrafe.
Der Verband Special Olympics Iran wurde 2000 gegründet und nahm mehrmals an Special Olympics Weltspielen teil.